# Filosofía en Chile

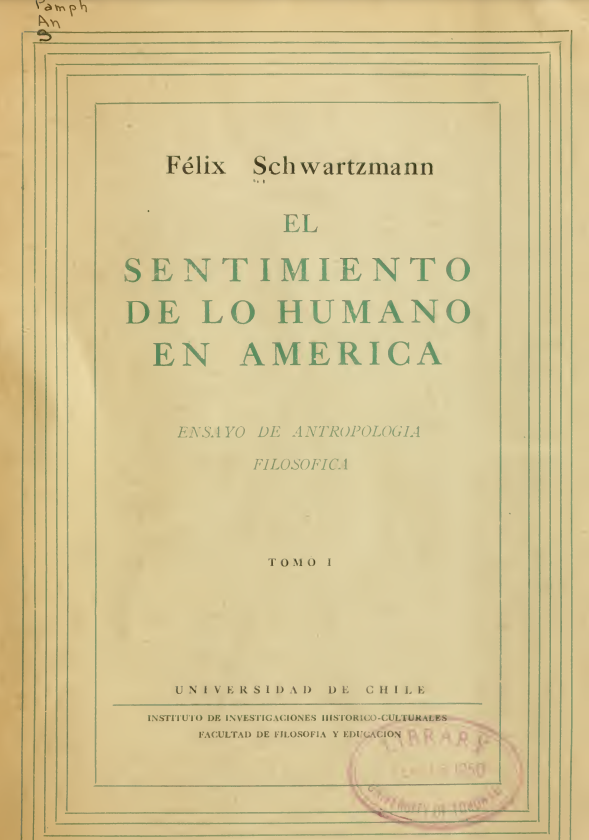
Tomo I de El sentimiento de lo humano en América. Ensayo de antropología filosófica (1950), de Félix Schwartzmann.

El sintagma "filosofía en Chile" refiere a la actividad reflexiva y al conjunto de obras propias del ámbito de la filosofía realizadas ya sea en el territorio chileno, por ciudadanos de dicha nacionalidad o extranjeros que desarrollaron buena parte de su vida intelectual en Chile. Esta comienza su desarrollo académico, como en el resto de Iberoamérica, desde el periodo de la conquista española de América a principios del siglo XVI y se extiende hasta nuestros días.
Pocos han sido los filósofos que han desarrollado su actividad al margen de las instituciones académicas o religiosas. Tanto antes como después de la Independencia de Chile la filosofía siguió siendo un esfuerzo fundamentalmente académico, y con excepción de los años de dictadura militar, la disciplina ha mostrado una notable continuidad institucional. Sin perjuicio de lo anterior, los filósofos en Chile se han visto involucrados en numerosas actividades de naturaleza social y política, con especial impacto en cuestiones históricas y culturales. Ya fuese en los albores de la República o en los procesos de profesionalización, institucionalización y reforma universitaria, se han desempeñado como importantes figuras públicas. Mismamente, entre 1973 y 1990, varios se convirtieron en importantes opositores y defensores de la dictadura militar, situación que les valió la persecución, el ostracismo y el exilio por un lado, mientras que otros sacaron partido de la situación a nivel académico y político.
En lo que respecta al desarrollo temático de la disciplina, los gremios filosóficos chilenos han mantenido un enfoque general tradicionalmente recepcionista y doxográfico, centrando su interés en el estudio de tradiciones filosóficas foráneas (predominantemente europeas) que luego han de aplicar críticamente en la sociedad:

Las ideas filosóficas en Chile, como las ideas en general, han estado influidas por las corrientes europeas de pensamiento. Las principales escuelas filosóficas, como la Escuela Escocesa del Sentido Común, la Ideología, el liberalismo, el positivismo, el existencialismo, la fenomenología y el marxismo, entre otras, han sido acogidas, en algún momento, por los intelectuales chilenos. Esto no quiere decir que estas hayan sido adoptadas de un modo completamente acrítico, sino que más bien constituyen el mundo de ideas en el cual los chilenos vivieron su desarrollo educacional e intelectual. Los estudiosos de la filosofía han adoptado estas escuelas no tanto para dar contenido a sus clases en el aula, cuanto para orientar el sistema educativo en general y, en cierta medida, a la sociedad en su conjunto.
Iván Jaksić

Solo en las últimas décadas —y con especial fuerza una vez concretada la transición a la democracia— la filosofía en Chile ha comenzado a tener una dimensión más propositiva dentro del área y no solo como un instrumento para fines de fundamentación de la doctrina política o la creación de una identidad nacional, algo característico de los siglos XIX y XX. A formatos como el comentario de texto y las introducciones elementales se suman en gran número los ensayos de crítica social y la producción de artículo científico al alero de instituciones universitarias y think tanks. Aunque todavía se persigue dialogar con las tradiciones foráneas, existe una búsqueda por reinterpretarlas desde una perspectiva local o latinoamericana. Durante el siglo XX —centuria en que la disciplina de profesionalizaría— algunos sus referentes tomaron a la lógica y la metafísica como sus disciplinas preferentes, mientras que otros centraron su atención en cuestiones de orden público, enmarcándose en el desarrollo de una filosofía social preocupada por asuntos tales como el papel de la religión en el Estado, el impacto cultural de la modernidad y el rol de las universidades en el desarrollo de la nación, cuando no directamente estaban realizando propuestas filosóficas originales, especialmente en el campo de la filosofía de las ciencias.
La centralidad de las ideas filosóficas para la constitución de la política de Chile ha sido ampliamente expuesta por multitud de historiadores. Aunque ha habido momentos en que se ha pretendido defender la posibilidad de realizar el quehacer filosófico de forma institucional y al margen de las necesidades sociales, la propia historia del desarrollo de la disciplina en el Chile refrenda la tesis de que "filosofía" y "política" son realidades indistintas y conjugadas a lo largo del tiempo:

La filosofía chilena se caracteriza por una tensión constante entre la actividad académica, que se nutre exclusivamente de los desarrollos propios de la disciplina, y las perspectivas críticas, que exigen un compromiso filosófico más estrecho con la política y la sociedad.
Iván Jaksić

## Antecedentes coloniales

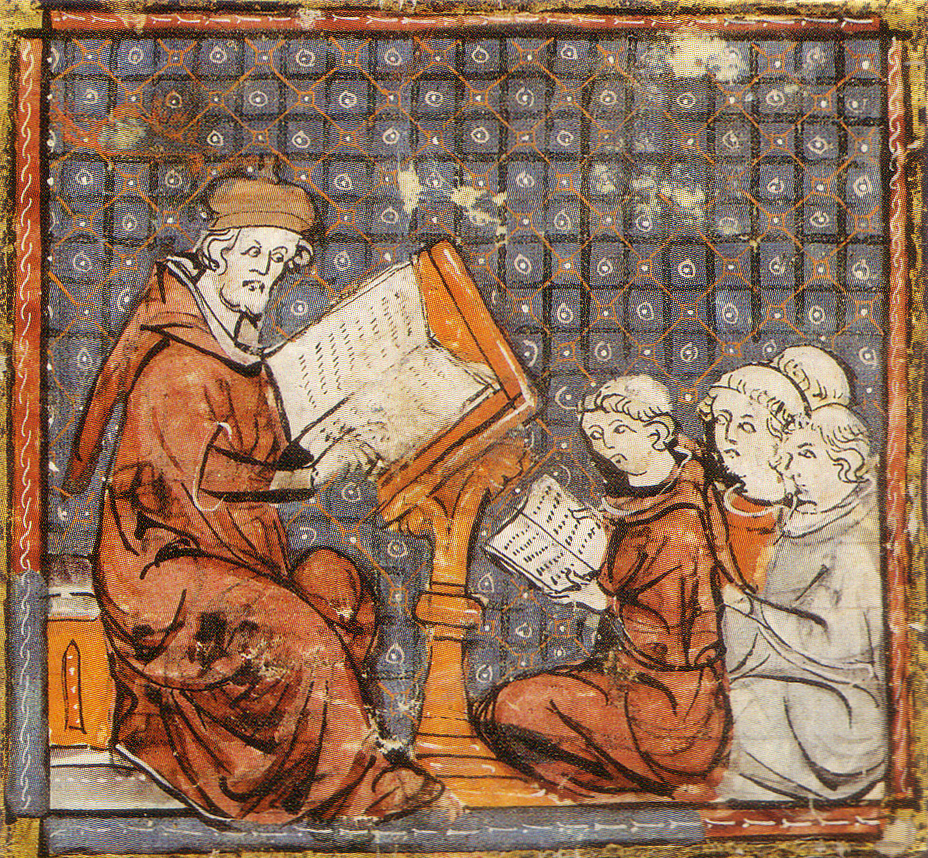
La influencia de la escolástica fue notable en los inicios de la labor filosófica en Chile, siendo la puerta de entrada para el aristotelismo y el tomismo.

Es un debate aun abierto aquel que plantea si es necesario, de interés o si siquiera es posible hablar de algo así como una "filosofía nacional", siendo ésta un cuestión de particular preocupación en las disputas metafilosóficas iberoamericanas.
Por lo pronto, es posible afirmar —como piso mínimo— que toda filosofía nacionalmente implantada presupone una codeterminación con el Estado concreto al que se circunscribe. En razón de ello, puede resultar ciertamente problemático conjurar el sintagma "filosofía chilena" para referirnos a la actividad filosófica llevada a cabo antes del nacimiento de la República de Chile (declarada en 1818). Sin embargo, ignorar tales desarrollos también implicaría un desconocimiento de su influencia en los pensadores noveles de la nación que emergería tras el derrumbe del gobierno español en la zona, por lo que resulta fundamental revisar el origen de la enseñanza de la disciplina en el territorio. 
El conocimiento sobre la tradición filosófica chilena en la época colonial es bastante escaso y fragmentario, lo que ha ralentizado el estudio de este periodo. Hay dos perspectivas que explican este hecho:
1. Una filosófica, que postula que en América se replicaron acríticamente los contenidos europeos;
2. Una material, que destaca la dificultad actual para estudiar las fuentes escritas de la época debido a la inexistencia de archivos de documentos, situación que complica la tarea de comprender los manuscritos filosóficos de este período.

Lo anterior no significa que no existan, cuanto menos, ideas generales de los inicios de la enseñanza de la filosofía en la Capitanía general de Chile. Es un lugar común afirmar que dicha actividad  inicia en 1594, con el arribo al país del padre dominico Cristóbal de Valdespino, siendo el primer catedrático de filosofía del país (afirmación no exenta de polémica historiográfica). Se instaló en el convento dominico de Santo Domingo en 1595. Sus enseñanzas, centradas en los clásicos grecorromanos y medievales (Aristóteles y Santo Tomás, respectivamente), se extenderían a otros institutos durante el siglo XVII, gesta que cobraría mayor impulso con la futura creación de la Real Universidad de San Felipe en 1758. La impronta teológica que guardó la enseñanza de la filosofía en este periodo no es para nada accidental. Antes bien, es un síntoma de la realidad hispana de la época:

Las primeras clases comenzaron a impartirse en el año 1595 y estuvieron orientadas al estudio escolástico de las áreas de lógica, metafísica y física, con estricta prohibición de acceder y enseñar el pensamiento de autores modernos como el de René Descartes. En efecto, mientras en Europa afloraba la filosofía moderna y la Ciencia Nueva, en las colonias españolas se mantenía aisladamente el estudio de un tipo de pensamiento que ya había sido puesto en jaque por el surgimiento de nuevos intereses que ocupaban a la reflexión científica y filosófica, porque no sólo había cambiado la manera de comprender al hombre sino también, y particularmente, la manera de comprender al mundo y la naturaleza.
Memoria Chilena

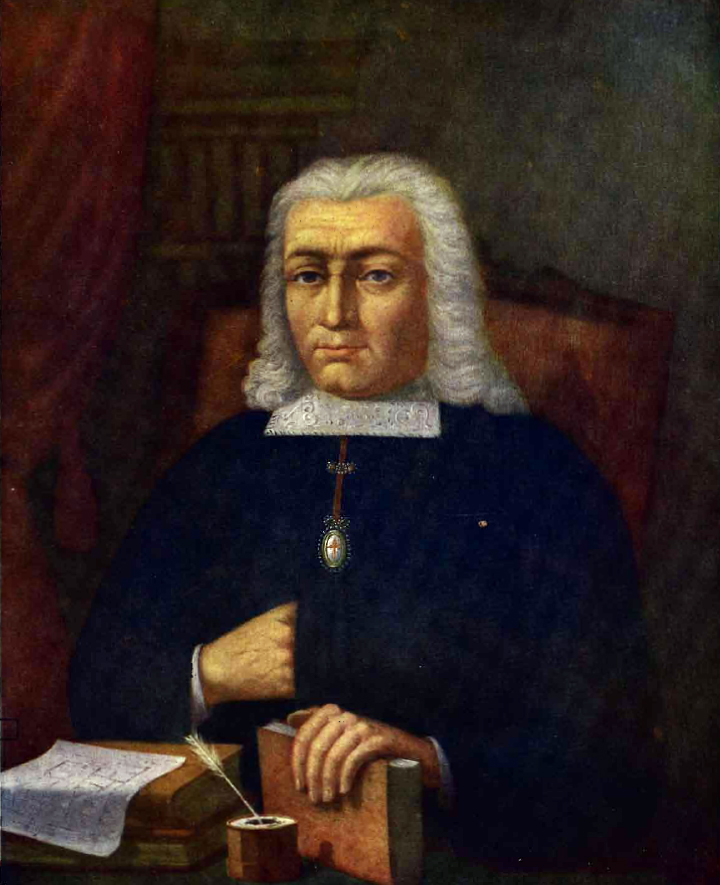
Tomás de Azúa e Iturgoyen, primer rector de la Real Universidad de San Felipe.

El germen filosófico plantado por Valdespino no tardaría en dar sus frutos, consiguiendo epígonos y continuadores entre los miembros de la iglesia. Destacan Alonso Briseño (siendo éste el primer filósofo nacido en la América española), Alonso de Ovalle, Miguel de Viñas, Diego de Rosales, Manuel de Ovalle Ureta, Sebastián Díaz de Andrade Mardones y Manuel Antonio Talavera; autores de tratados filosóficos significativos dentro de la tradición escolástica. El escolasticismo de la época demandaba que el estudio de la filosofía en el país, así como en el resto de territorios bajo el dominio de la corona española, fuera central en las instituciones de educación superior. Junto al aprendizaje del latín, la filosofía era un requisito para ejercer profesionalmente en Chile, ya fuera en áreas civiles o religiosas.

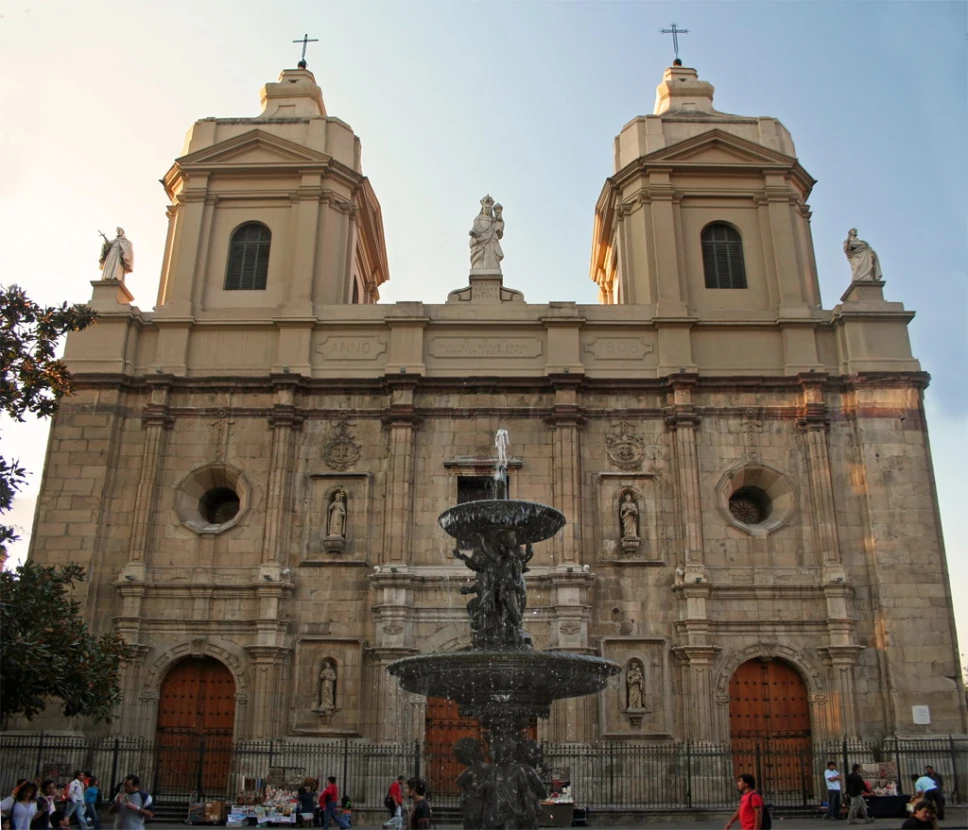
Templo de Nuestra Señora del Rosario en Santiago de Chile. Se tiene testimonio de que los dominicos —orden que, por su instituto, exige una alta formación intelectual— impartían cursos de artes y teología en su convento santiaguino desde fines del siglo XVI. En ese contexto, se haría célebre como maestro de filosofía el jerezano fray Cristóbal de Valdespino. Sus discípulos, especialmente sus hermanos de orden, se enorgullecían de ser los principales hombres de letras de Chile en su tiempo.

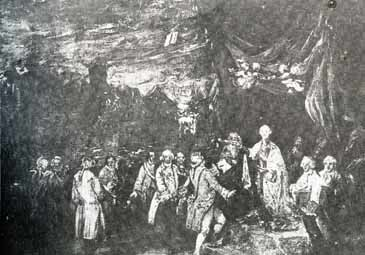
Tras la promulgación del edicto de expulsión de los jesuitas por parte de Carlos III, estos se vieron en la obligación de abandonar todos los territorios de la Monarquía Española, siendo una de sus múltiples consecuencias la retirada de prominentes intelectuales de todas las tierras hispanas.

En 1767, tomaría lugar la expulsión de los jesuitas de Chile, hecho que implicó que autores de la talla de Miguel de Olivares, Felipe Gómez de Vidaurre, Juan Ignacio Molina y Manuel Lacunza publicaran sus obras fuera de la nación. La principal diferencia entre dominicos y jesuitas residió en que los primeros veían a la filosofía como un instrumento servil a la teología, mientras que los segundos concebían los espacios de especulación filosófica como destinados a preocupaciones prácticas, con especial énfasis en la comprensión de las condiciones del Nuevo Mundo.

Por estas épocas, se asiste a un doble encorsetamiento de la filosofía. Por un lado, estaba terminantemente prohibido para la población laica el estudio de disciplina y, en suma, quienes podían acceder a ella circunscribían sus estudios exclusivamente a cuestiones escolásticas, quedando vedado el conocimiento de los nuevos descubrimientos científicos y de las nuevas propuestas filosóficas que inundaban Europa. 

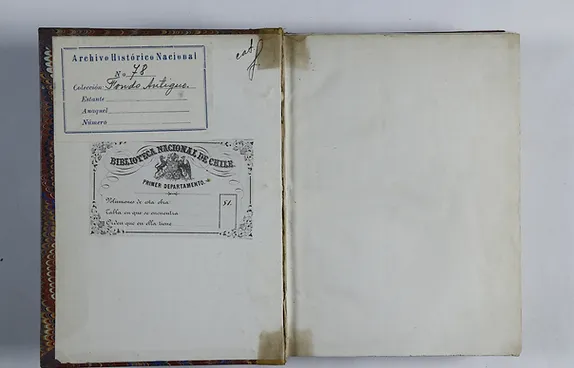
Logicæ, Physicæ, Metaphysicæ & Animasticæ Certamen, 1705-1707 (v. 78, Fondo Antiguo, Archivo Nacional Histórico, Santiago de Chile, ff. 1r-304v). Escrito por Manuel de Ovalle Ureta.

No sería hasta mediados del siglo XVIII que se anularía la prohibición de estudiar filosofía a la población secular, precisamente tras la inauguración de la Universidad de San Felipe. Asimismo, a finales del siglo XVIII e inicios del XIX, el pensamiento ilustrado comenzó a introducirse en el país, instancia posible principalmente gracias a la importación de obras desde Europa. Desde Francia (principalmente) y Reino Unido, se introdujeron las ideas de Voltaire, Nicolas de Condorcet, Denis Diderot, Jean-Jacques Rousseau, Pierre Gassendi, Montesquieu, Félicité Robert de Lamennais, entre muchos otros. Entre los autores laicos que terminarían cubriendo temáticas próximas a las preocupaciones filosóficas de la Ilustración europea, destacan Manuel de Salas y Juan Egaña.
Algunos manuscritos coloniales destacables son:
| Título del libro | Año                            | Autor                              |
| --- | ------------------------------ | ---------------------------------- |
| Celebriores controversias in primum Sentenciarum Scoti | 1638 (Tomo I) / 1642 (Tomo II) | Alonso Briceño                     |
| Manifiesto apologético de los daños de la esclavitud del Reino de Chile | 1670                           | Diego de Rosales                   |
| Comentarios “Acerca del alma” según la doctrina del Doctor Sutil Duns Escoto | 1689                           | Juan de Fuica                      |
| Logicæ, Physicæ, Metaphysicæ & Animasticæ Certamen | 1707                           | Manuel de Ovalle Ureta             |
| Philosophia Scholastica | 1709                           | Miguel de Viñas                    |
| Disputationes in Animasticam et in libros Physicorum Aristotelis | 1710-1711                      | Juan de Puga Ordóñez               |
| Cursus Philosophiæ Scholasticæ | 1724                           | Juan de Sorozábal                  |
| Disputationes in omnes Physicorum libros Aristotelis | 1727                           | Miguel de Ureta de la Carrera      |
| Physica contra Thomistas | 1739                           | Lorenzo Romo                       |
| Philosophia Tripartita | 1753-1754                      | Francisco Javier Zeballos          |
| Physica Aristotelica curiosis recentiorum inventis conferta | 1764                           | Agustín de Saajosa Carreño         |
| Trienalis Philosofici Cursus Institutiones Physicæ, secundam naturalis Phylosophiæ partem Physicam scilicet particularem complectentes iuxta veriora recentiorum placita illorumque inconcussa experimenta | 1792                           | Manuel Antonio Talavera            |
| Noticia general de las cosas del mundo por el orden de su colocacion. Para el uso de la Casa de los Señores Marquezes de la Pica y para instruccion comun de la Jubentud del Reyno de Chile                | 1783 (Tomo I) / 1800 (Tomo II) | Sebastián Díaz de Andrade Mardones |
| Philosophia eclectica ad mentem & methodum celeberrimorum nostræ aetatis philosophorum concinnata | 1796                           | José Francisco Echaurren           |

## Periodo de Independencia

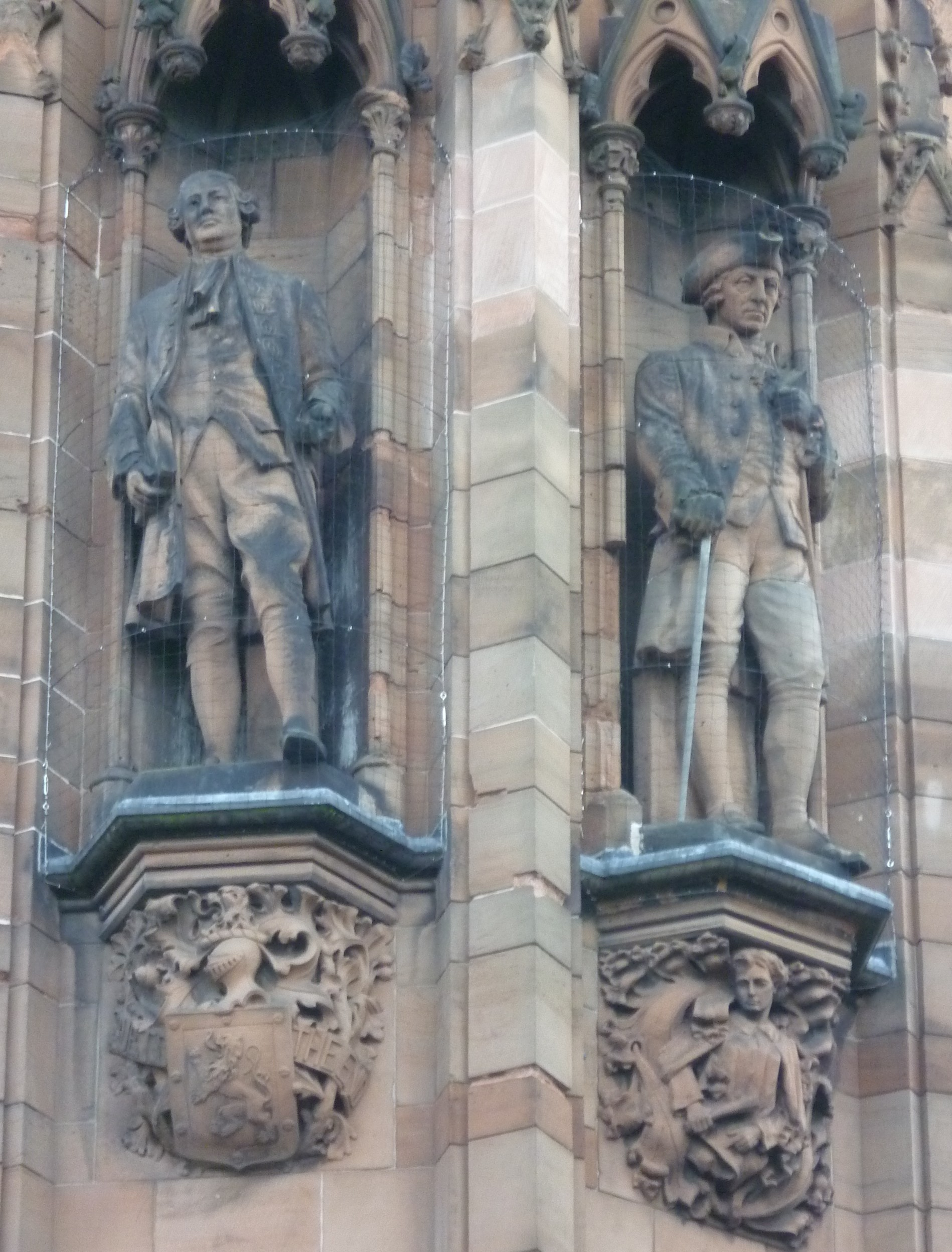
La pregnancia de las ideas europeas fue importante durante el periodo inmediatamente posterior a la independencia de Chile, siendo parte importante de ellas de origen anglosajón. Buena parte de los fundamentos políticos que dan base a la República de Chile ven en la Ilustración escocesa su origen y fundamento.

Tras la declaración de Chile como república independiente, la filosofía chilena comenzó a cultivarse de manera sistemática dentro de instituciones de educación superior, encargadas de catalizar la construcción deliberada de una identidad nacional. La filosofía de este periodo, que comprende desde la declaración de independencia hasta la llegada del positivismo en la década de 1860, se vio marcada por las polémicas respecto de la relación entre la Iglesia y el Estado. Durante los primeros años de construcción de la nación, la Iglesia católica jugó un papel importantísimo como aliado a la hora de construir las instituciones republicanas. Siendo así, no resulta baladí que todos los documentos constitucionales chilenos del siglo XIX proclamen al catolicismo como religión oficial del Estado. Por este entonces, Chile (e Iberoamérica en general) pasaba por un momento convulso a nivel político-religioso:

Los ideólogos inspiran a los liberales; los conservadores se fortalecen con el apoyo del clero y de la aristocracia. Se lucha apasionada e intolerantemente por el poder. Así, el panorama de las ideas en Chile no discrepa, en lo fundamental, de los demás países latinoamericanos.
Santiago Vidal Muñoz

Ya en la década de 1820, la filosofía sirvió de vehículo para la discusión y evaluación de las interpretaciones laicas y religiosas de la ética y las ideas en general. La filosofía jugó este papel hasta que se concretó la separación constitucional entre la Iglesia y el Estado en 1925.
Iván Jaksić

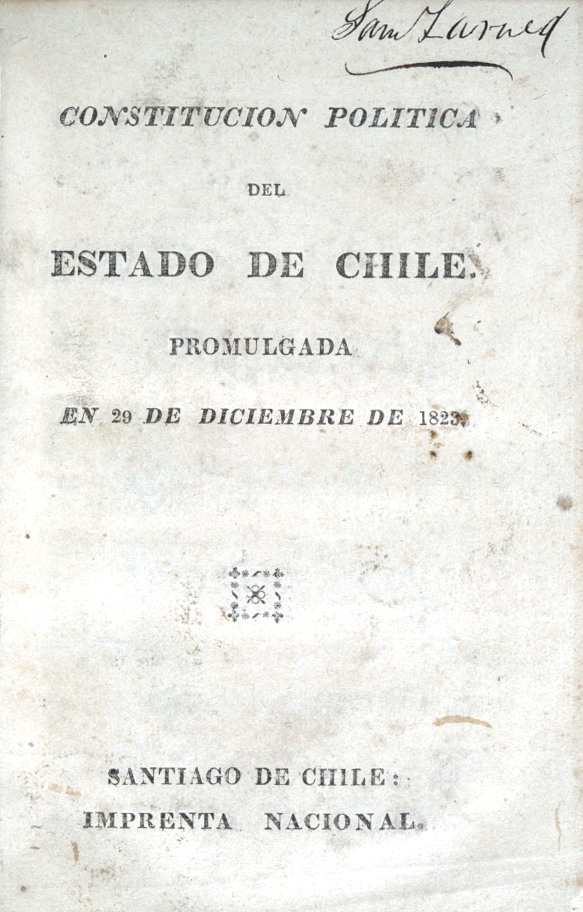
Portada de un ejemplar de la Constitución Política y Permanente del Estado de Chile de 1823.

Desde las letras, figuras como Juan Crisóstomo Lafinur, Juan Martínez de Rozas y Camilo Henríquez guardarán una importante interrelación en esta época y sus ideas influirán prematuramente en la edificación de la nación. Este último, Henríquez, de la mano con Egaña y de Salas, serían los principales responsables de la creación del Instituto Nacional, resultado de la fusión de cuatro instituciones educacionales del régimen colonial: la Academia de San Luis, el Convictorio Carolino, el Seminario de Santiago y la Real Universidad de San Felipe; siendo este el primer intento serio por crear un sistema nacional de educación (viendo sus actividades congeladas sólo durante la breve contrarrevolución realista ocurrida entre 1814 y 1817). El compromiso nacional y católico de estos autores se ve reflejado especialmente en Egaña, quien no sólo redactó la Constitución de 1823, sino que fue además autor del primer libro de filosofía publicado en el Chile independiente: el Tractatus de Re Logica, Metaphisica et Morali (1827); siendo el producto de una mezcla entre ideas filosóficas escolásticas y modernas.
En tanto que agente configurador del espacio social, la iglesia ajustó su doctrina al conjunto de las instituciones públicas, incluidas las instituciones educativas. La misión y el currículo del Instituto Nacional era de orientación estrictamente católica, marcando una continuidad valórica y programática con las instituciones coloniales de las emergió:

La enseñanza de la filosofía fue dividida en los cursos de lógica y metafísica, filosofía del derecho y filosofía moral. El curso de lógica y metafísica se enseñaba en los primeros años, y los estudiantes podían elegir sus carreras luego de aprobar el ramo de filosofía moral. La filosofía [...] se concentraba fundamentalmente en temas religiosos.
Iván Jaksić

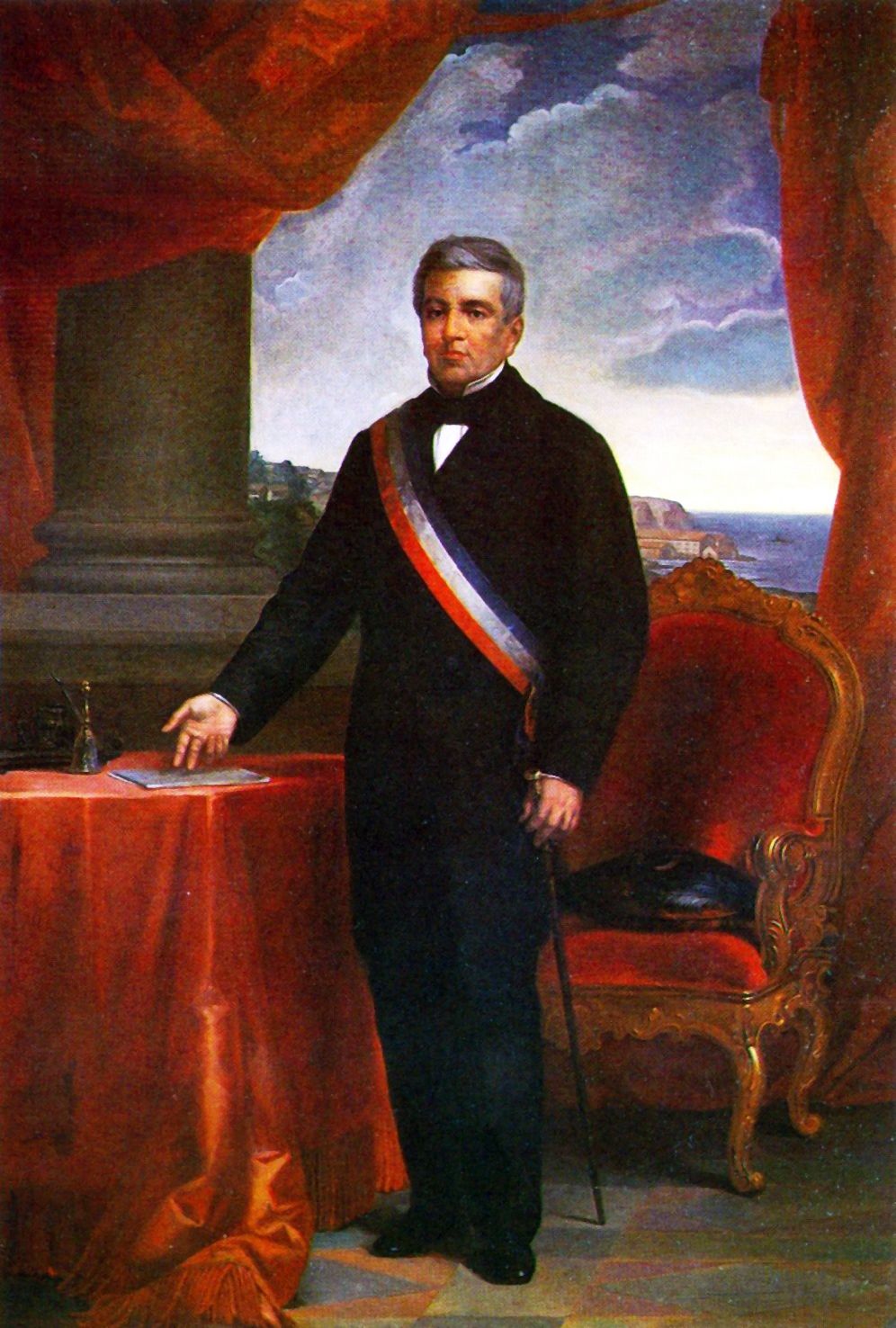
Manuel Montt Torres, Presidente de la República de Chile desde el 18 de septiembre de 1851 al 18 de septiembre de 1861.

Si acaso, había un mayor énfasis en la educación económica y cívica. La escuela era vista como un aliado natural para el desarrollo de la sociedad chilena, puesto que podía utilizarse la enseñanza como un mecanismo formador de valores, siendo los de mayor interés la moralidad y el sentido de nacionalidad. Aún habiendo gestos secularizantes, como los acaecidos durante el rectorado de Carlos Lozier (con el énfasis dado al estudio de las ciencias, el cambio de la estructura administrativa y la exportación de la Ideología con autores como Antoine Destutt de Tracy y especialmente Étienne Bonnot de Condillac), la influencia escolástica perduró fuertemente en el tiempo (aunque esta influencia francesa es apreciable en estudiantes de este periodo, como lo fueron Manuel Montt, José Miguel Varas y Ventura Marín Recabarren). 
La mayoría de los filósofos eran creyentes en el Chile decimonónico, de modo que esta limitación en principio no significaba un problema mayúsculo. Sin embargo, comenzó a afectar negativamente la investigación filosófica cuando, al examinar doctrinas y escuelas que eran seculares o incluso antagónicas al catolicismo, se debía suprimir cualquier comentario que pusiera en cuestión la preservación de la institución eclesiástica y su relación de imbricación con el Estado. Esta profesión y compromiso acérrimo con la fe católica condicionó también la aspiración de atraer inmigrantes y establecer relaciones con países no católicos. Todo cuando era publicado en materia filosófica debía contar, en mayor o menor medida, con el visto bueno de la autoridad religiosa, generando una intelectualidad limitada en su ejercicio reflexivo. Los pocos casos de disidencia, como lo fue la publicación de Sociabilidad chilena (1844) de Francisco Bilbao, acabaron con éste siendo acusado del delito de blasfemia y obligado a pagar una cuantiosa suma de dinero por concepto de multa, mientras que los ejemplares de su obra fueron requisados y quemados. Por estos años, la filosofía católica chilena recepciona la obra de Jaime Balmes y Juan Donoso Cortés, entre otros europeos. Sacerdotes como José Ignacio Eyzaguirre Portales y Rafael Fernández Concha escriben obras comprometidas con el quehacer católico en el territorio, tales como Los intereses católicos en América (1859), El catolicismo en presencia de sus disidentes (1875), Derecho Público Eclesiástico (1872), Filosofía del derecho ó derecho natural (en dos tomos) (1887) y Teología Mística (1889).

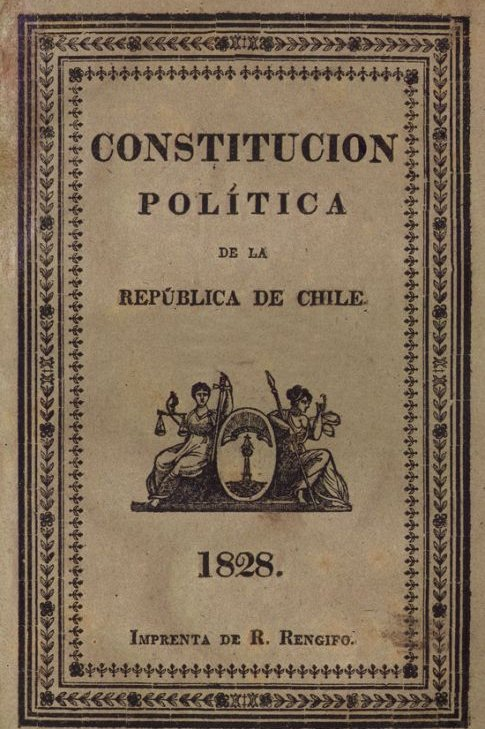
Ejemplar de la Constitución Política de la República de 1828.

El gremio filosófico buscó activamente coligar la "búsqueda de la verdad" con el respeto a la iglesia. Cabe sumar a esta recepción de las ideas modernas la necesidad pedagógica de elaborar textos destinados al estudiantado cada vez más creciente en la capital, tanto en el Instituto Nacional como en otros liceos:

Para 1830, todo liceo importante de Santiago impartía la enseñanza de la filosofía. El IN tenía 68 estudiantes de filosofía en 1830; el Liceo de Chile, 27; el Colegio de Santiago, 17; el Colegio Juan Antonio Portés, 10; el Convento San Francisco, 32; y la Recoleta Dominica, 3· Es decir, 157 estudiantes de un total de 772 estudiantes secundarios en Santiago.
Iván Jaksić

El resultado fue una abundante cantidad de textos de filosofía que exudaban un sincretismo entre catolicismo e Ilustración europea. Véase el caso de José Miguel Varas, profesor del Instituto Nacional, lector de Jean-Jacques Rousseau y autor de Lecciones elementales de moral (1828), texto en el que se critica al escolasticismo, pero defendiendo que solo aquellas ideas modernas que eran compatibles con el catolicismo. En coautoría con Ventura Marín, también se publicaría Elementos de ideología (1830) que, como su nombre sugiere, introduce al pensamiento de los ideólogos franceses, con especial interés en su epistemología y su psicología no sensualista (coligable con la comprensión católica de la consciencia). Marín, de la mano con el presidente Montt y Juan Godoy, elaboran un nuevo plan de estudios para el Instituto Nacional,con el fin de diferenciar la educación superior de la educación media o secundaria, siendo latín y filosofía las clases principales del curso de humanidades. Para dotar de contenido a la cátedra de filosofía, Marín escribiría Elementos de filosofía de espíritu humano (1834-1835), publicado en dos volúmenes. En esta celebrada obra, Marín se aleja de la Ideología en favor de la Ilustración escocesa y del eclecticismo de Victor Cousin, mostrando un gran aprecio por el pensamiento de autores laicos sin perder en el camino el respeto y compromiso con la iglesia.
Siguiendo con los ejemplos, está el caso del filósofo español José Joaquín de Mora, quien influyó tanto en materia de educación como en política. Durante su estancia en Chile (1828-1831), organizó el Liceo de Chile, fundó El Mercurio Chileno y El Constituyente, y redactó la Constitución de 1828. Aportó a las letras con sus comedias El marido ambicioso y El embrollón en 1828. Ya en el plano estrictamente filosófico, publicaría Curso de derechos del Liceo de Chile. Tomo 1°: Derecho Natural y Derecho de Jentes (Tomo único) (1830) y, ya fuera de Chile, sus Cursos de Lógica y Ética según la Escuela de Edimburgo (1845). Su predilección por los autores ingleses se explica por su consideración de que éstos suponían un punto medio entre idealismo (sustancialismo) y materialismo (psicologismo).

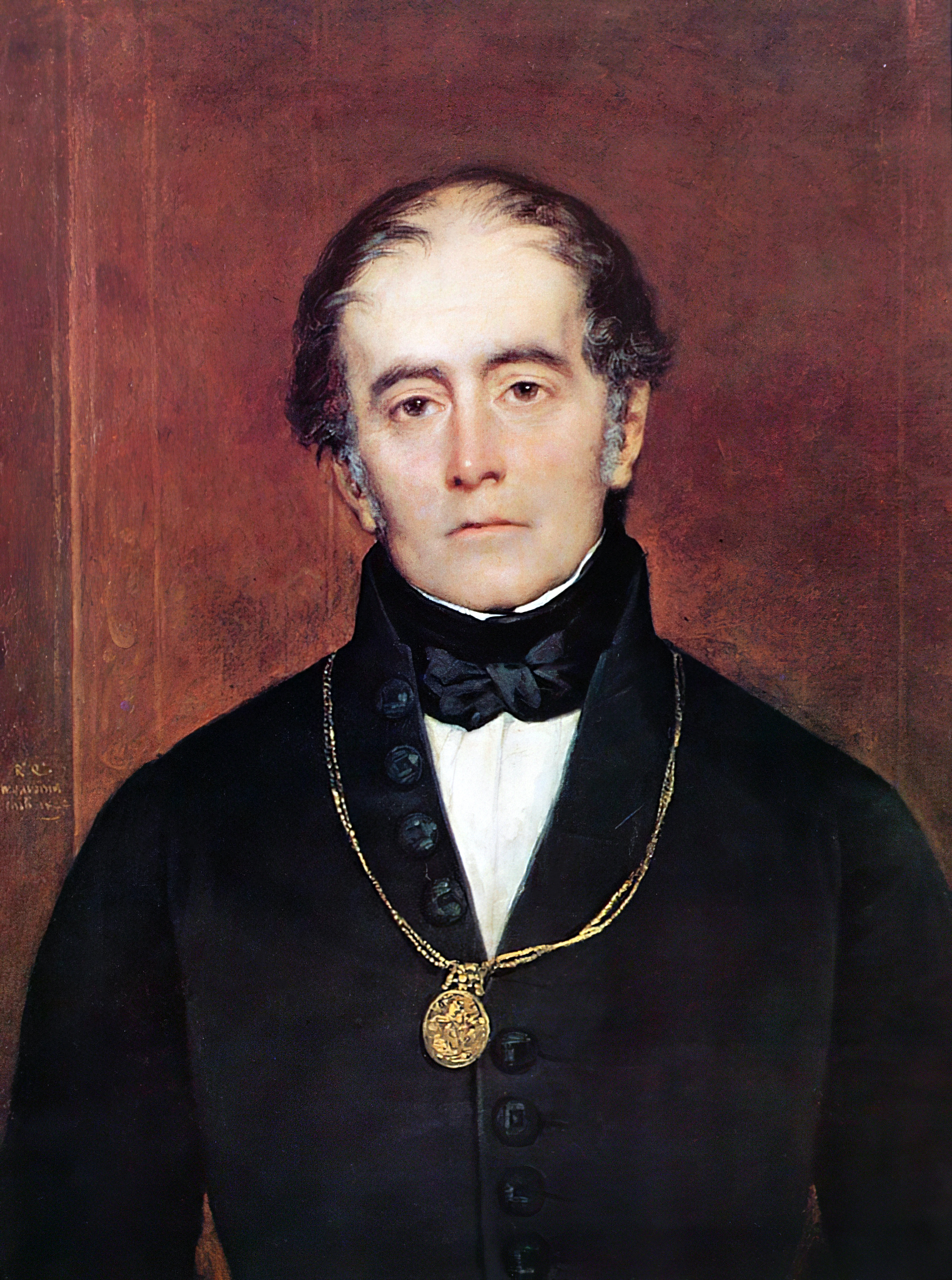
Andrés Bello es uno de los más importantes representantes de la filosofía venezolana y chilena desarrollada durante el siglo XIX, llegando a ser recepcionado y reconocido tanto en Hispanoamérica como en el contexto europeo. No obstante, esto se dio principalmente por la magnitud de su obra jurídica, política y pedagógica, mientras que sus aportes en materia filosófica tuvieron un reconocimiento más bien tardío.

El ejemplo más importante de esta tendencia filosófica a la moderación fue el trabajo ecléctico de Andrés Bello, cuya obra monumental cuenta con la presencia de múltiples fuentes filosóficas, especialmente las de la Ilustración escocesa (particularmente David Hume) y la Escuela del Sentido Común (particularmente Thomas Reid). Sin embargo, nunca cuestionó la importancia de la religión en general, y del catolicismo en particular. Sería esta pervivencia de su religiosidad lo que le impediría asumir de lleno el pensamiento de autores críticos de tales ideas, como es el caso de John Stuart Mill. Su Filosofía del entendimiento, donde resulta más palpable el acercamiento al empirismo inglés en su forma de concebir la psicología mental y la lógica, sería publicada póstumamente en 1881, pero partes sustanciales de esta obra aparecieron ya en la década de 1840. Claramente deudora de su formación londinense, La Filosofía del entendimiento de Bello muestra un conocimiento (y adhesión) del trabajo de intelectuales ingleses tales como Hume, Reid, Jeremy Bentham (cuya obra trabajó por mediación de James Mill), Thomas Brown y Dugald Stewart. Para Bello, la tarea de la filosofía era la comprensión adecuada del origen de las ideas y la guía de las acciones humanas. En el proceso, abordó críticamente el pensamiento de John Locke (a quien llegó a traducir) y George Berkeley. Con un impacto inicial más bien limitado, las ideas contenidas en esta obra no tardarían en extenderse por la región, particularmente en el siglo XX, llegando a ser traducida íntegramente al inglés. Su obra puede ser entendida como el estudio y construcción de una teoría general del conocimiento, en la que es posible encontrar las influencias ejercidas por obras de autores modernos como René Descartes, Isaac Newton, Immanuel Kant o Johann Gottlieb Fichte, que Bello recoge, critica o rechaza.

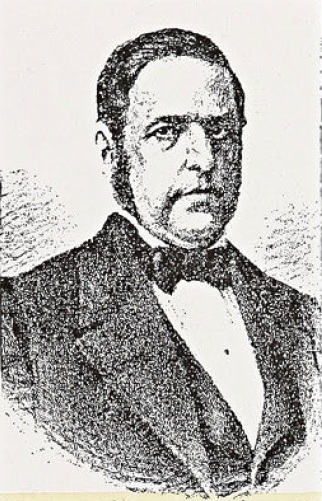
Ramón Briseño fue uno de los más importantes bibliógrafos chilenos.

Por contraposición a la fama tardía de Bello, el filósofo más importante durante el propio periodo independista fue Ramón Briseño, cuyo Curso de filosofía moderna fue publicado en dos volúmenes entre 1845 y 1846, siendo el texto filosófico más utilizado en Chile en la época (contando con numerosas ediciones). Este trabajo mostró abundante complacencia para con el catolicismo, instancia que benefició su difusión. Para Briseño, había una clara continuidad entre moral y religión, pues el fundamento de lo moral era, en ultimado caso, Dios:

Los verdaderos fundamentos de la moral se derivan de la esencia misma de las cosas, esto es, de la naturaleza de Dios, de la naturaleza humana, i de la naturaleza de las relaciones entre Dios i el hombre, i entre este i sus semejantes : relaciones todas inalienables e indestructibles, que nada puede anular. En último resultado la voluntad de Dios, autor i legislador supremo, remunerador del bien i vengador del mal ; tal es la base de la moral, tal su apoyo, motivos i sancion, i todo lo que puede hacerla venerable entre los hombres. Sin ella, seria una lei especulativa con algunas bellezas si se quiere, pero sin sancion o sin autoridad suficiente para mandar al hombre e imponerle un deber rigoroso.
Ramón Briseño

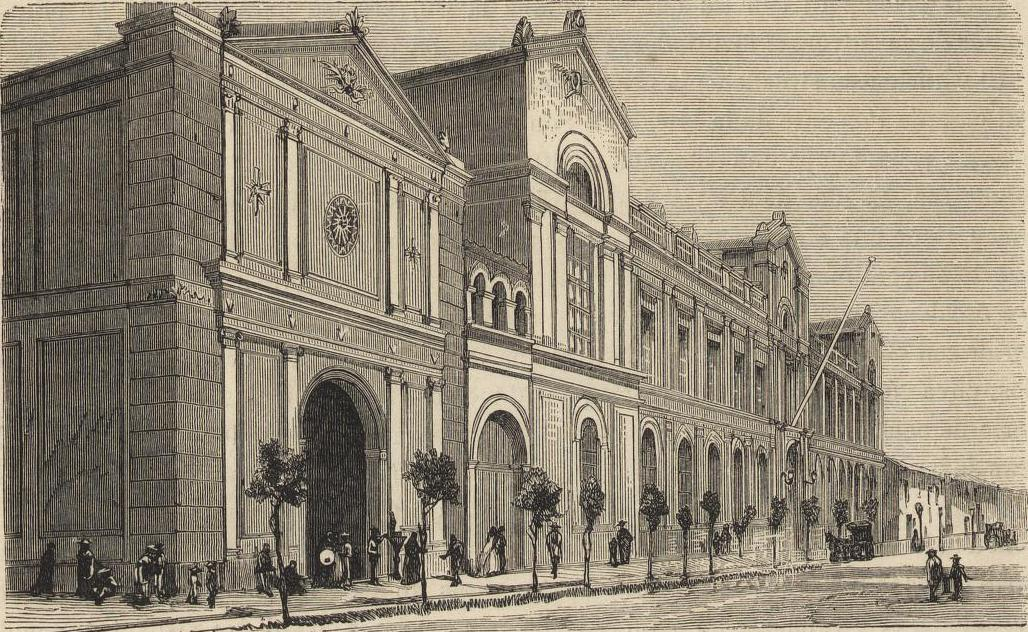
Casa Central de la Universidad de Chile en 1872.

Andrés Bello, al momento de valorar esta obra, no mostraría especial desacuerdo con su apologética religiosa, sino que destinaría su crítica acérrima contra su tratamiento de la lógica, limitaba a la lógica deductiva; invisibilizando la lógica inductiva tan valorada dentro de la filosofía anglosajona (y de la que Bello era deudor). Mediante la dialéctica de estos dos proyectos filosóficos, se puede observar que la polémica más amplia sobre el papel de la religión se concentró en la elección de los subcampos que serían materia de estudio y enseñanza en la disciplina. Por este entonces, la filosofía se encuentra en una importante posición de poder, siendo crucial su rol en la transformación y secularización de los proyectos de educación superior:

En efecto, es en el contexto de la educación superior que se puede observar el desarrollo y la centralidad de la filosofía. Desde bien comenzada la vida independiente en Chile, la filosofía no era simplemente una disciplina en un plan de estudios diversificado; más bien, era la fuerza principal detrás de la creación y la transformación de las instituciones de educación superior chilenas a lo largo de su historia, en especial de la Universidad de Chile, fundada en 1842 e inaugurada en 1843. Las razones de la preeminencia de la filosofía residen en la tradicional importancia que se había dado a la disciplina durante la época colonial, así como también a la idea generalizada de que los ideales de la filosofía eran también los ideales de la universidad: un refugio para el cultivo de la razón y la fuente para la difusión del pensamiento ilustrado, científico o de otra índole.
Iván Jaksić

La fundación de la Universidad de Chile precedida de la clausura de la Real Universidad de San Felipe. Las causas de su cierre se derivan del conflicto que el gobierno tuvo con la institución con respecto a los exámenes asociados a la entrega de grados universitarios. Concretamente, el problema residía en que sólo el Instituto Nacional contaba con la autorización estatal para otorgar dichos grados, condición especial que la Universidad de San Felipe vulneraba, entregando igualmente títulos superiores; situación que llevaría al gobierno a clausurarla, como castigo por faltar al orden legal. Andrés Bello sería responsable de redactar los estatutos institucionales, y quien la dirigiría durante los próximos 23 años en calidad de rector. Aquí tuvo la oportunidad de ejercitar los ideales político-educativos propios de la filosofía escocesa, invitando al desarrollo de la moderación como virtud, la búsqueda por la especialización académica, con una perspectiva laica y fomentando la creencia de que el desarrollo cultural y científico tiene un alto impacto en el desarrollo político y moral de la sociedad. Bello escogió y acomodó lo mejor de los modelos universitarios franco-alemanes en la constitución de la Universidad de Chile:

Puede parecer extraño que Bello pusiera dicho énfasis en la religión y la moralidad en la creación de una institución laica y gubernamental. Después de todo, las universidades escocesas no tenían una conexión con el Estado tal como la que la Universidad de Chile establecía perentoriamente. En este sentido, ambos sistemas universitarios eran totalmente diferentes. Bello, sin embargo, no buscaba imitar en el detalle la organización de las universidades escocesas o francesas, sino más bien adoptar algunos elementos que le parecían más apropiados para Chile: un sistema nacional centralizado como el francés, que resultaba necesario en un país en donde todavía se debía organizar la educación a nivel nacional, y que estuviese además guiado por una fuerte orientación moral, como el escocés. En este último aspecto, Bello adhería a un aspecto fundamental de la Ilustración escocesa, a saber: el énfasis en el potencial moralizador de la educación superior. Además, es claro que mediante tales principios Bello buscaba de manera deliberada, pero también sincera, reparar los daños sufridos en la relación Iglesia-Estado luego de la clausura de la Universidad de San Felipe. La filosofía apoyó muy bien sus propósitos en este sentido, puesto que su experiencia con la escuela escocesa le permitió defender una compatibilidad tanto entre ciencia y religión, como entre racionalismo y fe. También le permitió establecer un paralelo entre los fines de la disciplina y los de la Universidad: el cultivo y desarrollo de la razón
Iván Jaksić

Asistimos en este periodo a la politización de la disciplina filosófica. Tras la independencia, el panorama político chileno se vio marcado por el conflicto entre "pipiolos y pelucones" (liberales y conservadores, respectivamente). Sus disputas alcanzarían el ámbito formativo, buscando el control sobre las instituciones educativas. Mientras que los liberales crearon el Liceo de Chile (como contrapeso al Instituto Nacional), los conservadores contestaron con la fundación del Colegio de Santiago. De Mora y Bello serían grandes afectados en este proceso. Siendo ambos extranjeros, se toparon con este guerra política, siendo ambos afectados de maneras distintas por su toma de partido. Fruto de su sensibilidad liberal, de Mora, quien fundara el Liceo de Chile, terminaría siendo exiliado a Perú por Diego Portales; mientras que Bello sería escogido como director del Colegio de Santiago, sucediendo a Juan Francisco Meneses. Los liberales nunca terminarían de perdonar a Bello por lo ocurrido con de Mora, sumado a la amistad con Portales y su servilismo al gobierno de Joaquín Prieto:

«Que Bello era estranjero i pobre, modesto e induljente, i que fué el blanco de los ataques mas virulentos e injustificados.» El señor Amunátegui nos pinta así a Bello en una trite situacion, que realzaria su mérito como maestro de la juventud, si luchando contra semejantes desventajas, hubiera reaccionado contra el antiguo réjimen i dado una enseñanza liberal que emancipara a los jóvenes de los errores i de la reaccion que hacian la fuerza de la dictadura de aquella época. Pero olvida que, aunque estranjero, pobre i modesto, era el servidor, el filósofo, el consueta, como le llamaban, de aquella dictadura; que por eso le atacaban los oprimidos, como atacaban al dictador i a sus secuaces, sin que tales ataques los ofendieran, ni amenguaran en lo mas mínimo su poder i su dominacion. Olvida tambien que aquellas mismas condiciones personales del señor Bello le forzaban a no dar una enseñanza contraria a los intereses políticos que servia, i que léjos de probar ellas que el hecho de nuestro atraso literario no fuese obra de su majisterio, confirman la verdad que el señor Amunátegui se propone rectificar.
José Victorino Lastarria

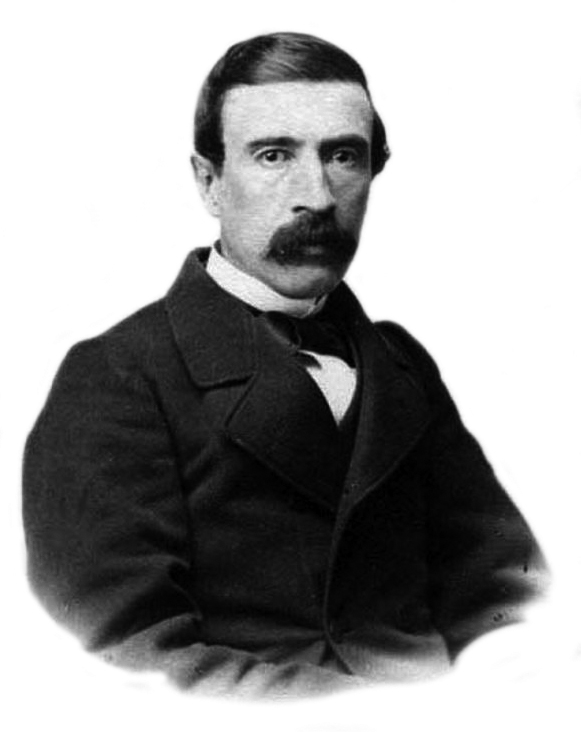
Habiendo sido discípulo de Andrés Bello, Lastarria llegó a ser uno de los políticos más importantes del chileno.

José Victorino Lastarria abogaría por la eliminación de los legados coloniales aun pervivientes en la Iglesia Católica luego de la independencia, y la defensa de la libre iniciativa y expresión individual. Ya fuese como diputado, senador o ministro (siendo él fundador del Partido Liberal), o mediante la publicación de numerosos escritos políticamente comprometidos, Lastarria realizó una apología abiertamente liberal, muy en línea con el ideal civilizatorio propio de la Ilustración:

La América i la Europa, aunque en general estan pobladas de distinta jente, de condiciones sociales profundamente diversas, tienen sin embargo tradiciones, sentimientos i costumbres procedentes de un mismo oríjen, i sobre todo se encaminan a un mismo fin social. Ambos continentes estan al frente de la civilización moderna i ambos son enteramente solidarios en la empresa de propagar esa civilización i de realizarla hasta sus últimos resultados.
José Victorino Lastarria

Esta defensa del liberalismo en Chile contaría con el apoyo de los exiliados argentinos Domingo Faustino Sarmiento y Juan Bautista Alberdi quienes, como Lastarria, divulgarían sus ideas mediante la acción política y la difusión de escritos, algunos de ellos de naturaleza filosófica. Lastarria sería director de la Sociedad Literaria de 1842, codeándose con la élite intelectual chilena del momento. Entre los integrantes de la sociedad estaban Carlos Bello Boyland, Juan Bello Dunn, Francisco Bilbao, Jacinto Chacón, Juan Nepomuceno Espejo Bravo, Hermógenes Irisarri, Francisco Astaburuaga, Santiago Lindsay, Manuel Antonio Matta, Aníbal Pinto y Salvador Sanfuentes; agrupación con un objetivo doble: potenciar la literatura nacional y apoyar el desarrollo de la identidad nacional chilena.
La Ilustración, ya fuera de corte católico o laico, colaboró en la gesta independentista y en el desarrollo de una identidad nacional chilena, a la vez que tuvo un rol central en la polémica sobre secularización del país. Si hubiera que caracterizar este periodo, lo correcto sería decir que hubo una continuidad del integrismo católico hispano, edulcorado con la filosofía ilustrada anglo-francesa: "El pensamiento filosófico, después de las luchas por la Independencia hasta el advenimiento del positivismo, se ha desenvuelto fundamentalmente en tres cauces: enciclopedismo francés, pensamiento católico y empirismo de la escuela escocesa".

## Periodo positivista

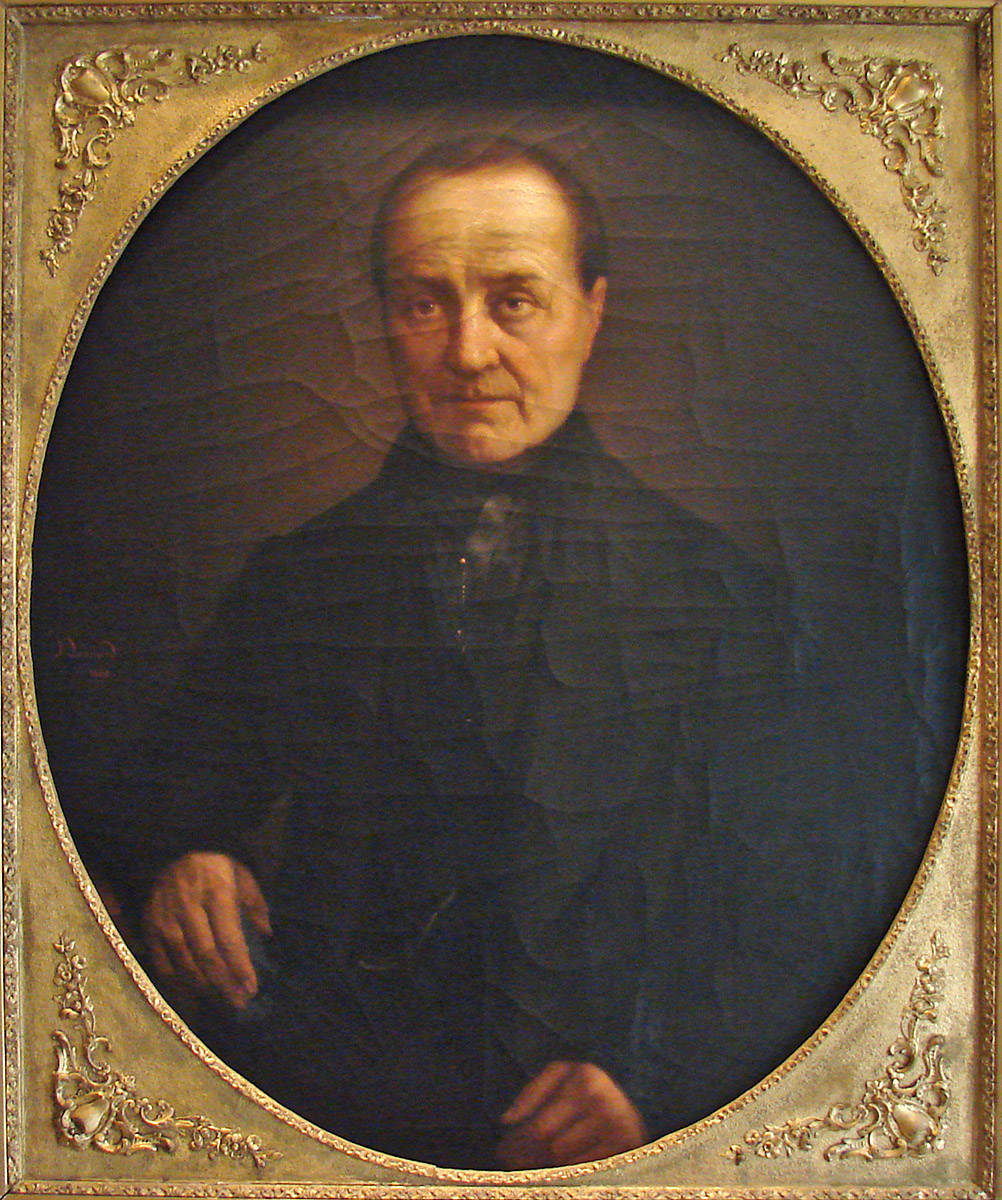
Es un lugar común asociar el término positivismo a la obra del francés Auguste Comte. Sin embargo, sus raíces se hunden en la Edad Media, sobre todo en el, que es cuando se empieza a considerar como objeto de conocimiento científico sólo lo dado a escala de los sentidos. Según el propio Comte, la filosofía positiva puede ser encontrada en la obra del filósofo inglés Francis Bacon.

A partir de la segunda mitad del siglo XIX, buena parte de los países de América Latina (especialmente México) vivieron el auge del positivismo, movimiento filosófico que en Chile se vio asociado a la magna obra del filósofo francés Auguste Comte (no así como en otros países hispanoamericanos donde el positivismo no giro especialmente en torno a la obra del filósofo francés). Su arribo, además, coincidió con la naciente ola de anticlericalismo en el país (la cual ya venía desarrollándose desde el establecimiento de la república), fungiendo como herramienta de crítica contra la importarte influencia que la Iglesia Católica mantenía sobre la sociedad chilena; y al igual que esta, aquellos que fueron seguidores de la doctrina positivista buscaron ganar influencia y poder en el ámbito educativo, siendo agentes de vital importancia en la transformación que sufriría el plan de estudios en los niveles de educación secundaria y superior. El atractivo fundamental del positivismo era su noción del "progreso" de la realidad, siendo un elemento clave dentro de su proyecto filosófico:

La misión de la filosofía, según Comte, es la de precisar el desarrollo de cada ciencia y captar, desde su interior, la línea directriz. La ley de los tres estados, el elemento más conocido de la doctrina comtiana, permite llevar a término aquella misión. Esta ley afirma que la historia del espíritu humano evoluciona, en todos los campos de actividad, pasando por tres fases sucesivas: teológica, metafísica y científica.
Joan López i Carrera

El positivismo sirvió como base filosófica para los pensadores anticlericales a la hora de descartar la etapa "teológica" como un estado primitivo en la evolución de la humanidad en favor del advenimiento de las etapas "metafísica" y "científica". Esto claramente implicaba el fin de la influencia religiosa de la Iglesia católica en Chile. El positivismo fue, a grandes rasgos, la evolución natural de la labor intelectual previa, viéndose impulsado por la mayor parte de los intelectuales liberales del siglo XIX, ahora serviles al ideario positivista. Tal fue el caso de quien fuera el principal defensor temprano del positivismo, José Victorino Lastarria, quien abdicó de sus compromisos liberales por su "justificación metafísica", defendiendo que la ciencia era la herramienta más efectiva para dar solución a los problemas que asolaban a la sociedad chilena. Con esto en mente, crearía en 1873 la Academia de Bellas Letras, una agrupación de intelectuales liberales y radicales que tuvo como propósito "el cultivo de la literatura como expresión de la verdad". No fue la única de su clase. A partir de 1870, el número de instituciones positivistas se contarían en por montones a nivel nacional:

Entre las entidades positivistas aparecidas en Chile figuran: La Academia de las Bellas Letras (1873), la Sociedad de la Ilustración (1872) y el Círculo Positivista (1870‒1874), cuyos exponentes se encargaron de la difusión del positivismo como eje teórico que persigue las reformas en los tópicos mencionados, y como instrumento ideológico, político y moral para la modernización del estado‒nación. Además, como reservorio ético para la renovación moral de la sociedad chilena. En dichas corporaciones se realizaban lecturas y comentarios de las obras de los representantes del positivismo francés e inglés: Augusto Comte, Emile Littré y John Stuart Mill. Pero también se crearon corporaciones para estudiar y difundir el positivismo en otras regiones, tales como: La Sociedad del Progreso, en Valparaíso, o la Sociedad Escuela Augusto Comte, en Copiapó, en 1882.
Zenobio Saldivia

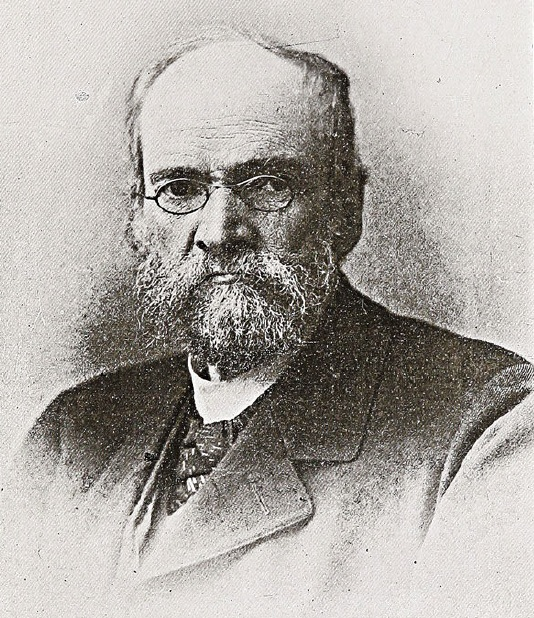
La reacción negativa de los conservadores no se haría esperar, llevando a importantes polémicas contra los positivistas. Tal fue el caso de Diego Barros Arana, quien entró en duros combates con la intelectualidad católica de la época. Este debate se articularía mediante la contestación mutua, siendo sus trincheras La Revista Católica para la iglesia y El Ferrocarril para Barros Arana.

Volviendo sobre la Academia, integrantes de este círculo tendrían un alto impacto en el plano estrictamente educativo. El historiador liberal Diego Barros Arana realizó importantes reformas del plan de estudios en el Instituto Nacional, orientadas hacia el establecimiento de una educación de base científica y basada en principios laicos, al igual que Miguel Luis Amunátegui, quien, en calidad de Ministro de Educación, introdujo formalmente en 1879 la enseñanza de la ciencia en las escuelas públicas.

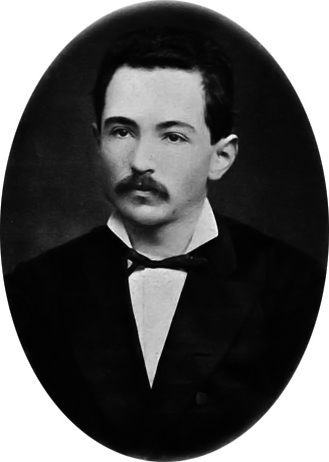
En su paso por el Instituto Nacional, Letelier tuvo como profesores a Diego Barros Arana, Miguel Luis Amunátegui y Rodolfo Amando Philippi, entre otros intelectuales destacados del momento.

Empero, la figura positivista más significativa fue Valentín Letelier. Estudioso de las obras de Comte, Victor Cousin y Herbert Spencer (con influencias también de John Stuart Mill, Friedrich Karl von Savigny, Antoine Destutt de Tracy, Rudolf von Ihering, Émile Littré y Pierre Laromiguière), su Filosofía de la educación (1892) sirvió de base para una profunda reorientación de los estudios filosóficos en Chile. Frente a autores previos, la obra de Letelier conjugaba sistematicidad y un compromiso político claro, adhiriendo a un "socialismo reformista, moderado, evolutivo" y estableciendo una clasificación de los regímenes fundamentales de enseñanza (así como una crítica a las propuestas vigentes) y una defensa de la educación positivista (acompañada de una clasificación comtiana de los conocimientos, rehuyendo de las propuestas escolásticas). En su opinión, los énfasis teológicos y metafísicos que habían dominado la educación chilena desde la independencia de España habían hecho más bien poco para unificar al país en torno a un núcleo de creencias compartidas. A su juicio, y por contraste a la religión de la humanidad planteada en su momento por el último Comte (y abrazada por sus connacionales, los hermanos Juan Enrique Lagarrigue, Jorge Lagarrigue y Luis Lagarrigue), este papel podía ser cumplido por las ciencias. Letelier creía que el instrumento para alcanzar esta etapa superior era la lógica, que introdujo con éxito en el plan educativo de 1893, a expensas de la ética y la teodicea. En esta misma línea, Juan Serapio Lois, quien más tarde sería reconocido como el padre de la psicología científica en Chile, publicaría los Elementos de filosofía positiva (1889 [Tomo I]/1908 [Tomo II]), el tratamiento más completo de la lógica desde una perspectiva comtiana, en la que se aplica el análisis lógico a la metodología de múltiples ciencias. Lois fundaría en Copiapó la Sociedad Escuela Augusto Comte y de ella nacería el periódico de divulgación El Positivista.
Aunque fue menos influyente, en paralelo a esta vertiente científica y liberal del positivismo toma lugar su versión ortodoxa, el positivismo mesiánico, encarnado por los hermanos Lagarrigue y su adscripción a la religión de la humanidad. Los hermanos Lagarrigue fundarían 1892 la Sociedad Positivista de Chile (la cual cerraría sus puertas en 1949).  Si bien esta postura sobrevivió hasta muy entyrado el siglo XX, su influencia fue escasa en el campo de la filosofía. A nivel político, no obstante, destacó por su alineamiento con la administración de José Manuel Balmaceda, un gobierno marcado por el conflicto y el cariz autoritario. Así como ocurrió en Francia con el apoyo de Comte a Luis Bonaparte, el positivismo mesiánico de los hermanos Lagarrigue llegó a asociarse con el autoritarismo, situación que llevaría a su descredito y decadencia:

Irónicamente, la religión que Jorge Lagarrigue quería para toda la humanidad sólo encontró unos pocos adeptos en Chile. Su propio hermano Juan Enrique se unió a él en esta nueva creencia sólo después de mucho trabajo en 1881. Ambos escribieron mucho y podrían haber tenido una mayor influencia en el país de no haber sido por su apoyo al asediado gobierno de José Manuel Balmaceda (1886-1891). Balmaceda fue un firme defensor de muchas de las reformas deseadas por los positivistas, como la secularización de la sociedad y el control estatal de la educación. Además, era buen conocedor de la doctrina, que aprendió en la Academia de Bellas Letras. Como presidente de la República, y especialmente durante la última parte de su gobierno, Balmaceda actuó supuestamente sin preocuparse demasiado por la opinión del Congreso. Los hermanos Lagarrigue, que condenaban el parlamentarismo y aprobaban las tendencias autoritarias de Comte, echaron su suerte con el asediado Balmaceda en un momento en que el presidente era objeto de oposición por abusar de las prerrogativas del poder ejecutivo.
Iván Jaksić

De entre los tres hermanos, Jorge Lagarrigue, junto con José Victorino Lastarria y Ricardo Passi García, son los más importantes y destacados traductores de textos positivistas en el Chile de los años 1870.

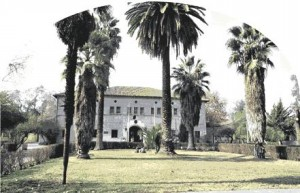
Instituto Pedagógico en Ñuñoa

La filosofía desarrollada al calor del ideario positivista adquirió un carácter filo-científico, con un énfasis especial en la psicología experimental, en aras de comprender adecuadamente el origen de las ideas y las bases de las acciones humanas. Su mayor mérito histórico fue ayudar a consolidar el estudio de la filosofía tanto en el nivel superior, mediante la fundación en 1889 del Instituto Pedagógico de la Universidad de Chile (teniendo a Barros Arana y Letelier como figuras fundacionales), como a nivel de la enseñanza media, pasando a ser esta una asignatura de estudio obligatorio.

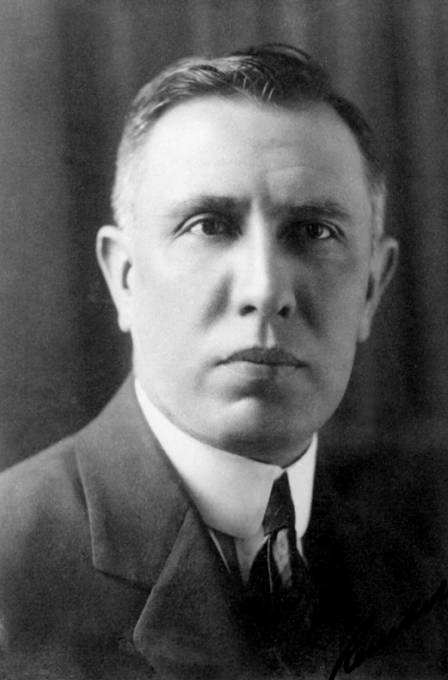
Francisco Antonio Encina en 1903.

La historia también se vería afectada por el positivismo de Letelier y los hermanos Lagarrigue, siendo uno de sus representantes mayúsculos Francisco Encina, quien dirigiría su atención al tratamiento de la historia nacional (reflejado en su afamada y extensa Historia de Chile desde la Prehistoria hasta 1891) y a desarrollar una crítica a la idiosincrasia chilena, siendo uno de los rostros más reconocibles en lo que se conoce como la Crisis del Centenario (codeándose con figuras como Alberto Edwards, Carlos Keller Rueff, Nicolás Palacios, Tancredo Pinochet, Alejandro Venegas, Max Westenhofer, Luis Emilio Recabarren, Agustín Ross Edwards, Guillermo Subercaseaux, Emilio Rodríguez Mendoza y Enrique Mac Iver). 

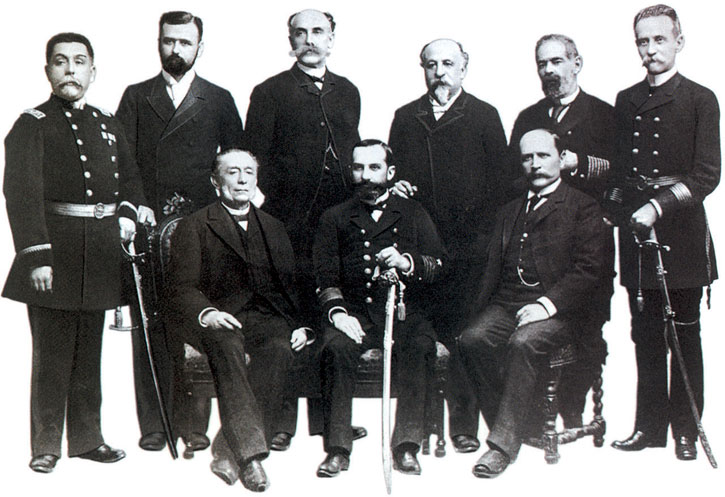
Miembros de la Junta de Gobierno de Iquique. Estuvo conformada por elementos del Congreso Nacional de Chile en la pugna armada contra el gobierno de José Manuel Balmaceda conocida como la Guerra Civil de 1891.

Para Encina, la decadencia de la élite blanca dirigente se originó con el triunfo de los liberales y la imposición de las políticas anti-estatistas del economista libertario Jean Gustave Courcelle-Seneuil (cuya influencia perdura hasta hoy en círculos intelectuales liberal-libertarios afines, como es el caso de la Fundación para el Progreso, presidida por Axel Kaiser) que consistían en rebajar los aranceles y permitir el ingreso de productos y empresas extranjeras, con lo cual se produjo la decadencia del espíritu empresarial nacional y la entrega del país a las grandes empresas extranjeras. En Encina abundan fuertes componentes eugenistas, de superioridad racial y darwinismo social fruto de las "lecturas de derecha" de Charles Darwin, las cuales podemos encontrar en las obras de Herbert Spencer, Joseph Arthur de Gobineau, Gustave Le Bon y Georges Vacher de Lapouge.

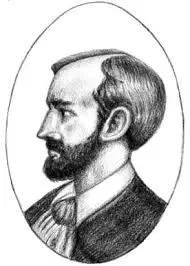
Ilustración de Jenaro Abasolo.

Cerrando el siglo XIX, la filosofía chilena mostraría poco a poco reticencia hacia el positivismo. Ejemplo de ello fue la figura de Jenaro Abasolo, considerado el filósofo más importante del siglo XIX chileno, quien publicó en Bruselas Personnalité (1877), obra de corte antipositivista (próxima al idealismo alemán) en la que expone y comenta parte del pensamiento de Gottfried Leibniz, Immanuel Kant y Georg Wilhelm Friedrich Hegel, así como su comprensión ética y teológica.No obstante aquello, no es menos cierto que en los albores del siglo XX el influjo de la filosofía positivista aún se puede apreciar en todos los ámbitos de la espera pública y académica chilena.

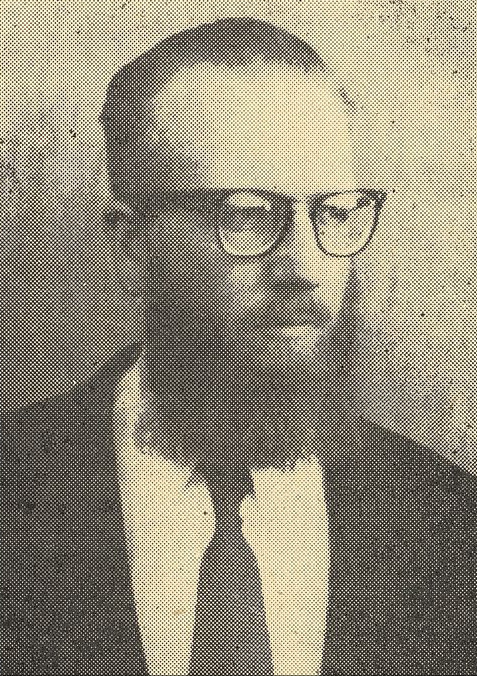
Guillermo Mann fue un médico veterinario, zoólogo, naturalista y ecólogo chileno, reconocido por sus investigaciones científicas sobre mamíferos.

Ejemplo de ello es la fundación en 1908 del Laboratorio de Psicología Experimental (dirigido por Guillermo Mann), en el que se buscaría dar solución a los problemas educacionales en Chile mediante el método científico. Esta labor tendría su continuación en el tiempo (tanto en psicología experimental como en investigación en práctica) gracias a personajes como Darío Salas Díaz, Luis Tirapegui, Martín Burnster, Lloyd N. Jepsen, Jorge Schneider, José Flores, Óscar Bustos Aburto y Moisés Mussa, entre otros. El Congreso Nacional de Industria, celebrado en 1908, marca el final de la influencia positivista y el inicio y surgimiento de la espiritualidad filosófica.

## Periodo antipositivista

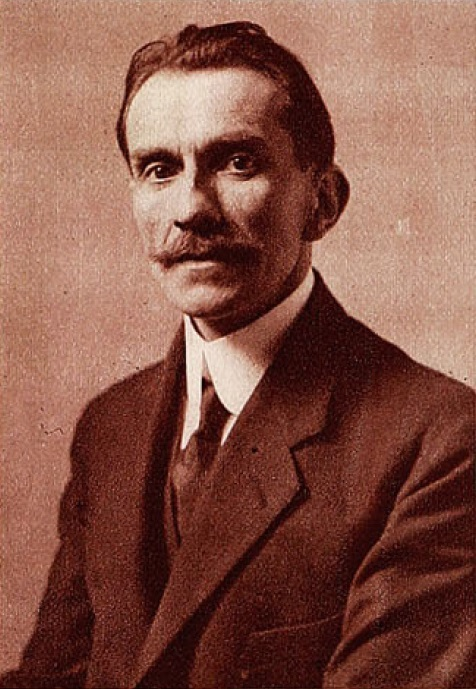
Enrique Molina Garmendia en 1915.

Propiamente tal, la revuelta filosófica contra el positivismo en Chile sería liderada por el educador y filósofo Enrique Molina Garmendia, siendo este un estudiante egresado del Instituto Pedagógico, institución de clara inspiración positivista. A inicios del siglo XX, Molina encontró el estudio de la filosofía académica estancado, viendo como un lastre intelectual el énfasis en la ciencia que esta mantenía. Luego de un breve periodo de afabilidad hacia el proyecto positivista, y después de encontrarse con el trabajo del filósofo estadounidense William James y del filósofo francés Henri Bergson, este abrazó la idea de establecer la metafísica como la filosofía primera. En su pensamiento podemos reconocer también importantes influencias de Immanuel Kant, Johann Wolfgang von Goethe y Thomas Carlyle, A su juicio, y siendo esta la tónica que marcaría la filosofía de la técnica en el siglo XX, el criterio positivista de "progreso" se vio reducido al mero avance tecnológico. En De lo espiritual en la vida humana (1937), argumenta que la ciencia y la tecnología no han resultado ser de gran ayuda a la hora de promover la felicidad humana, y es en razón de ello que obtiene sentido reivindicar el desarrollo de la vida espiritual como meta teórico-práctica de la filosofía, apelando a valores ajenos a los de la dimensión estrictamente material. En lo que respecta a consecuencias políticas, la tesis de Molina entroncaba con el rechazo de los sectores conservadores y liberales hacia el marxismo, el cual se encontraba en pleno florecimiento nacional durante la primera mitad del siglo XX, siendo visto como una propuesta filosófica cuya inclinación materialista colaboraba con el desencantamiento del mundo y la deshumanización de los individuos:

En el Chile de las décadas centrales del siglo XX, el marxismo había hecho importantes incursiones en el país, y Molina formó parte de una generación de filósofos alarmados por la amenaza que representaba la ideología marxista. Su respuesta fue la promoción de ideas filosóficas que situaban la metafísica en la cima de una jerarquía de campos. Se propuso entonces reorientar el estudio de la filosofía en el país a través de sus escritos y actividades institucionales, incluido el rectorado de la Universidad de Concepción, que fundó en 1919.
Iván Jaksić

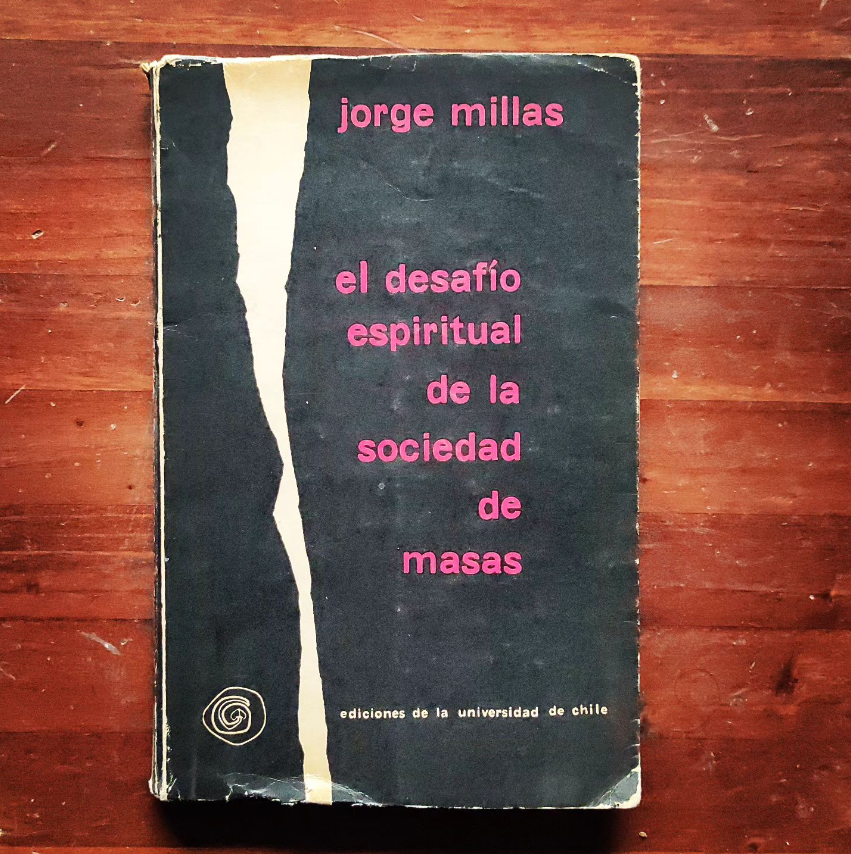
Ejemplar de El desafío cultural de la sociedad de masas (1962), de Jorge Millas

Esta línea de argumentación conseguiría generar resonancia tanto en pensadores católicos como Clarence Finlayson, que transmitiría en obras como Aristóteles y la filosofía moderna (1936), Intuición del ser o experiencia metafísica (1938), Analítica de la contemplación (1939) y Dios y la filosofía (1945), como en intelectuales seculares, donde tendría especial protagonismo la figura de Jorge Millas, cuya Idea de la individualidad (1943) está depurada del discurso positivista y centra su atención en establecer la noción de libertad individual como eje del quehacer filosófico e instancia superior inalienable de la vida humana. No en vano, la propuesta millasiana ha sido caracterizada como una "antropología filosófica centrada en la individualidad". Otros escritos rescatables en este escenario de disputa histórico-sociológica y política son: El amanecer del capitalismo y la conquista de América, de Volodia Teitelboim; Los fundamentos del marxismo (1939), de Julio César Jobet; Bosquejo histórico del movimiento obrero en Chile (1941), de Tulio Lagos Valenzuela; Frente Popular y lucha de clases (1936), de Óscar Waiss; El marxismo, las ciencias y la filosofía de la naturaleza (1943), de Manuel Atria; y La política y el espíritu (1940), de Eduardo Frei Montalva.
Estos nuevos aires tuvieron su correlato institucional, expresado en la paulatina incorporación a los planes de estudio de filosofía de nuevas escuelas de pensamiento, como lo son la fenomenología, el existencialismo y el neotomismo. Tal envergadura alcanzaría el estudio de estas corrientes durante este periodo de la historia de la disciplina, que existen voces que sostienen que el campo estaba, de facto, dividido entre tomistas y heideggerianos, siendo la "tercera opción" filosófica todo lo que quedara por fuera de estos dos enfoques. No obstante, cabe señalar que, a diferencia de la fenomenología, el neotomismo presentó algunos obstáculos para asentarse en el país en sus primeros años. Aquí es cuando la influencia de la filosofía escocesa precedente se hace valer:

Las dificultades para aceptar el tomismo en Chile provienen de la mentalidad chilena que tiende a eludir la especulación y dirigirse más derechamente a conocimiento a través del empirismo, en nuestro caso lo que podríamos llamar la Filosofía del sentido común chileno y la Metafísica quedó circunscrita a los filósofos tomistas, y a la expresión poética, siempre destacada en Chile.
Roberto Escobar

En 1922, por iniciativa de monseñor Alfredo Silva Santiago, se comienza a impartir un curso superior de Filosofía en la Pontificia Universidad Católica de Chile. A partir de este hito, se sucederían varias instancias fundacionales al interior de la universidad: la fundación de la Academia de Filosofía (1923) y de la Facultad de Filosofía (1924), y la creación de la Escuela de Pedagogía dentro de la Facultad de Filosofía y Letras (1943), que posteriormente se pasará a llamar Facultad de Filosofía y Ciencias de la Educación; ofreciendo cursos sobre ontología, teodicea y ética. A nivel de discusión filosófica, se centró en el estudio y crítica de las tendencias contemporáneas de la filosofía católica. Destacaron en esta labor figuras como Clarence Finlayson, Agustín Martínez, Eduardo Escudero, Enrique Valenzuela, Pascual Defossez, Eduardo Rosales, y el exiliado boliviano Roberto Prudencio, entre otros. Además de exudar originalidad (especialmente en el caso de Finlayson, quien incorporaba al tomismo ideas del escotismo y del existencialismo), resulta notable su colaboración a la actualización de los debates filosóficos y teológicos en Chile mediante la recepción y crítica de pensadores como Maurice Blondel, Étienne Gilson, Jean-Paul Sartre, Jacques Maritain y Max Scheler. Otros pensadores católicos dignos de mención, especialmente por sus obras de corte humanista o sus aportes en filosofía del derecho, son Armando Roa, Roberto Peragallo Silva, Carlos Hamilton, Rafael Gandolfo, Jorge Hübner, Francisco Vives y Julio Jiménez.

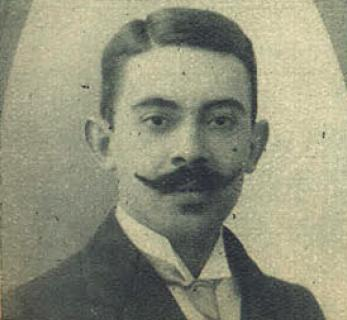
Pedro León Loyola.

En 1929 se crea un Centro de Estudios Filosóficos en la Universidad de Chile, siendo este un proyecto impulsado por Pedro León Loyola, y en 1935 introduciría el Curso Especial para la Formación de Profesores de Filosofía en el Instituto Pedagógico. En 1942, mediante la Ley Orgánica que creó la Universidad de Chile, se fundaría la Facultad de Filosofía y Humanidades. Loyola, además, sería la vía de entrada al país del espiritualismo francés de Jules Lagneau, Émile Boutroux, Jules Lachelier y Bergson. Sus discípulos serían, futuramente, catedráticos en esta misma universidad. Entre ellos podemos destacar a Jorge Millas, Roberto Munizaga Aguirre, Luis Oyarzún, Eugenio González Rojas, Pedro Zuleta Guerrero, Marcos Flores y Mario Ciudad. La filosofía también se comenzó a enseñar en la Universidad de Concepción desde 1958 (siendo esta la primera universidad privada y laica en el país), con cursos sobre epistemología, metafísica y estética.

Retrato de Irma Salas Silva.

Fue en estas primeras décadas donde las teorías educativas más importantes del país vieron su nacimiento y aplicación. El caso de los discípulos de John Dewey en Chile es tal vez uno de los más reseñables, entre los que se cuentan Darío Salas Díaz, Amanda Labarca, Hernán Vera, Alberto Hurtado, Roberto Murizaga, Irma Salas Silva y Mario Leyton Soto. Para la década de los 30, un nutrido grupo de autores ya destacaba en esta área:

Los mejores trabajos sobre estas materias que posee la literatura científica chilena contemporánea se deben a escritores y profesores como Amanda Labarca (Nuevas orientaciones de la enseñanza), Enrique Molina (Filosofía americana, De California a Harvard, Yugau y Bergdo, Los valores espirituales), Maximiliano Salas Marchant (Tendencias de la educación norteamericana), Darío Salas (El problema nacional), Luis Galdames (Educación económica, Temas pedagógicos) y Pedro León Loyola (Curso de Filosofía, Introducción a la Filosofía).
Enciclopedia universal ilustrada europeo-americana

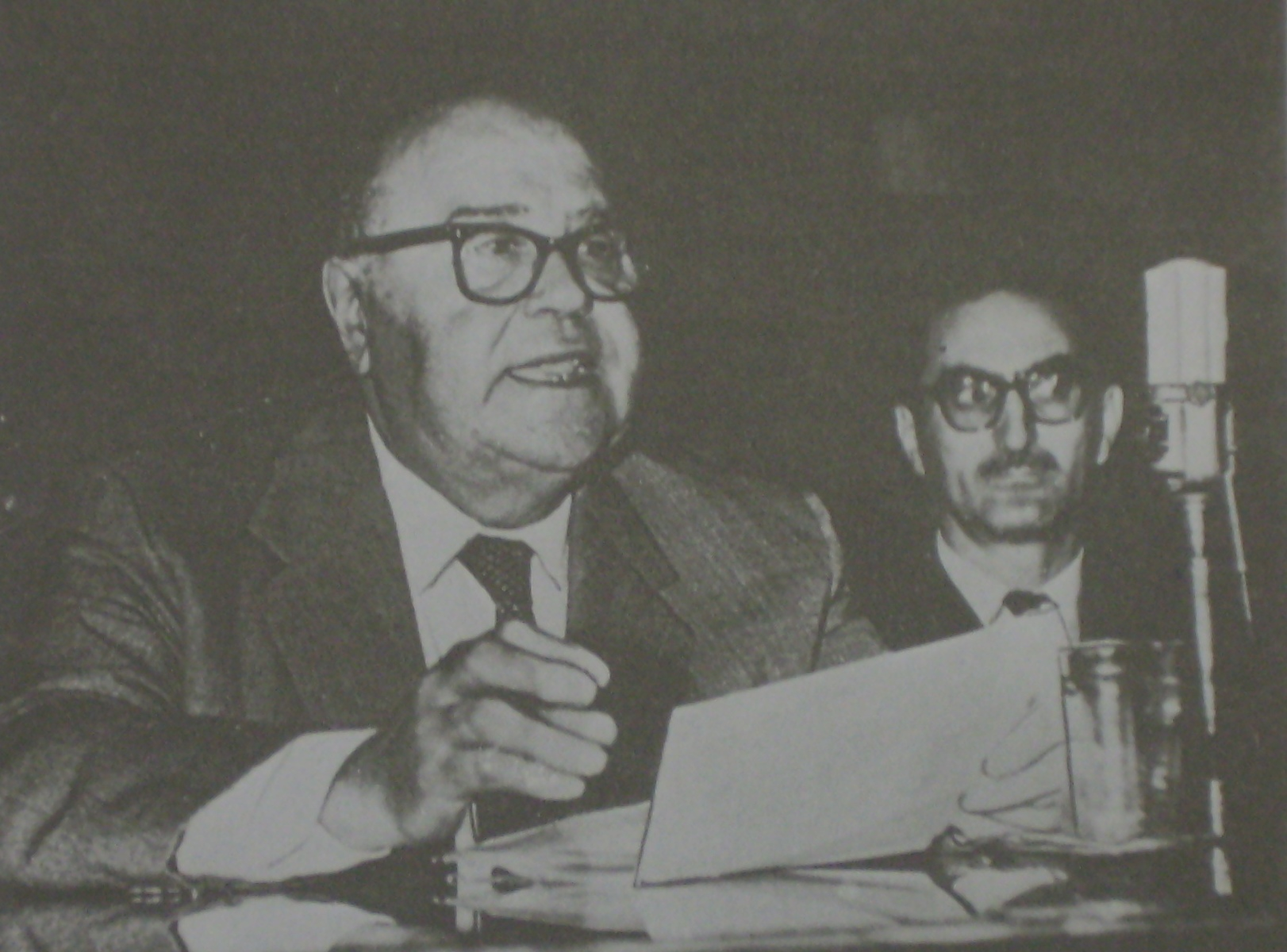
Francisco Romero fue de las voces más importantes dentro de las discusiones metafilosóficas en América Latina, siendo quien acuñó el término normalidad filosófica para referirse a cómo las técnicas y métodos de la academia configuran el propio quehacer filosófico en la región y expresan una determinada fase de madurez de la misma.

Durante la década de 1940 tomarían lugar la guerra civil española y la Segunda Guerra Mundial, eventos históricos que llevaron a que muchos intelectuales, entre ellos filósofos, viajaran rumbo a Chile en calidad de refugiados, espesando aún más la creciente variedad de preocupaciones filosóficas. El aumento de la actividad filosófica se tradujo en la creación de la Sociedad Chilena de Filosofía en 1948, y el lanzamiento de la Revista de Filosofía al año siguiente. Asistida por el patrocinio de las grandes universidades del Chile, nació con la finalidad de impulsar los estudios filosóficos a nivel nacional.
El periodo antipositivista en Chile sirvió para la instauración de un modo de practicar la filosofía que la comprende como una actividad amparada institucionalmente y un esfuerzo académico altamente especializado, en el que elementos externos como los compromisos políticos no tienen cabida salvo marginalmente. Se entró en la fase que el filósofo argentino Francisco Romero denominó normalidad filosófica, caracterizada por establecer como meta vital de los filósofos la obtención de cargos académicos de nivel universitario, aparecer en publicaciones en revistas especializadas, participar en conferencias y congresos nacionales o internacionales, pasar por períodos de enseñanza en instituciones extranjeras y establecer una fuerte división entre el quehacer filosófico y las preocupaciones sociales y políticas.Por estas fechas, el principal interés a la hora de enseñar filosofía en las instituciones de educación superior era preparar profesores para la enseñanza secundaria de la disciplina.

## Periodo de profesionalización de la filosofía

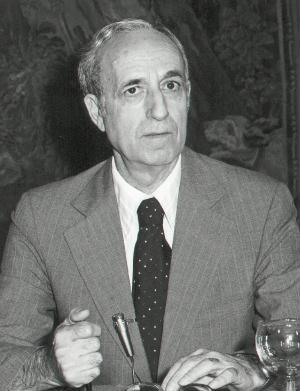
José Ferrater Mora fue uno de tantos filósofos transterrados producto de conflictos en sus naciones de origen; en su caso particular, huyendo del régimen franquista.

El modelo filosófico institucional chileno, establecido como reacción al positivismo decimonónico, floreció en la década de 1950 como resultado de las actividades de la Sociedad Chilena de Filosofía (presida por Enrique Molina Garmendia), la publicación regular de la Revista de Filosofía de la Universidad de Chile y la internacionalización de la comunidad filosófica chilena. La Sociedad Chilena de Filosofía fue reconocida por la Inter-American Federation of Philosophical Societies, el Institut International de Philosophie y la Fedération International des Sociétés de Philosophie.
Un hito no menor que también colaboró en la internacionalización de la comunidad filosófica chilena es que, por esos años, gran contingente de profesores extranjeros se encontraba enseñando regularmente en los principales departamentos de filosofía del país, como Johann Rüsh, Ernesto Grassi, José Ferrater Mora, Ramiro Pérez Reinoso, Bogumił Jasinowski, Alberto Wagner de Reyna, Antonio Rodríguez Romera, Francisco Soler Grima y Gerold Stahl.
Empero, el aconteciomiento que consagró la reputación de la joven academia filosófica chilena fue el Congreso Interamericano de Filosofía de 1956. Entre el 8 al 15 de julio de 1956 tomaría lugar en Santiago el primer congreso internacional de la Sociedad Interamericana de Filosofía, siendo este, a su vez, el cuarto de los congresos interamericanos. Este evento contó con la presencia de señeros intelectuales nacionales e internacionales, repartidos en numerosas mesas temáticas:
| Secciones del Congreso | Temáticas | Nombre de los autores, nación que representa y título de las ponencias |
| ---------------------- | --- | --- |
| Sesiones plenarias     | - "¿Ha habido progreso en la Filosofía en su Historia" - "Significado de la Filosofía en la cultura de América"   | 1. José Gaós ( México): "Filosofía o Filosofías". 2. Leopoldo Zea Aguilar ( México): "Significado de la filosofía en la Cultura Americana" . 3. Eugenio Pucciarelli ( Argentina): "La idea de Filosofía en el pensamiento actual". 4. Francisco-Miró Quesada-Cantuarias ( Perú): "Filosofía y Cultura Latinoamericana". 5. Francisco Romero ( Argentina): "¿Ha habido progreso de la Filosofía en su Historia?". 6. Joao Cruz Acosta ( Brasil): "Um aspecto da Filosofía en su Historia". 7. Ugo Spirito ( Italia): "Il mito del Progreso". 8. Manfredo Kempff Mercado ( Bolivia): "Cultura y Filosofía en Latinoamérica". 9. Carlos Astrada ( Argentina): "Instrumentalidad de la Filosofía Latinoamericana". 10. Pedro Vicente Aja Jorge ( Cuba): "Sobre el Progreso de la filosofía". 11. Herman Van Breda ( Bélgica): "La phenomenologie Husserlienne constitue-elle un progres de la recherche philosophique". 12. Manuel Granell ( Venezuela): "Ser, Verdad y Progreso". 13. César Guardia Mayorga ( Perú): "¿Es posible la existencia de una filosofía en Latinoamérica?". 14. José Ferrater Mora ( España): "Esbozo de una Filosofía integracionista". 15. Santiago Vidal Muñoz ( Chile): "La pregunta sobre el significado de la Filosofía en la Cultura de América". 16. Roberto Torretti ( Chile): "¿Ha habido progreso de la Filosofía en su Historia?". |
| Primera comisión       | - "Problemas actuales de la Lógica, la Filosofía de las ciencias y la Teoría del Conocimiento"                    | 1. Henry Margenau ( Estados Unidos): "Philosophical perspective of Modern Physical Science". 2. Euryalo Cannabrava ( Brasil): "Razao e natureza" 3. Bogumił Jasinowski ( Chile): "Naturaleza e Historia". 4. Mario Bunge ( Argentina): "Teoría de los niveles de la gnoseología". 5. Gerold Stahl ( Chile): "Suficiencia de la lógica bivalente para la técnica de los cuantos". 6. Juan David García Bacca ( Venezuela): ""Estructura de una lógica posible probablemente realizable" 7. Félix Schwartzmann ( Chile): "Sistema cerrado y leyes de la naturaleza". 8. Francisco-Miró Quesada- Cantuarias ( Perú): "Estructura lógica y sentido epistemológico de la comprensión". 9. Willard Van Orman Quine ( Estados Unidos): [No figura el nombre de la ponencia]. 10. Juan Rivano ( Chile): "Examen crítico de algunas concepciones de la Conciencia y del Yo". |
| Segunda comisión       | - "Problemas actuales de la Teoría de los Valores, Ética y Estética"                                              | 1. Cornelius Krusé ( Estados Unidos): "Recent Trends in Value Theory in the United States". 2. Honorio Delgado Espinoza ( Perú): "La objetividad de los valores frente al subjetivismo existencialista". 3. Risieri Frondizi ( Argentina): "Sobre la objetividad de los valores". 4. Luis Oyarzún ( Chile): "La experiencia estética". 5. Julio Jiménez Burguecio ( Chile): "Covolición del bien supremo y otros bienes en Ética tomista". 6. Humberto Díaz Casanueva ( Chile): "Algunas consideraciones sobre la pintura abstracta". 7. Augusto Pescador Sarget ( Chile): "Vía de acceso a la comprensión filosófica del arte". 8. Eduardo Rosales Rojas ( Chile): "Super Ego y conciencia moral". 9. Nelly Festini ( Perú): "Lo estético heterónomo". |
| Tercera comisión       | - "Problemas actuales de la Filosofía Jurídica, la Filosofía Política y Filosofía de la Educación"                | 1. Carlos Cossio ( Argentina): "Actitudes filosóficas de las Ciencias Jurídicas". 2. Miguel Reale ( Brasil): "Dos planos e ambitos do conhecimiento do Dereito". 3. Jorge Millas ( Chile): "Sobre los fundamentos reales del orden lógico-formal del Derecho". 4. Luis Recasens ( México): "Situación del presente y proyección del futuro de la Filosofía Jurídica". 5. Luis Fuentealba Weber ( Chile), Tulio Lagos Valenzuela ( Chile) y Pedro Zuleta Guerrero ( Chile): "La enseñanza de la Filosofía en la Educación Secundaria". 6. Agustín Álvarez Villablanca ( Chile): "La idea de hombre como punto de partida en la Filosofía de la Educación". 7. Eduardo García Máynez ( México): "Los principios generales del Derecho y la distinción entre principios normativos y no normativos". 8. Jorge Hübner ( Chile): "Aspectos Filosóficos del Sufragio Universal". 9. Francisco Ayala ( España): "Reflexiones sobre el estado actual de la Filosofía Política". 10. Ladislao Tarnoi ( Venezuela): "Los límites negativos del Derecho". 11. Máximo Pacheco Gómez ( Chile): "El estado actual de la teoría del Derecho natural". |
| Cuarta comisión        | - "Problemas actuales de la Antropología Filosófico, de la Filosofía de la Historia y la Filosofía de la Cultura" | 1. Alberto Wagner de Reyna ( Perú): "La organización". 2. José Echeverría ( Chile): "Reflexiones sobre el quehacer histórico". 3. Juan Adolfo Vázquez ( Argentina): "Idea del hombre y concepciones de mundo en la cultura occidental". 4. Oswaldo Robles ( México): "Significación de la Angustia en la Filosofía de Karl Jaspers". 5. Domingo Marrero ( Puerto Rico): "Sobre la correlación entre la teoría del hombre y la teoría filosófica". 6. Francisco Ernesto Maffei ( Argentina) y Bruno Piccione ( Argentina): "Analítica existenciaria y antropología filosófica". 7. Cástor Narvarte ( Chile): "Hacia una analítica de la situación". 8. Francisco Ernesto Maffei ( Argentina) y Rodolfo Agoglia ( Argentina): "La antropología imaginativa de Juan Bautista Vico". |
| Quinta comisión        | - "Metafísica y el estado actual del saber".                                                                      | 1. Gerhard Funke ( Alemania): "Existenciale Analytick und Entmythologissie rung der Theologyschem Verkundingum". 2. Eduardo Nicol ( México): "Crisis de la metafísica y posibilidad de su restauración". 3. Ugo Spirito ( Italia): "Cristicismo y Metafísica". 4. Armando Roa ( Chile): "Cosas y significado". 5. Karl Heinz Volkmann Schluck ( Alemania): "Der Begriff des existenz im Denken des Gegenwart". 6. Juan de Dios Vial Larraín ( Chile): "Ontología y situación fundamental": 7. Octavio Derisi ( Argentina): "Los dos tipos de participación lógica y real". 8. Cornelio Fabro ( Italia): "Sobre Metafísica actual". 9. Augusto Salazar Bondy ( Perú): "Abstracción e irrealidad". |

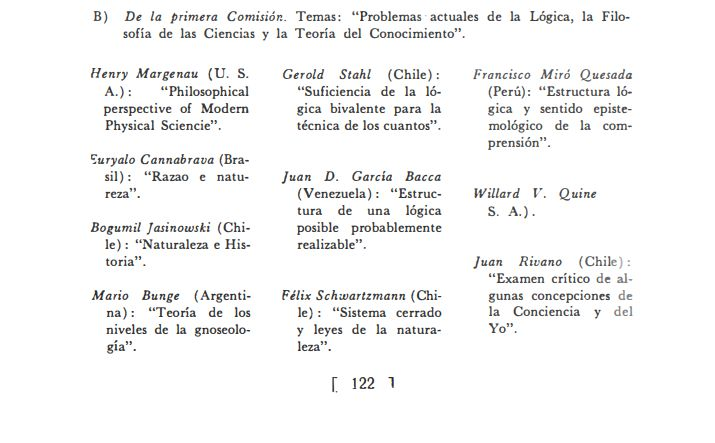
Entre los participantes de la primera comisión del Congreso, cabe destacar la presencia de importantes figuras de fama internacional, como Quine, y la de jóvenes promesas, como Bunge (quien hizo su debut internacional en este encuentro).

Para esta instancia se designó una comisión especial integrada por los profesores Jorge Millas, Luis Oyarzún, Eduardo Rosales, Mario Ciudad, Félix Schwartzmann, Armando Roa, Juan de Dios Vial Larraín, Humberto Díaz Casanueva, Fernando Durán, Santiago Vidal y José M. Valenzuela. Gracias a esta jornada, la comunidad filosófica chilena consiguió reconocimiento tanto a nivel nacional como internacional. Llaman especialmente la atención las destacables presentaciones circunscritas a los campos de la lógica, la filosofía de la ciencia y la teoría del conocimiento, pues será a mediados del siglo XX que la llamada "filosofía analítica" irrumpiría en el panorama filosófico chileno. Entre los ponentes se encontraban Willard Van Orman Quine, Henry Margenau, Bogumił Jasinowski, Félix Schwartzmann, Gerold Stahl, Euryalo Cannabrava, Mario Bunge, Juan Rivano, Francisco Miró-Quesada Rada y Juan David García Bacca. Ese mismo año, el 31 de agosto, se fundaría en Santiago la Asociación Chilena de Lógica y Filosofía de las Ciencias.

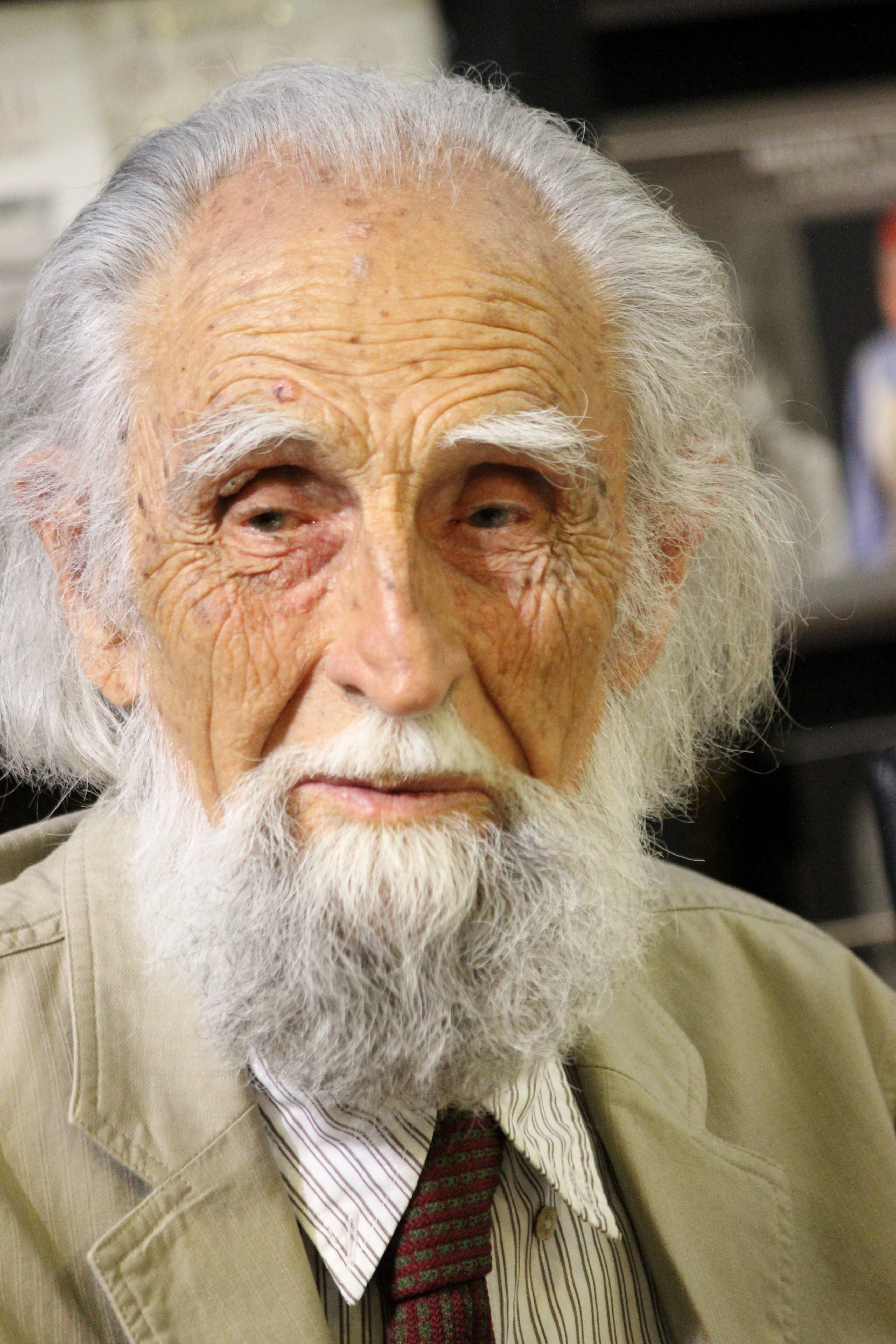
El filósofo y musicólogo chileno Gastón Soublette durante la presentación de la La ciudad amarga. Relectura personal de Neruda en la librería del GAM durante la segunda etapa del Festival de Autores de Santiago 2018; el 11 de noviembre.

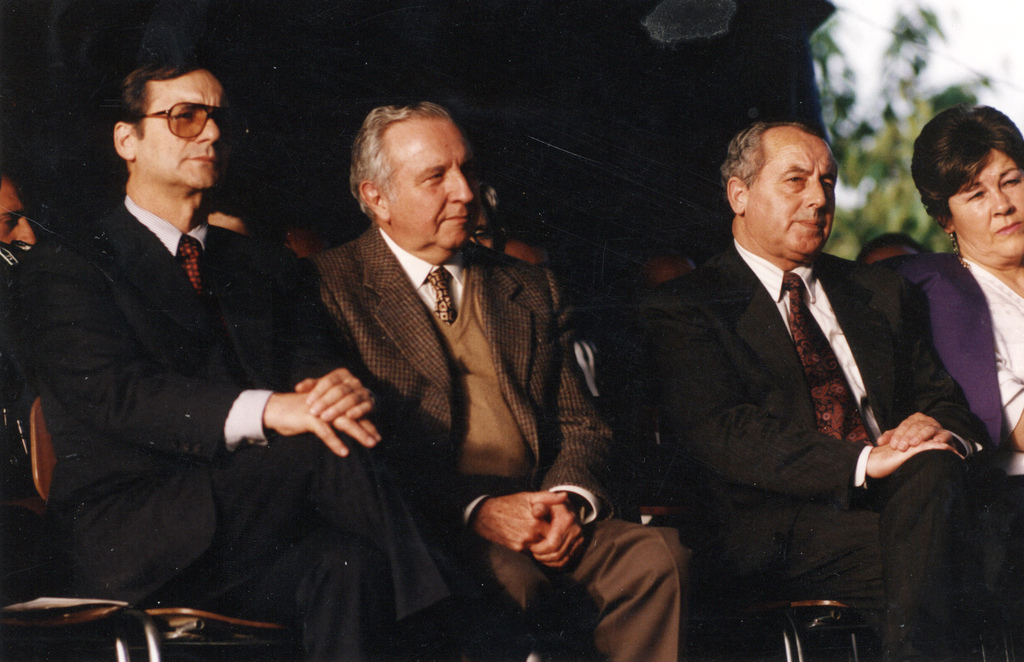
Máximo Pacheco Gómez, junto al político Belisario Velasco. Además de filósofo, Pacheco fue jurista, académico y político. Buena parte de sus libros son de filosofía del derecho.

Los filósofos de esta generación abrazaron los altos estándares internacionales y el quehacer filosófico académicamente reconocido. Poco a poco, estos comenzaron a destinar sus esfuerzos a la enseñanza o crítica de la filosofía europea e iberoamericana. Asimismo, dan inicio los primeros intentos serios por realizar reconstrucciones historiográficas de la disciplina realizada localmente. Además de figuras consagradas como la de Jorge Millas, este periodo vio nuevos nombres aparecer y cimentarse dentro del imaginario de la comunidad filosófica chilena: Félix Schwartzmann, Manuel Atria, Marco Antonio Allendes, Humberto Giannini, Carla Cordua, Roberto Torretti, Gastón Soublette, Patricio Marchant, Juan de Dios Vial Larraín, Luis Scherz García, Gastón Gómez Lasa,  Carlos Ossandón Buljevic, Gabriel Cuevas, Humberto Maturana, Francisco Varela, Máximo Pacheco Gómez, Yolando Pino, José Echeverría, Ana Escríbar, Juan Rivano, Julio Retamal Favereau, entre otros.

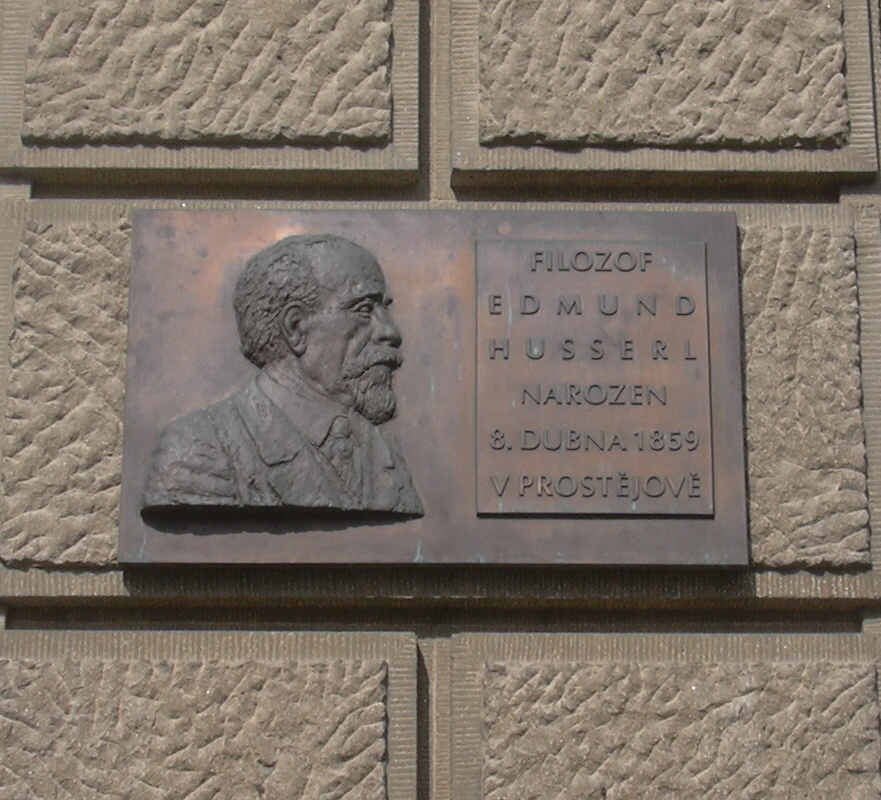
La fenomenología fue una de las grandes corrientes filosóficas que se asentaron en Chile durante el siglo XX. Resulta meritorio el trabajo realizado por Raúl Velozo, eminente traductor e intérprete de Edmund Husserl cuyos textos han aparecido en la Husserliana (en la serie Husserliana Dokumente), y el caso de Jorge Eduardo Rivera, reconocido internacionalmente por su traducción de Ser y tiempo de Martin Heidegger, contando además con multitud de textos en los que se ahonda en el pensamiento de Heidegger (ya fuese en solitario o en diálogo con otros pensadores de la tradición, como Hans-Georg Gadamer o Xavier Zubiri).

En 1964, por indicación de Director de la Escuela de Ingeniería Enrique D'Etigny Lyon y con Carla Cordua y Roberto Torretti como principales agentes instigadores, se fundó el Departamento de Estudios Humanísticos de la Facultad de Ciencias Físicas y Matemáticas de la Universidad de Chile, con motivo de incentivar la formación humanista de los estudiantes de ingeniería, el cual resultaría fundamental para la difusión del pensamiento filosófico, especialmente en el área de la filosofía contemporánea (departamento que se mantendría en funcionamiento hasta 2004). Entre sus integrantes más destacados encontramos a Patricio Marchant, Ricardo Morales, José Echeverría, Marcos García de la Huerta, Ronald Kay, Cástor Narvarte, entre otros. En términos de escuelas filosóficas, continuaron abordándose temas fenomenológicos, con particular atención a los trabajos de Edmund Husserl, Martin Heidegger, Xavier Zubiri y José Ortega y Gasset, cuya recepción histórico-filológica pasó por las manos de Raúl Velozo Farías, María Teresa Poupin Oissel, Francisco Soler, Jorge Eduardo Rivera, Carla Cordua y Luis Flores Hernández. En paralelo, la investigación y crítica de la modernidad (y su relación con la posmodernidad) fue un tema dominante en el ideario filosófico de esta generación. Los temas teológicos, muchas veces entremezclados con la fenomenología y la antropología filosófica, siguieron siendo una preocupación de las instituciones académicas nacionales, teniendo a referentes como Antonio Bentué, Osvaldo Lira, Jaime Castillo Velasco, Jorge Medina Estévez y José Miguel Ibáñez Langlois. Si bien nunca logró conformarse algo así como un círculo o grupo existencialista, varios filósofos notables dedicaron espacio en sus escritos para ocuparse de él. Tal es el caso de Enrique Molina, Guillermo Mann, Agustín Martínez, Francisco Vives y Samuel Gajardo.
Lo que marcó filosófica y universitariamente la década de 1960 fue su resistencia a las presiones que la sociedad de masas depositaba sobre las instituciones de educación superior. Así como Millas, intelectuales como Félix Martínez Bonati y Juan de Dios Vial Larraín secundaron esta posición, enfatizando el papel de la universidad en la formación de una élite intelectual al calor de los objetivos sublimes de la filosofía. Y como marca de este periodo, el quehacer filosófico y el debate político eran instancias lógicamente diferenciables, pero agencialmente imbricadas y conjugadas:

Estos debates sobre la naturaleza de la enseñanza superior y la responsabilidad de los filósofos se fusionaron con la competición política dentro de las universidades más importantes del país. Los filósofos que se declaraban apolíticos o que se oponían a la invasión de la política en los campus universitarios se convirtieron paradójicamente en parte de debates abiertamente políticos. En la segunda mitad de la década de 1960 se introdujeron importantes reformas universitarias, pero los debates sobre la naturaleza de la enseñanza superior y los objetivos de la filosofía no disminuyeron.
Iván Jaksić

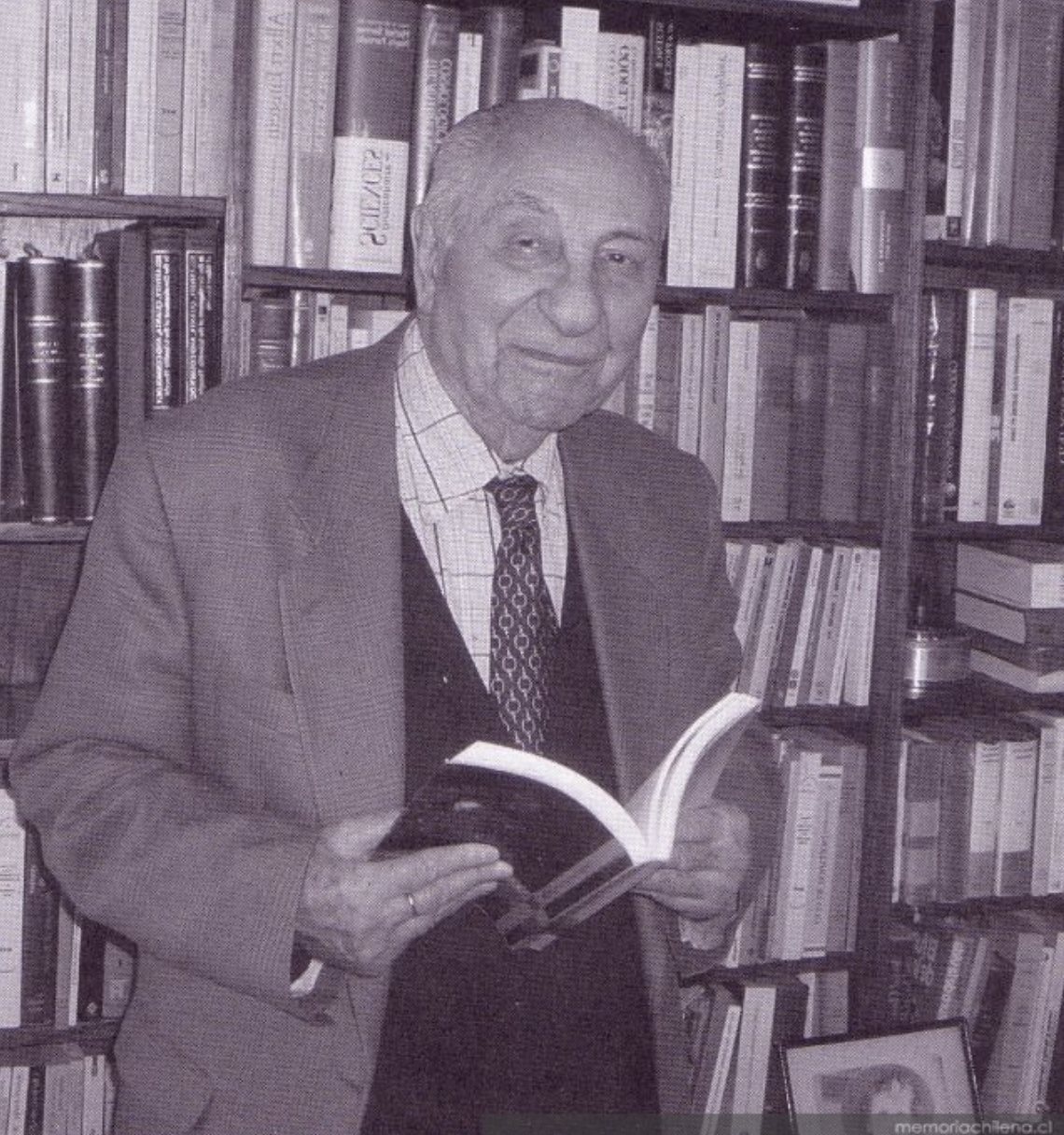
Félix Schwartzmann.

La voz cantante dentro del campo profesionalista la llevó Jorge Millas quien, deudor del elitismo intelectual y cultural de José Ortega y Gasset (así como de Bergson, Husserl, Miguel Reale y Miguel de Unamuno), fue un fuerte crítico de la sociedad de masas, reiterando la afirmación de que la espiritualidad ocupaba un lugar más alto que el materialismo en la práctica filosófica (siendo su avatar filosófico y político en ese momento el marxismo).
Sin embargo, no todos se hallaron conformes en concebir al modelo profesional como el único posible o, incluso, el más apropiado para las necesidades existentes en el país. El encerramiento y la endogamia académica podían traer consigo graves consecuencias, y estas fueron ampliamente discutidas. Algunos filósofos provenían de áreas por demás variadas (Schwartzmann era sociólogo, Atria estudió ingeniería, Giannini fue marino antes de introducirse a la filosofía, etc.), lo que los volvió escépticos de un modelo de actividad filosófica que parecía estar casi omnímodamente subordinado a las corrientes de pensamiento internacionales (principalmente europeas), corriéndose el riesgo de caer en la irrelevancia de cara a las necesidades del país:

Con esto no queremos decir (muy necio sería) que se deba prescindir del poderoso y decisivo impacto que ha tenido y que sigue teniendo la filosofía europea entre nosotros, lo que criticamos es su uso exclusivo y la no atención de los elementos propios, de los esfuerzos particulares que se han hecho, del ciclo específico de generaciones que se ha dada en Iberoamérica, determinando en cierta medida el desenvolvimiento y los caracteres de nuestra filosofía.
Carlos Ossandón Buljevic

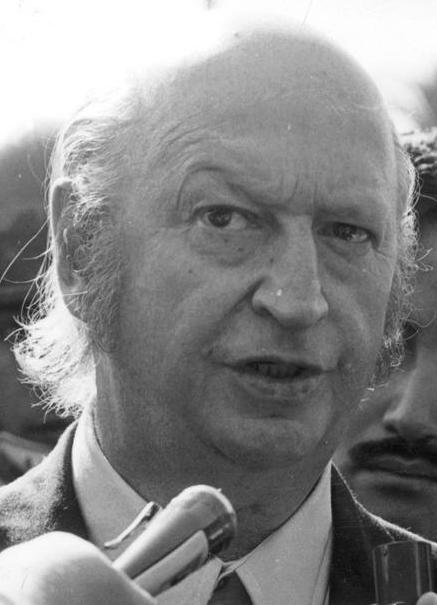
Volodia Teitelboim fue un destacado abogado, político y literato chileno, llegando a ser disputado (1961-1965) y senador (1965-1973) de la República.

En 1967 se produjo una transformación significativa de la idea tradicional de universidad a través del movimiento de reforma universitaria, liderado principalmente por estudiantes marginados del gobierno universitario. No obstante, este movimiento estaba gestándose desde antes (desde 1918 como mínimo), con críticas al modelo jerárquico y elitista que la universidad traía desde el siglo XIX, y que el siglo XX se encargó de profundizar. La reforma universitaria de 1967 representó el clímax de este proceso de transformación, evidenciando un cambio en la construcción identitaria de las instituciones educativas:

La universidad se proyecta a todo Chile, la universidad va a los lugares de trabajo, a las minas, a las fábricas, es decir, respira un aire nuevo. Porque la Reforma Universitaria también plantea la necesidad de vincularse con el resto de la sociedad y ponerse al servicio del país y al servicio también de ese derecho sagrado que tiene cada ser humano, a educarse. Y a educarse conforme sus capacidades para llegar a los más altos niveles, no sólo limitarlo a la escuela primaria para que luego algunos de ellos se conviertan en analfabetos por desuso.
Volodia Teitelboim Volosky

La nueva visión de universidad buscaba una conexión directa con la sociedad, participando activamente en los procesos que marcaban la realidad chilena de la época. Se cuestionaba la idea tradicional de universidad como mero espacio de conocimiento y se abogaba por una institución más abierta y comprometida socialmente. La "nueva identidad" buscada para la universidad implicaba salir de los campus, abandonar la exclusividad en la búsqueda del conocimiento y comprometerse activamente con la sociedad que la rodea:

¿Cuáles eran esas críticas que se le dirigieron a la tradicional casa de estudios cuyo cometido se confundía con la formación para las profesiones? En primer lugar se le censuraba su carácter profesionalizante, o sea, su unilateralidad. Y ¿cómo se conducía esta universidad y qué juicio merecía esta modalidad? En el caso de las públicas la conducción era oligárquica, es decir, un pequeño grupo de viejos catedráticos manejaba los asuntos universitarios, siendo el rector, en el caso de la Universidad de Chile, designado por el Presidente de la República, algo similar acontecía con cada Decano. En el caso de la Universidad Católica la conducción era monárquica, ya que la autoridad eclesiástica lo designaba con plenos poderes, lo mismo a los decanos y directores de escuelas. Este tipo o modalidad de conducción merecía también censura. Era además una universidad que no tenía sitio para el qué hacer científico (…) Frente a cada una de esas falencias o defectos señalados, a la luz de la crítica se empezaba a esbozar una utopía o un “deber ser”, una virtual universidad del espíritu de reemplazo. Ante la exacerbación profesionalizante se realzaba la necesidad de buscar desinteresadamente la verdad. Ante la conducción monárquica u oligárquica se promovía la democracia a cargo de una comunidad que debía constituirse. Ante la falta de ciencia, se propugnaba abrirle generoso espacio para su desarrollo. Más aún, se buscaba robustecer su autonomía y que jugara un papel orientador, desde su plano, de los cambios sociales. Así también su máxima apertura a todos los jóvenes, sin distinción de clases, que golpearan a sus puertas. Todo esto y mucho más fue asumido como tarea por la Reforma. Con resultados promisores.
Luis Scherz García

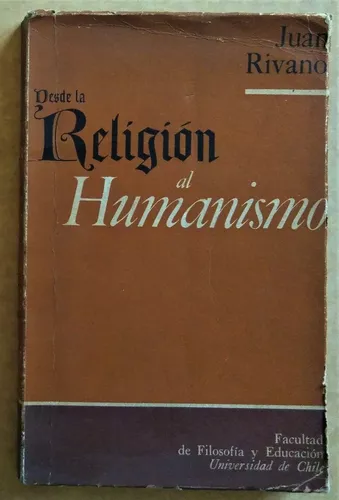
Ejemplar de Desde la religión al humanismo (1965), de Juan Rivano.

Particular es el caso de Juan Rivano, quien realizó una crítica devastadora hacia los niveles de abstracción que se manejaban dentro de comunidad filosófica, muchos de ellos siendo mera sofística a la que no se le debía ningún respeto, llegando a cuestionar rudamente la distancia de sus colegas con las preocupaciones materiales reales de la nación. Siendo matemático y lógico de formación, Rivano cuestionó la falta de consistencia y el uso laxo del aparato conceptual de la disciplina entre sus pares. Tempranamente fue un importante difusor de la obra de intelectuales neohegelianos británicos como Francis Herbert Bradley y Harold Henry Joachim, más pronto pasó al estudio directo de Hegel y Karl Marx, viéndose esto reflejado en obras como Entre Hegel y Marx (1962), Desde la religión al humanismo (1965), Enajenación, una clave para comprender el marxismo (1969) e Introducción al pensamiento dialéctico (1972). Rivano defendería una filosofía contextualmente situada y comprometida, que fuera crítica de las condiciones socioeconómicas y que atendiera los complejos acontecimientos que tenían lugar en Chile y América Latina. Este, así como tantos otros filósofos latinoamericanos (Leopoldo Zea, Francisco Romero, Horacio Cerutti Guldberg), entrevió los riesgos que acarreaba el academicismo y el ideal de filósofo que pregonaba:

No es difícil sospechar que desde esta visión se cristalizó la imagen contemporánea del filósofo como un sujeto de una seriedad sublime, que se enfrenta al problema más mínimo desde una perspectiva profunda y rigurosa, incluso superior, pero siempre seria. Lejos queda la visión del pensador que puede gozar con y desde el trabajo filosófico, o pensar desde el ocio, desde la creatividad y, por qué no decirlo, desde el riesgo y el atrevimiento, lo que no implica, bajo ningún punto de vista, la negación ni de la disciplina, ni la rigurosidad.
Stefan Vrsalovic Muñoz

Afirmaciones como las de Rivano y compañía generarían polémica y rechazo por parte de ciertos sectores tradicionalistas de la universidad chilena, particularmente de parte del movimiento gremialista. Especial mención merece el Movimiento Gremial de la Universidad Católica de Chile, fundado en 1967 por el entonces estudiante Jaime Guzmán, bajo el alero del sacerdote Osvaldo Lira. Guzmán acusaba a los reformistas de responder a intereses políticos partidistas (concretamente, democratacristianos y marxistas), lo que le llevó a liderar la resistencia a la ocupación de la universidad por parte de la FEUC, intentando tomarse a su vez el establecimiento para revertir la Reforma, aunque sin éxito. No obstante, una posterior baja en la participación de los reformistas en las elecciones estudiantiles, así como la rearticulación de los grupos conservadores, permitió al movimiento gremialista alcanzar victorias electorales en la federación. Todo esto toma lugar en un Chile convulsionado políticamente: "La rápida expansión del electorado, el surgimiento de fuertes partidos de izquierda y la expansión de las matrículas de educación superior introdujeron presiones para la reforma universitaria a las que los defensores del profesionalismo filosófico se resistieron".

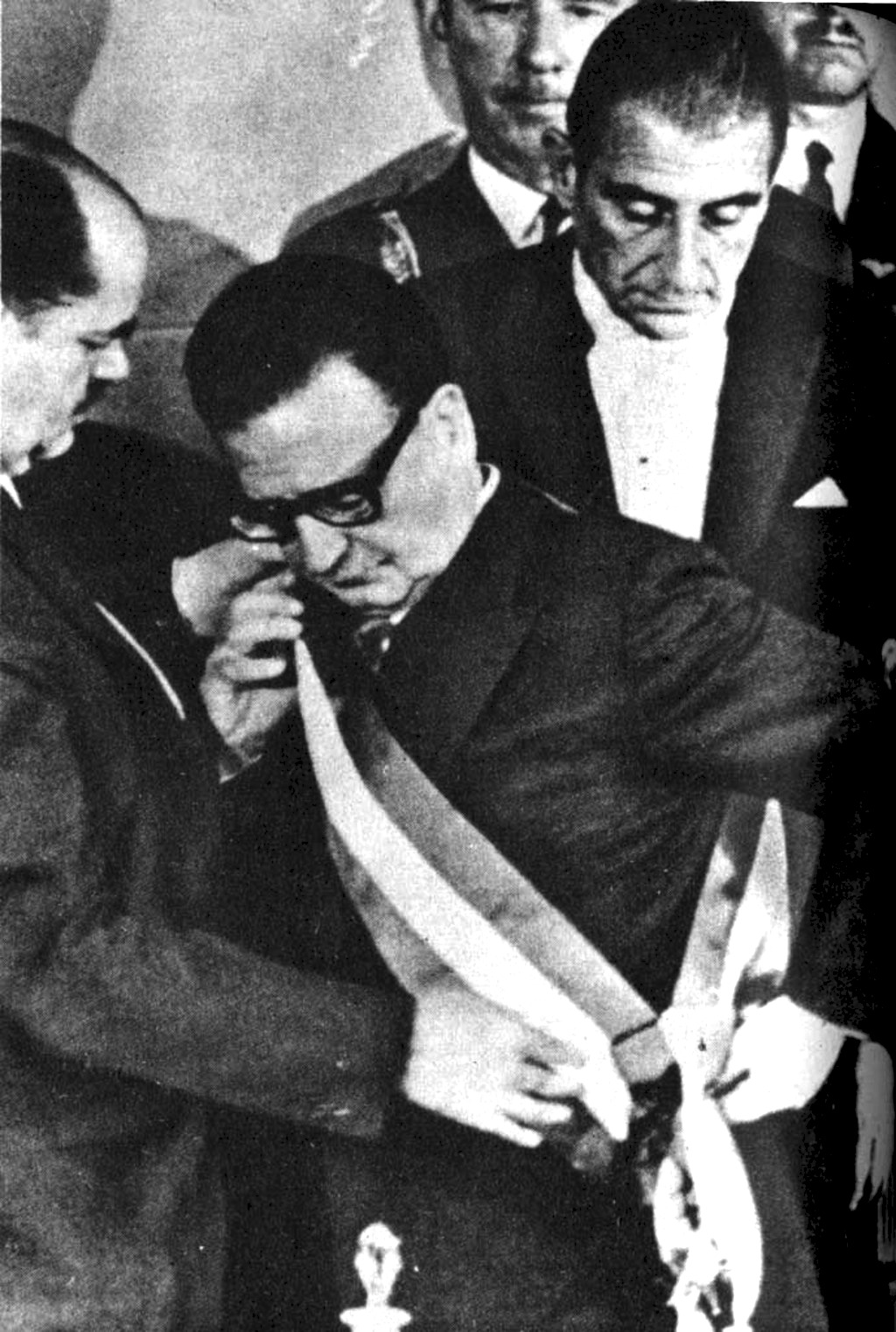
En 1970, Salvado Allende es elegido Presidente de la República de Chile. El Presidente del Senado, Tomás Pablo, coloca la banda presidencial a Allende. A su espalda, su antecesor en el cargo, Eduardo Frei Montalva.

Para finales de la década de 1960, el nivel de producción filosófica en Chile se encontraba en números rojos, situación que se mantendría durante los años de gobierno del presidente Salvador Allende, con una publicación mínima de textos de filosofía. Jorge Millas fue de los pocos filósofos que logró hacer pública una gran obra durante estos años conflictivos. En concreto, Idea de la filosofía (en dos volúmenes), publicada en 1970. La Revista de Filosofía dejó de publicarse ese mismo año (permaneciendo inactiva hasta 1977). La convulsión social alcanzó con rudeza las universidades, viéndose las clases interrumpidas con frecuencia, mientras que la comunidad filosófica alcanzó grados de división insalvables como resultado de la agitación política y las disputas sobre los objetivos de la universidad:

Yo no tenía claro hasta dónde iba la UP, si iba a resultar todo esto. Yo era bastante crítico. No era posible entenderse. No había ni siquiera unidad en cuanto a los propósitos inmediatos de las propias fuerzas políticas. Yo viví en un lugar bastante conflictivo: la Facultad de Filosofía de la Universidad de Chile. Todos contra todos. Los socialistas no se miraban con los comunistas. Estaba Rivano y otra gente, enemigos encarnizados de los comunistas. Había una persecución al Partido Comunista dentro de la misma Unidad Popular. Entonces uno miraba, yo miraba con un poco de terror esta imposibilidad de entenderse.
Humberto Giannini

## Periodo dictatorial
En 1973 tomaría lugar en Chile un golpe de Estado, acción militar llevada a cabo por las Fuerzas Armadas de Chile y encabezada por el general Augusto Pinochet, del cual emergería un régimen dictatorial cívico-militar establecido en el país entre el 11 de septiembre de 1973 y el 11 de marzo de 1990, durando 16 años y medio; en el que una Junta Militar de Gobierno asumiría el poder fáctico de la nación. 

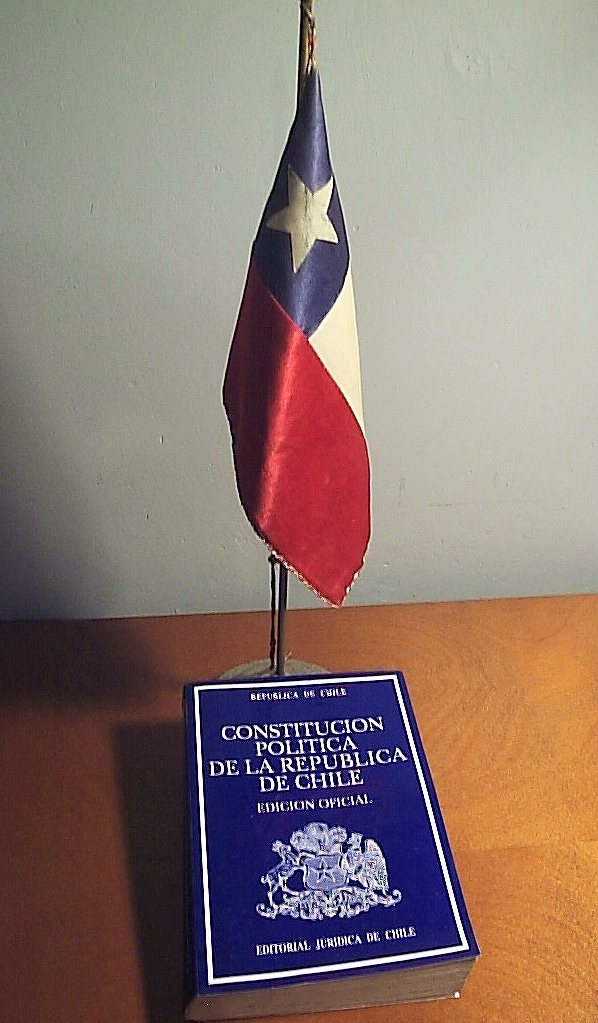
Ejemplar de la Constitución Política de la República, de 1980, edición de la Editorial Jurídica de Chile.

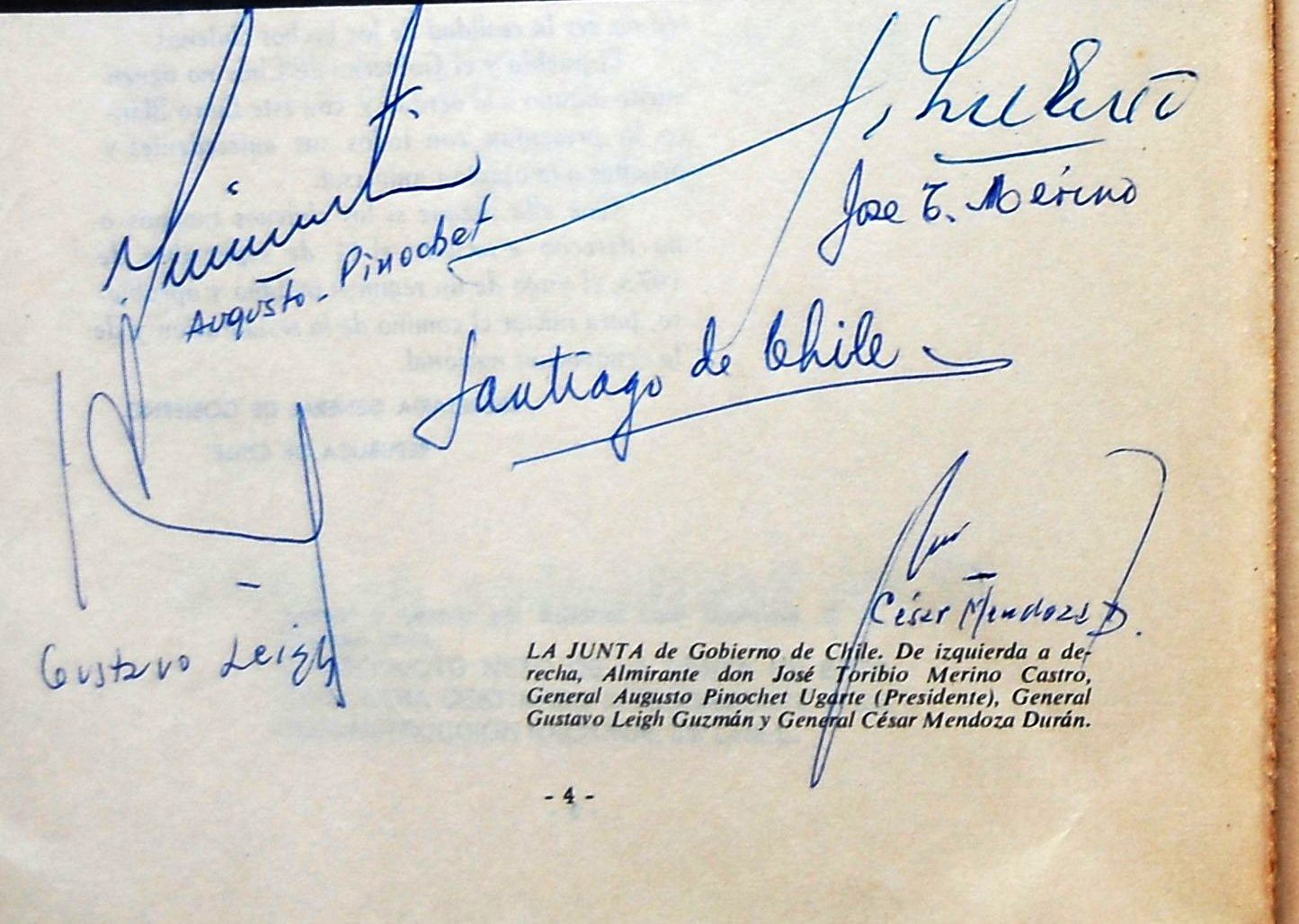
Firmas de los integrantes de la Junta Militar en el Libro blanco del cambio de gobierno en Chile.

El objetivo programático de la Junta Militar era, supuestamente, restablecer el orden social tras los caóticos años del gobierno de Allende. Sin embargo, resultaron evidentes sus pretensiones de transformar la realidad política del país, mediante acciones autoritarias como la clausura del Congreso, la prohibición de partidos políticos (especialmente los de izquierda) y la elaboración de una nueva carta magna: la Constitución Chilena de 1980, ratificada mediante un plebiscito nacional sin registros electorales.
En el plano universitario, el intervencionismo militar revirtió años de autonomía, gestionando directamente la administración de las principales universidades del país: "nombró rectores a militares en servicio activo, cerró varias escuelas y facultades y depuró a académicos y estudiantes considerados disidentes o potenciales opositores".Se reforzaron los fundamentos del profesionalismo filosófico, aumentando la distancia entre el trabajo de los profesionales al interior de las universidades y las demandas de la sociedad en general.
Durante el proceso, la Junta Militar no actuó auxiliada sólo a base de efectivos de sus respectivas ramas, sino que además contó con un importante número de colaboradores civiles, particularmente de los sectores más conservadores y próximos a la extrema derecha chilena; siendo su discurso apologético, tras todas las acciones cometidas, la lucha patriótica contra el marxismo y el freno de su avance en la nación:

El marxismo es el desorden de la humanidad vestido con ropajes de justicia. Pero son los marxistas los que acusan al resto del mundo - empezando por la Iglesia Católica - de favorecer la injusticia.

El partido comunista, que es quien realiza el marxismo, es el que despoja al hombre de toda propiedad privada. Pero es él quien acusa de ladrones, a todos los que viven bajo el sistema capitalista.
Son los soviéticos los que invaden territorios neutrales y los aplastan bajo su yugo. Pero acusan a Estados Unidos, de "haber pretendido" intervenir países soberanos.
Es el partido comunista el que ordena la violencia para derrocar los Estados que viven en libertad. Pero es él mismo el que impone el Estado más tiránico del orbe.
Los verdaderos derechos humanos, son todos violados por los gobiernos comunistas. Pero son ellos los que reclaman falsos derechos para quienes viven bajo otros regímenes.
Son los comunistas los que instalaron sus armas nucleares apuntando al mundo libre. Pero ellos acusan a Occidente de poner la paz en peligro.

Chile vivió tres años en los umbrales del comunismo, pero Dios permitió que nos liberáramos.
María Ferrada Cáceres

Sin duda, el Departamento de Filosofía de la Universidad de Chile fue el más afectado de entre todos los departamentos de filosofía del país. Rivano fue arrestado en 1975, permaneciendo como prisionero en el campo de concentración de Puchuncaví hasta 1976, para luego ser enviado al exilio en Suecia, mientras que figuras no tan públicas como Edison Otero fueron destituidos sin cargos. Con amargura, Giannini diferenció el antes y el después en la intervención dictatorial en el Pedagógico:

Si alguien tenía la intención de seguir carrera como esta [Filosofía], no había más opciones. La Universidad de Chile, en el ámbito de las humanidades, tenía los mejores profesores de filosofía que había en el país. Eran un lujo, la gente incluso abusaba porque la carrera se terminaba en cinco años, pero todos nos quedábamos un poco más, tomando ramos. Seguíamos entusiasmados con los temas y autores. Yo de hecho, no pude salir nunca más de la Universidad de Chile, hasta ahora, aquí estoy.

La escuela de filosofía era un espacio maravilloso, incluso después, en las épocas más duras, no diré en la época siniestra de la dictadura, sino antes, esa época previa conflictiva que vivimos a principios de los años 70`, cuando se politizó el ambiente de una manera extrema, por muchas razones que había que analizar. Había muchas discusiones, a viva voz, sobre casi cualquier tema, sin embargo, era hermoso todo eso. Había un dinamismo, un deseo de vida, de transformación. Yo creo que la experiencia de Cuba unos años antes fue la que desató en toda América esta necesidad de cambio, incluso esa exasperación por el cambio. Y eso, claro, fue duro en la Universidad de Chile, generó un ambiente muy tenso. Pero incluso en ese momento era hermoso.
Humberto Giannini

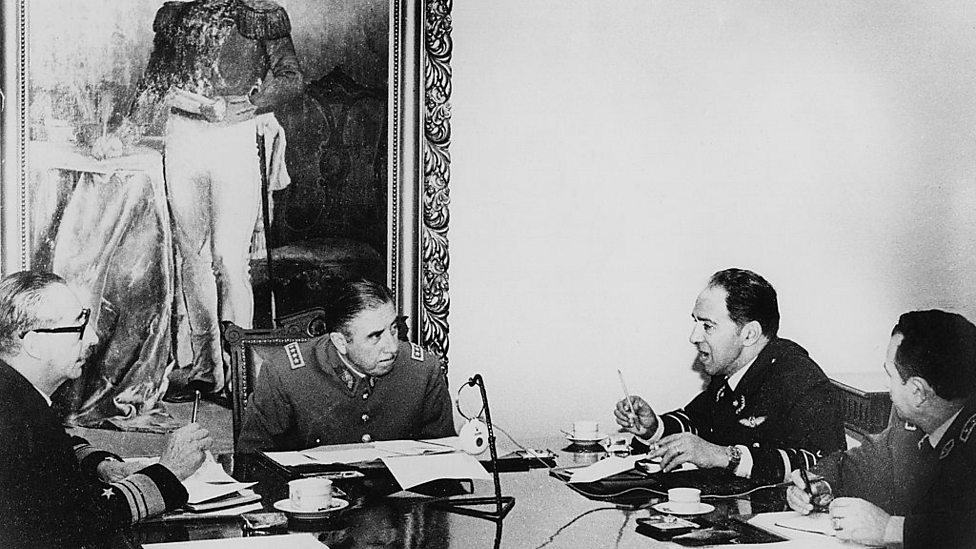
La Junta Militar de Gobierno en 1973. De izquierda a derecha, Almirante José Toribio Merino Castro, General Augusto Pinochet Ugarte, General Gustavo Leigh Guzmán y General César Mendoza Durán.

Entre 1973 y 1976, los militares golpistas tomaron el control de la Universidad de Chile, colocándola bajo su tutela y nombrando rectores de su más absoluta confianza. El régimen dictatorial, en su afán de transformar y someter a las instituciones académicas del país, utilizó a la Universidad de Chile como una plataforma para transmitir y legitimar mediáticamente su proyecto refundacional. Este proyecto no era más que un intento de imponer su ideología y su visión autoritaria, aprovechándose del prestigio y la visibilidad de esta universidad, emblema de la educación superior en Chile.
Esto quedó especialmente transparentado tras el discurso que el rector delegado por la Junta Militar, el General de Brigada Aérea Agustín Rodríguez Pulgar, dio ante la televisión nacional durante la celebración del 132° aniversario de la Universidad de Chile, en noviembre de 1974:

Estamos ahora atravesando la importante etapa de reconstrucción moral y material del país y de nuestra institución. Hemos debido limpiar el terreno de sus ruinas para reedificar nuestra Universidad sobre sólidos cimientos que felizmente no fueron alcanzados, gracias a la resistencia heroica y tenaz de ustedes, a la presión avasalladora de la inmensa mayoría de los chilenos contra el marxismo, y a la oportuna y eficaz intervención de nuestras Fuerzas Armadas.
Agustín Rodríguez Pulgar

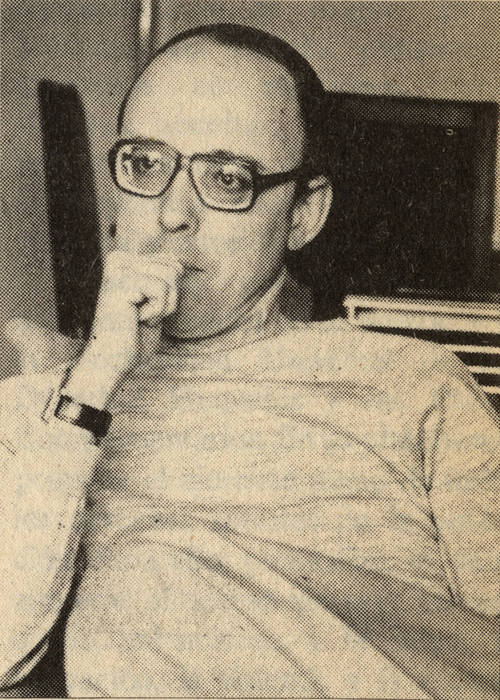
El maniqueísmo metafísico de los nacionalistas católicos chilenos implicaba la necesidad de un ataque frontal al marxismo, ya que este, al ser ateo en su seno, comprende al ser humano solamente bajo una "naturaleza material", negando la esfera espiritual y, en el camino, a Dios. Esto explica que, bajo la bandera del antimarxismo, pudieran verse unidas figuras políticas de la derecha chilena como Eduardo Frei Montalva, Jaime Guzmán o Agustín Edwards Eastman, entre otros.

Acaecida la depuración universitaria de la plantilla de profesores críticos de la dictadura, parecería obvio que la Junta Militar buscaría como aliados a los profesionalistas. Pero en lugar de confiar en aquellos que se habían opuesto a la reforma universitaria, decidieron colocar en los puestos académicos y administrativos a los "filósofos oficialistas", intelectuales menos conocidos o simpatizantes del régimen. Por supuesto, hubo intelectuales que apoyaron el golpe. Véase el caso de Juan Antonio Widow, discípulo de Osvaldo Lira (mentor también de Jaime Guzmán), quien justificó filosóficamente el golpismo (mediante el tomismo y el integrismo católico hispano), aduciendo a la idea de que existe un "derecho a la rebelión" e incluso, en algunos casos, un "deber" a ejercer dicho derecho.Como él, también colaboraron filósofos como el propio Osvaldo Lira, Joaquín Barceló y Bruno Rychlowski, entre otros; siendo en su mayoría afines al pensamiento católico antiliberal.

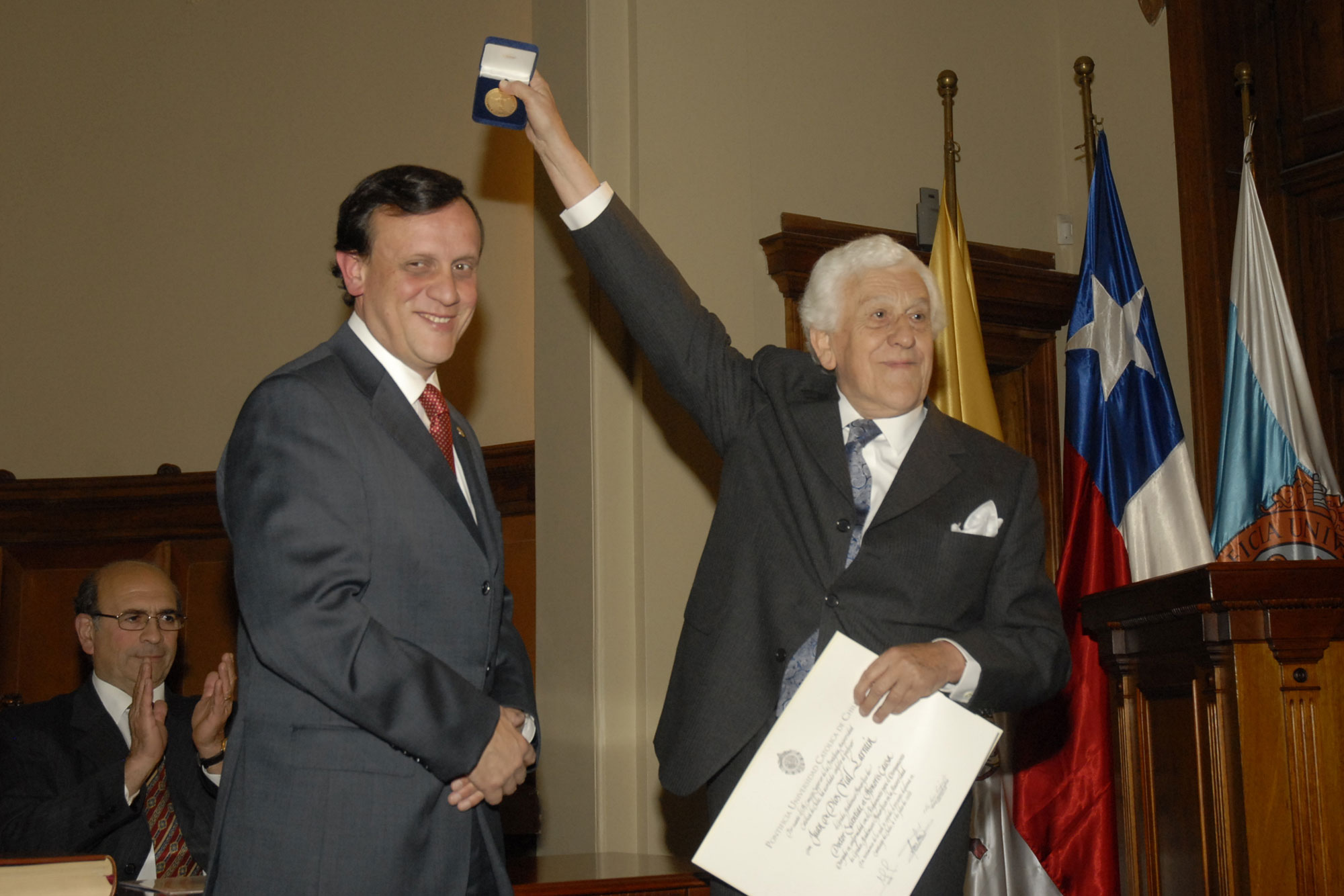
Vial Larraín recibiendo el grado de Doctor Scientiae et Honoris Causa (2010).

Juan de Dios Vial Larraín fue un caso notable de simpatía y colaboración con el Régimen Militar en Chile, ocupando varios cargos académicos durante ese período. Desde 1979 hasta 1981 fue Director del Departamento de Estudios Humanísticos en la Facultad de Ciencias Físicas y Matemáticas de la Universidad de Chile. A partir de 1981, se desempeñó como Director del Instituto de Filosofía de la Universidad Católica de Chile, asumiendo posteriormente como Decano de la Facultad de Filosofía en la misma institución. En 1982, Vial Larraín fundó la Facultad de Filosofía en la Pontificia Universidad Católica, que incluía el Instituto de Filosofía y el Departamento de Estética. Además, en un momento posterior, específicamente del 29 de octubre de 1987 al 15 de enero de 1990, fue designado como Rector por el Gobierno Militar de la Universidad de Chile.
Poco a poco, el bando profesionalista se fue distanciando del régimen, llegando en algunos casos a ser directamente opositores. Millas es ejemplo de esto último. Originalmente fue optimista con respecto a los militares, confiando en que estos respetarían la autonomía de las universidades. Para 1976, no obstante, el panorama resultaba de plano desolador e ineludible, con una universidad chilena servil a los poderes fácticos de la Junta Militar. Millas atacó, mediante sus escritos de opinión, la intervención universitaria y su condición tutelada, convertida esta en una institución "bajo vigilancia". Así lo podemos leerle en una columna de 1976 en El Mercurio:

La universidad vigilada no es, en efecto, superior a la universidad comprometida. Tanto da para la libre investigación científica y para la acción creadora y educativa de la razón, que se asedie por el “compromiso” impuesto por unos como por la desconfianza que se empeña en comprometer a la universidad de otra manera: comprometerla, por ejemplo en la acción antimarxista. Porque en uno y en otro extremo se saca de sus quicios al pensamiento. La universidad, si ha de ser tal (y, por cierto, ella puede sobrevivir institucionalmente como un simulacro) sólo admite un compromiso: servir a la nación por medio de la ciencia, en todos los sentidos —el estricto y el lato— del nobilísimo vocablo. Este es el punto de apoyo de la palanca espiritual de la vieja institución. Todo lo demás es resultado de la potencia así conseguida. No se requiere de ningún antimarxismo programado, fomentando y metido en la universidad a macha martillo, para que ella se defienda del secuestro marxista del espíritu. Basta con que se le aseguren las condiciones de dignidad, de paz interior, de libre expresión de inteligencia, de disciplina, de racionalidad institucional. Con inquietante reiteración y no con menos inquietante ligereza retórica, comienza a emplearse la palabra “depuración” para dar rumbo a la acción pública frente a la universidad. (…) No siempre se sabe qué pureza se busca con las depuraciones, ni siquiera quienes son los hombres puros que las llevarán a cabo. “Depuración” es un término ampuloso y vago, aún preciso como “antimarxista”. Su indeterminada latitud puede dar alas a las peores formas del prejuicio, de la pacatería, de la intolerancia y hasta el miedo.
Jorge Millas

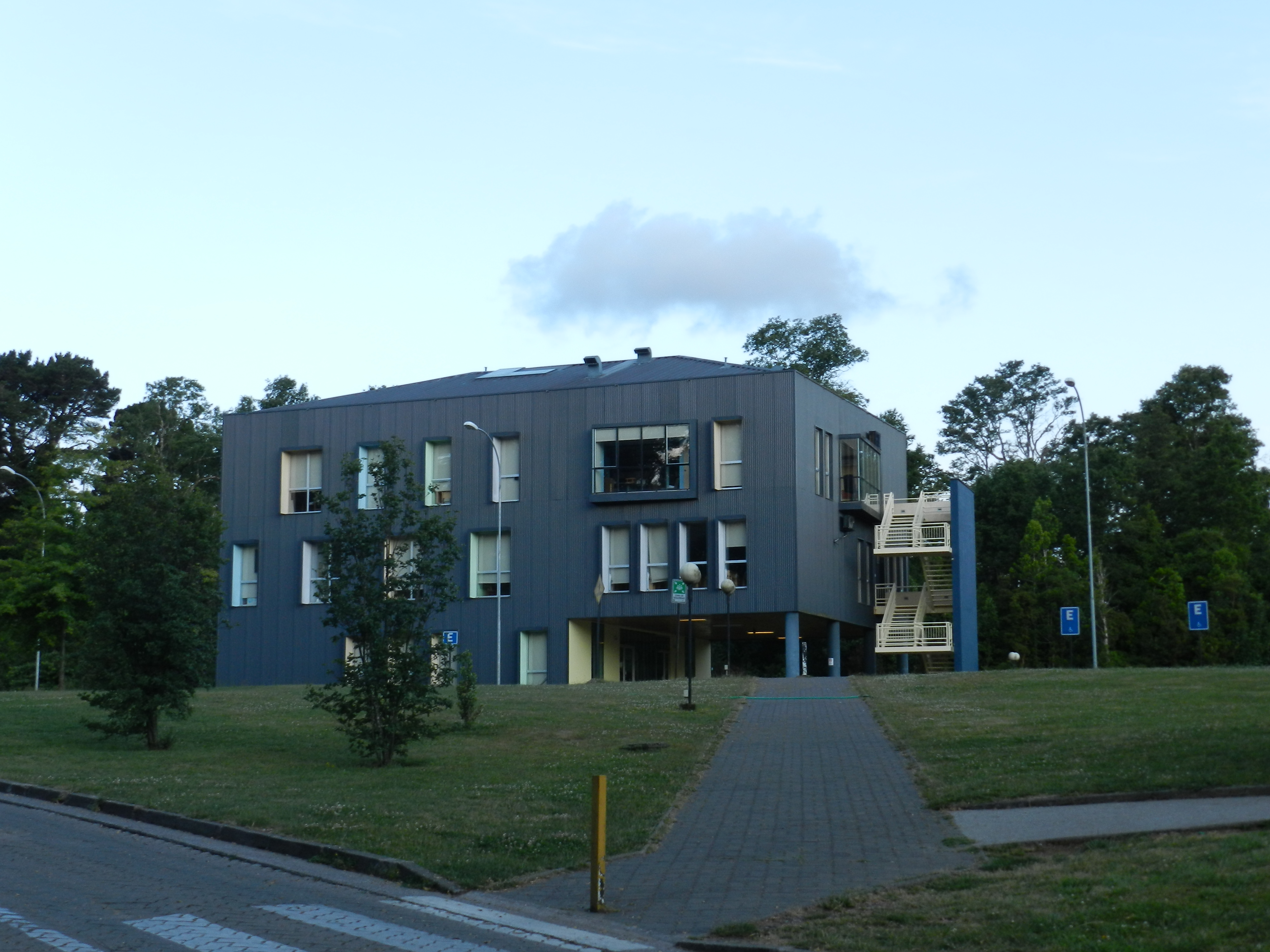
La Universidad Austral de Chile fue un refugio temporal para Millas, pero la persecución y la censura no tardarían en alcanzarlo.

Progresivamente fue cediendo mayor atención al estudio filosófico de la violencia y su ejercicio, preocupación que quedó patente en su texto La violencia y sus máscaras: dos ensayos de filosofía (1978), escrito junto con Edison Otero, siendo la reimpresión de su ensayo aparecido en la revista Dilemas en 1976 bajo el título Las Máscaras Filosóficas de la Violencia; colaboración que supondría un acercamiento entre profesionalistas y críticos. Blanco de censura y ostracismo, en 1975 Millas renunció públicamente a sus clases de Filosofía del Derecho en la Universidad de Chile, partiendo a la Universidad Austral de Chile, situada en Valdivia, donde tempranamente sería bien acogido, llegando a ejercer como decano de la Facultad de Filosofía y Letras. Sin embargo, en 1981 terminaría renunciando por persecución política. Ese mismo año, Millas publicaría Idea y Defensa de la Universidad, defendiendo la condición de la institución como un espacio sagrado donde florezcan la investigación y la reflexión crítica. A su juicio, resulta imperativo defender su autonomía y rechazar tajantemente cualquier forma de intervencionismo que busque sofocar el libre pensamiento y la creatividad intelectual; y permitir que los militares intervengan en estos recintos es condenar a la sociedad a la ignorancia y al silencio, erosionando los cimientos mismos de una nación libre y democrática. 
Vetado socialmente y víctima de la enfermedad, moriría a los 65 años en 1982. La vida agónica que Millas llevó hasta el final de sus días lo consagrarían como uno de los más importantes defensores de la universidad y un mártir de la filosofía chilena:

Desde su muerte en 1982, y con decidida fuerza en los últimos años, diversos intelectuales han puesto de relieve la labor intelectual y política de Jorge Millas durante la dictadura militar. En esta labor se ha destacado, entre otros hechos, su participación en la primera Comisión de Derechos Humanos en 1978. También su intervención oral, junto al ex presidente Eduardo Frei Montalva, en el Teatro Caupolicán de Santiago, en vísperas del plebiscito a la Constitución en 1980. Junto con ello, se ha señalado –acaso como su gesto de mayor fuerza o repercusión– su defensa de las universidades frente a la intervención cívico-militar, y su crítica al proyecto de hacer de las mismas entidades competitivas en clave mercado. Éstos y otros sucesos, han llevado a presentar a Millas como uno de los principales intelectuales críticos de la dictadura.
Cristóbal Friz

Por contraposición a Millas, la mayoría de filósofos que aún permanecían en el país y con presencia en las universidades adoptaron un perfil más discreto, aunque esporádicamente dejaban entrever su descontento con el régimen, expresado muchas veces de forma críptica (como fue el caso de Pancho Sazo y la letra de las canciones del álbum Terra Incógnita). 

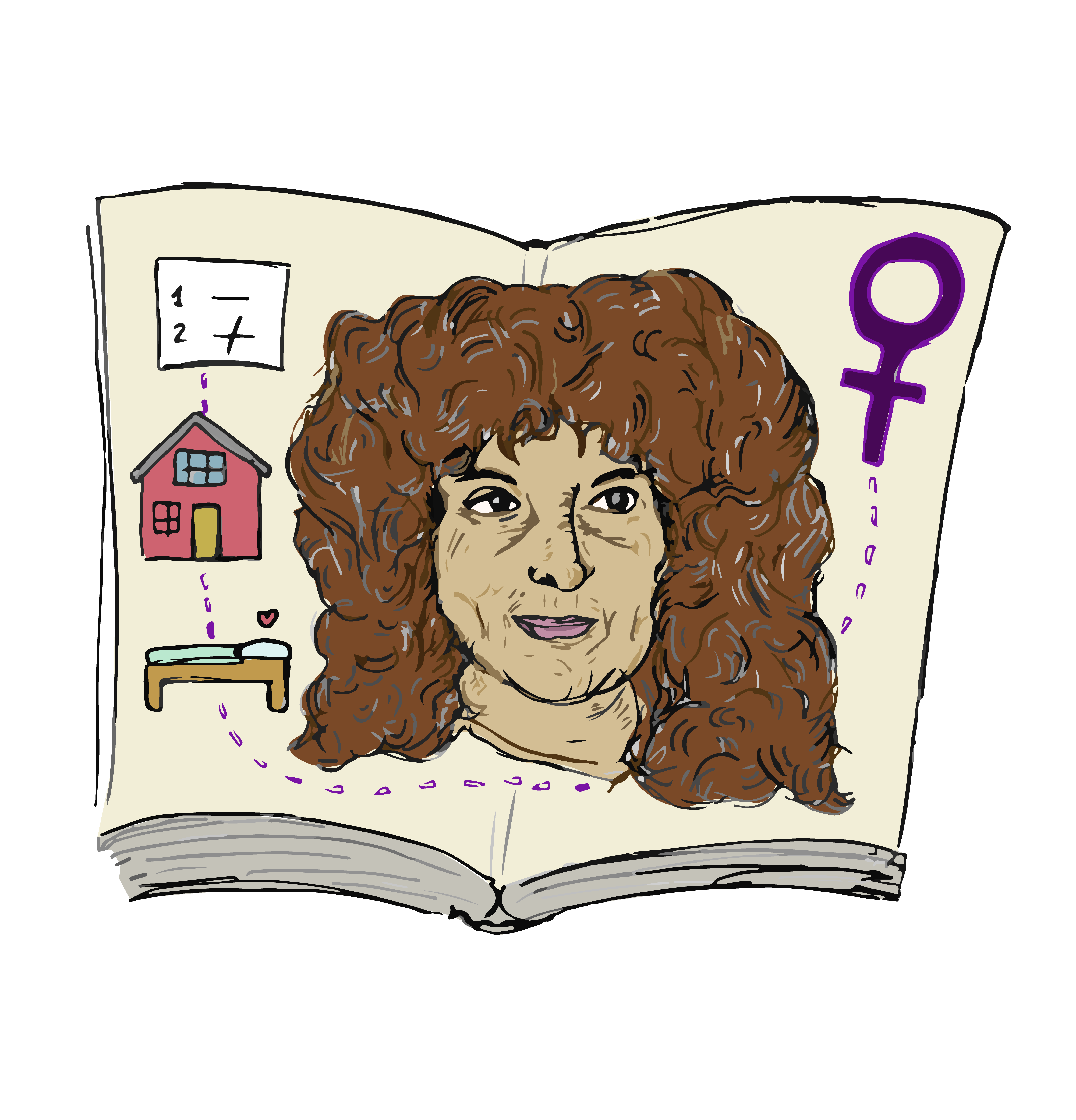
Ilustración que representa a Julieta Kirkwood y una de sus consignas respecto a la transversalidad del feminismo, más allá de la política.

En paparelo a la academia, la filosofía se mantuvo viva a través de su objetivación en movimientos sociales. El movimiento feminista en Chile es ejemplo de ello. Como grupo articulado, surgió a fines de los años 70 y se masificó en los 80, en línea con el auge del feminismo a nivel latinoamericano y mundial. En marzo de 1983, las feministas chilenas reclamaban "Democracia en el país y en la casa", condensando un posicionamiento en lo público que incorporaba la polítización de lo privado. Ese mismo año fue creado el movimiento Mujeres por la vida que nació como resistencia a la dictadura. Durante ese tiempo, la casa de Elena Caffarena se transformó en un lugar de encuentro y debate. Además de reclamar por los derechos de las mujeres, el feminismo buscó dar voz a los sectores oprimidos de la población, a la vez que denunciaban los problemas de la identidad sexual y de los géneros que afectaban de los sectores sociales. Este tipo de análisis de amplio alcance social vieron su consumación teórica, política y artística en las obras de figuras como Julieta Kirkwood, Lotty Rosenfeld y Fanny Pollarolo, entre otras.
Esta oposición finalmente apareció en autoridades de los propios departamentos de filosofía. Tal fue el caso del historiador Mario Góngora, quien fuera Decano de la Facultad de Filosofía de la Universidad de Chile entre 1976 y 1978. Tempranamente encuadrado con el gobierno de la Junta Militar, terminó desencantado producto de los excesos en que había incurrido el régimen, descontento que hizo público, aunque muy disimuladamente, en su discurso de inauguración del año académico 1976:

La docencia humanística debe ser rescatada del rango subalterno a que ha sido relegada en Chile, recientemente, por obra de la inmadurez y del cientificismo, volviendo a darle su sentido de formación. 
(…) Nuestra mayor ambición debe ser demostrar que las instituciones culturales chilenas están, a pesar de todo, en marcha hacia una realización excelente de sus propios fines. En rigor, tanto la enseñanza de la Filosofía como de las disciplinas humanísticas, pueden existir fuera de la Universidad y han vivido fuera en épocas en que ellas se han petrificado; pero la Universidad representa, en todo caso, una tentativa organizada para el estímulo de la vida cultural. Para realizar en la más alta medida posible esa tentativa, es que pido, al iniciar este año académico, la colaboración de todos los señores profesores y estudiantes, en un ambiente de dignidad y de libertad universitaria.
Mario Góngora

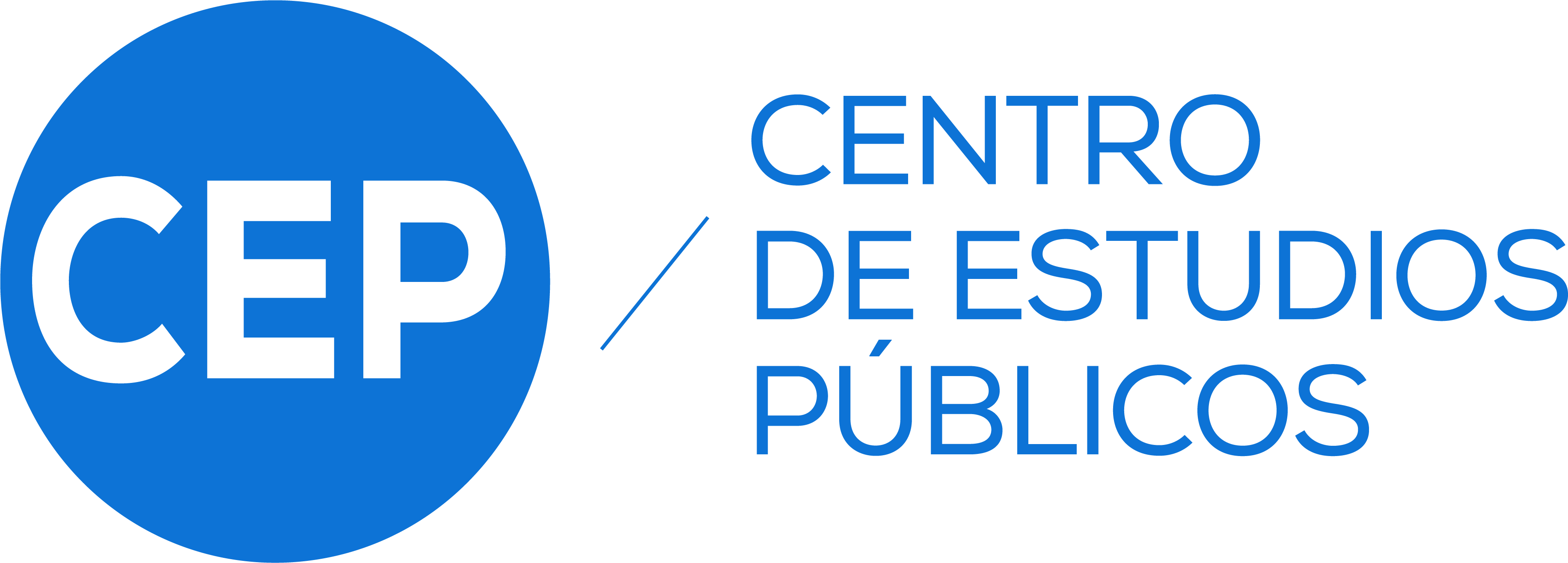
Logo del Centro de Estudios Públicos

El balance del período es mayormente negativo para los filósofos involucrados. Tras la vivencia de 16 años y medio de dictadura, aquellos filósofos que se mostraban hostiles a la política y su conexión con el quehacer filosófico abrazaron plenamente el valor de la democracia, rompiendo así con la división fuerte que se hacía de estos dos polos y que caracterizó los fundamentos del campo en el siglo XX. El clima hostil presente en la universidades durante este periodo llevó a muchos a buscar formas de practicar la filosofía al margen de dichas instituciones, emigrando a centros de investigación independientes, como el Centro de Estudios de la Realidad Contemporánea, el Centro de Estudios Públicos (teniendo entre sus fundadores a Óscar Godoy) o la Corporación de Estudios para Latinoamérica, entre otros; conectando la filosofía con otras disciplinas y espacios de discusión y reflexión.

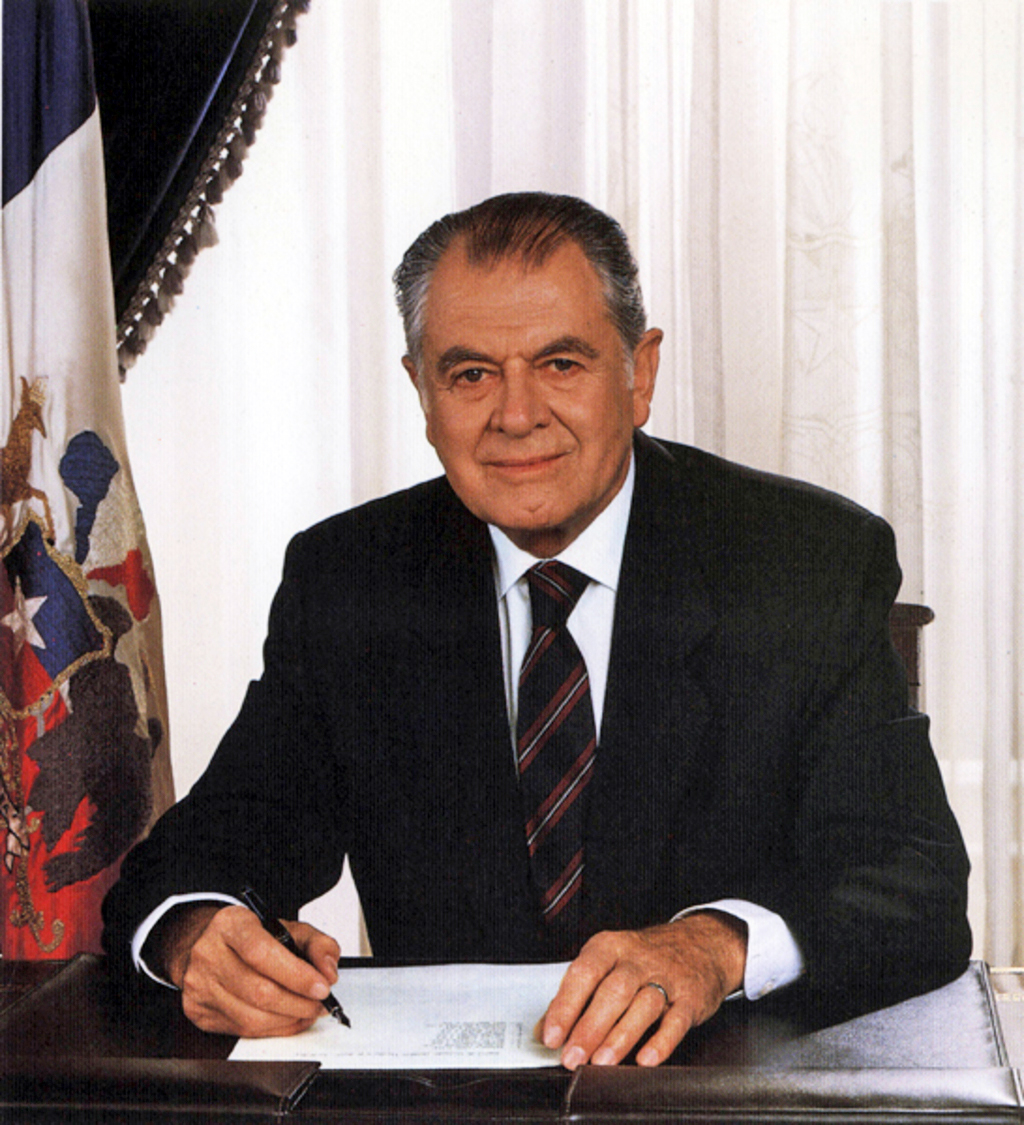
Patricio Aylwin en 1990.

Otra consecuencia que tuvo la dictadura fue la fuga de cerebros, habiendo un alto número de filósofos que se mudaron al extranjero, ya fuera por propia voluntad, como Alfonso Gómez-Lobo (radicándose en Estados Unidos), Francisco Varela (quien estuvo en varios países) o Roberto Torretti y Carla Cordua (radicándose en Puerto Rico), o debido a la persecución política como en el caso de Juan Rivano, Eduardo Carrasco Pirard, Rafael Echeverría, Antonio Skármeta, Raúl Ruiz, Luis Godoy Gómez, José Jara García, Miguel Denis Norambuena, Marta Harnecker, Helio Gallardo, M. E. Orellana Benado, Guadalupe Santa Cruz y Renato Cristi.
Asimismo, hubo gran cantidad de filósofos que se formaron en el extranjero (particularmente universidades europeas y americanas), quienes tendrían un impacto posterior clave en el quehacer filosófico nacional. Sería el plebiscito de 1988 el punto de inflexión que desencadenó el final de este periodo, con la transición a la democracia, cuyo clímax se alcanzó durante las elecciones presidenciales de 1989 y el inicio del gobierno de Patricio Aylwin en 1990.

## Retorno a la democracia y actualidad
Por la proximidad temporal, resulta en extremo difícil realizar un estudio apropiado de la práctica filosófica de los últimos años, especialmente en lo que refiere a ponderar la importancia y trascendencia real de determinados textos, temas y/o autores. Por lo pronto, y desde la vuelta de la democracia en 1990, la filosofía en Chile se ha enfrentado a numerosos desafíos, nuevas prioridades nacionales, por motivos tanto endógenos y exógenos al propio país, ya sea en materia de derechos, crecimiento económico, reformas constitucionales (véase, por ejemplo, la presencia de figuras como Teresa Marinovic en la convención constitucional), o la defensa de su legitimidad institucional.

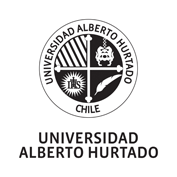
Logo de la Universidad Alberto Hurtado.

Escudo de la Universidad Diego Portales, tomado del de la familia Portales, familia chilena oriunda de Castilla.

Desde el fin de la dictadura, la alta proliferación de nuevas universidades privadas ha colaborado con la ampliación y fragmentación del campo, quitando a las universidades tradicionales su condición de baluartes de la disciplina, especialmente en el área de las publicaciones. Buenos ejemplos de ello son el Departamento de Filosofía de la Universidad Alberto Hurtado y el Instituto de Filosofía de la Universidad Diego Portales.Por supuesto, todavía hay espacio para la labor filosófica privada e independiente de las instituciones académicas - realidad facilitada aún más gracias al auxilio del internet -, aunque no es muy numerosa, producto de la estrecha relación histórica entre quehacer filosófico y presencia institucional (véase como ejemplo de investigadora autónoma a la filósofa Lucy Oporto).
La propia existencia de la enseñanza de la filosofía ha sido cuestionada durante estos años, siendo su expresión más álgida el intento en 2018, por parte del Consejo Nacional de Educación, de eliminar la filosofía del plan común de estudios de la enseñanza media, en tanto que no parecía contarse con evidencia que respaldase la pertinencia de que esta disciplina fuera parte del Plan de Formación General Común para los estudiantes de formación científico-humanista, técnico-profesional y artística, hecho condenado públicamente por la ciudadanía y el gremio filosófico.
Integrantes de la generación filosófica anterior han continuado publicando un importante número de obras originales desde 1990 hasta el presente, además de realizar una buena cantidad de colaboraciones, traducciones y ediciones de obras clásicas y contemporáneas. Asimismo, tomaron lugar durante estos años la publicación de las obras póstumas de Jorge Millas, Juan Rivano y Humberto Giannini. Es en extremo difícil hacer una sistematización de sus aportes o una demarcación de las líneas maestras, más aún considerando el solapamiento de sus aportes con las obras recientes de figuras intelectuales más jóvenes; por lo que, provicionalmente, solo se puede realizar responsablemente una aproximación mínima a los tópicos que trabajan en sus obras y en sus prácticas objetivadas institucionalmente. No obstante, un patrón que se repite es la importancia cedida a la filosofía política.
José Jara García se destacó como traductor e intérprete de la obra de Friedrich Nietzsche,así como de Michel Foucault, siendo el recepcionador de ambos filósofos en el país. Participó activamente en la defensa de la universidad pública y en el cuestionamiento sobre el papel de la filosofía en el conjunto del saber.
Un papel similar es el que ha cumplido Miguel Denis Norambuena, quien es traductor y hermenéuta de la obra de Félix Guattarri (y secundariamente de Gilles Deleuze). Su especialidad es la psicopatología social, y dedica su labor al cuidado y sanación de "personas afectadas por dolencias o traumas que cruzan diversas fuentes y que se proyectan a espacios de la salud mental, así como a la vida cotidiana".
Carlos Pérez Soto es conocido enfoque crítico y multidisciplinario que abarca la filosofía de la ciencia, la política y la educación; viéndose caracterizado por su profunda crítica al sistema educativo chileno y su análisis de las estructuras sociales y políticas. A lo largo de su carrera, ha combinado su formación en ciencias físicas con un profundo interés por el marxismo y el psicoanálisis, hecho que se ve reflejado en los tópicos comunes que ocupan a sus obras: la posición de la psicología y la psiquiatría en la sociedad, la historia de la ciencia, estética, aproximaciones filosóficas a la obra de Hegel y Marx, y filosofía política.

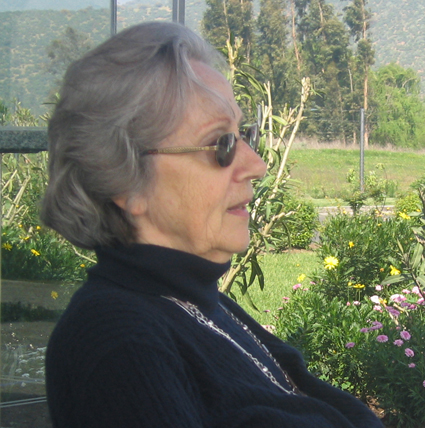
Carla Cordua en 2004.

Carla Cordua es una reconocida filósofa y ensayista chilena, ampliamente respetada por su contribución al pensamiento filosófico y literario en América Latina. Cordua ha dedicado su carrera al estudio de la filosofía contemporánea a través de figuras coyunturales como Immanuel Kant, Georg Wilhelm Friedrich Hegel, Jean-Paul Sartre,Martin Heidegger,Edmund Husserl, Ludwig Wittgensteiny Peter Sloterdijk. Su enfoque riguroso y crítico ha sido fundamental para el desarrollo de la filosofía en Chile, donde ha influido en varias generaciones de estudiantes y académicos. Ha publicado numerosos libros y ensayos que abordan temas como la ética, la estética y la crítica cultural. También ha traducido a autores clásicos al español, como lo fue la publicación de Sobre arte y artistas, de Nietzsche.
Miguel Espinoza Verdejo ha desarrollado durante largos años el estudio de la epistemología y la filosofía de la ciencia, con especial énfasis en la filosofía de la naturaleza. En su obra, la filosofía de la naturaleza se ve caracterizada por su enfoque naturalista universal, que difiere del naturalismo tradicional, al no ser fisicalista ni cientificista. Esta visión se presenta como una metafísica realista que precede a la ciencia, subyace en ella y la prolonga, proponiendo que la ciencia y la filosofía forman un continuo. En este contexto, se considera que los procesos naturales son intrínsecamente inteligibles, con la razón, el sentido y la verdad existiendo en las cosas antes de ser reconocidas por nuestros intelectos. El conocimiento y la comprensión surgen al proyectar esta inteligibilidad natural en nuestras mentes, que también son parte de la naturaleza. El intelecto es un sistema emergente con propiedades biológicas, físicas y matemáticas. La naturaleza se concibe como una red continua de relaciones causales, explicable al ascender en la "escalera de la necesidad". Distingue varios estratos naturales—matemático, físico, químico, biológico, psíquico y sociocultural—que, aunque presentes en la experiencia unificada de la persona, son difíciles de describir debido a la falta de conceptos adecuados para explicar sus interrelaciones, resultando en la indescriptibilidad del continuo con sistemas de símbolos discretos. Cabe decir que su impacto en Chile ha sido más bien limitado, pues el grueso de sus trabajos ha sido publicado en francés, con honrosas excepciones como El evento de entender (1978), Análisis de la imaginación (1980), Pensar la ciencia (2004, coescrito con Torretti) y Pensar la naturaleza. Epistolario filosófico (2020). En 2008 fundó en París el Círculo de Filosofía de la Naturaleza. Se trata de una sociedad interdisciplinar y trilingüe (inglés, francés, español) que cuenta con más de un centenar de profesores e investigadores de varios países. Su objetivo es contribuir al renacimiento de la filosofía de la naturaleza. Con este fin, se organizan congresos y seminarios y se publica la revista Scripta Philosophiæ Naturalis.

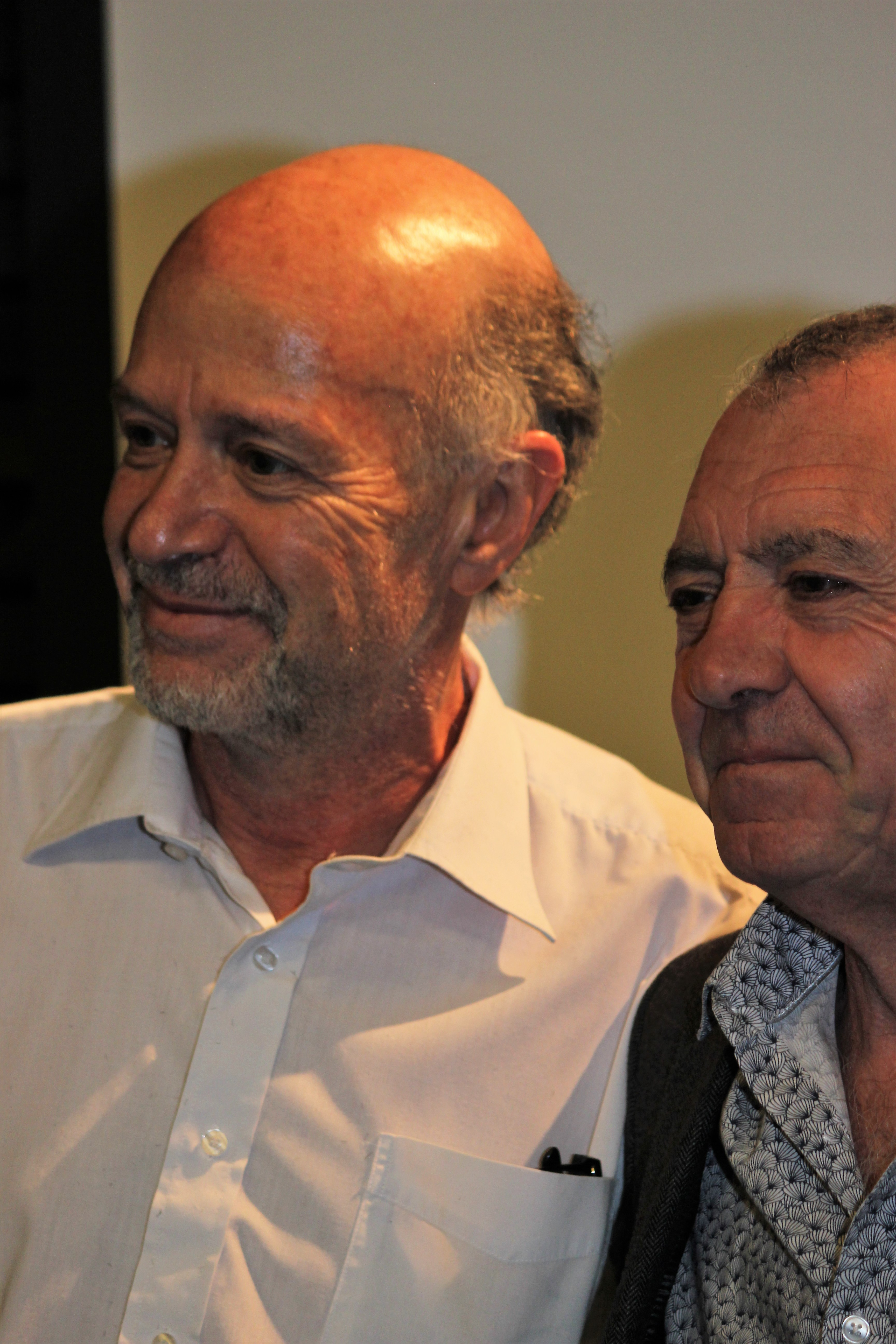
Martín Hopenhayn, junto a su colega francés Gilles Lipovetsky, durante la conferencia «El individualismo en la época hipermoderna» presentada por este último en el auditorio de la Biblioteca Nicanor Parra (Universidad Diego Portales) el 9 de noviembre de 2018.

Cristóbal Holzapfel es conocido por su trabajo en el ámbito de la metafísica, la antropología filosófica, la ética y la filosofía de la cultura. Ha dedicado su carrera a explorar la intersección entre arte, filosofía y cultura, abordando temas como la interpretación estética, la teoría del arte y el impacto de la cultura en la identidad. También ha realizado traducciones de autores contemporáneos, como Eugen Fink.
Martín Hopenhayn ha dedicado más de 40 años de trabajo a la filosofía política, la teoría social y el análisis de la modernidad en América Latina. Gran parte de su carrera en el estudio de las transformaciones culturales y sociales en la región, abordando temas como la globalización, la identidad y la desigualdad en América Latina. También ha estudiado el pensamiento filosófico contemporáneo sobre la subjetividad y la existencia humana.
Arturo Fontaine Talavera ha contribuido en el área de la estética, particularmente en su faceta como novelista. También ha tenido impacto en el ámbito de la filosofía política. Llegó a ser Director del Centro de Estudios Públicos. Bajo su dirección, el CEP fungió como refugio intelectual para los opositores a la dictadura, aligerando el ambiente para la posterior transición democrática. Ha abogado en favor del semipresidencialismo como la forma ideal de gobierno en Chile.
La obra de Cecilia Sánchez se centra en el análisis crítico de la relación entre lengua, escritura, literatura y política en América Latina, explorando cómo estos elementos configuran la cultura y la identidad de la región. Además, investiga la institucionalización de la filosofía en Chile, reflexionando sobre su desarrollo y consolidación en el ámbito universitario. Sánchez también aborda la relación entre cuerpo y política, aplicando teorías de género y diferencia sexual para explorar las tensiones entre lo corporal y lo político. Su obra se distingue por entrelazar filosofía y literatura, aplicando estos enfoques a cuestiones de género, identidad y poder en contextos tanto chilenos como latinoamericanos, incluyendo la influencia de pensadores como Michel Foucault, Hannah Arendt y Luce Irigaray.
Willy Thayer se especializa en el estudio de la universidad moderna, explorando su crisis desde una perspectiva que cuestiona las estructuras y fundamentos no modernos que la sostienen. Thayer aborda también la relación entre tecnología y crítica, investigando cómo las tecnologías influyen en la producción y recepción del conocimiento crítico. Otro tema recurrente en su trabajo es lo siniestro, explorado en sus ensayos sobre esta noción en la cultura y el arte. Además, Thayer se interesa en la reflexión sobre la imagen y la violencia, la "facticidad neoliberal", así como en la crítica cultural, con especial énfasis en la obra del cineasta Raúl Ruiz.

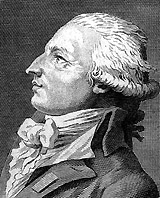
Antoine Destutt de Tracy acuñó el término ideología.

Siendo sociólogo de formación, Jorge Larraín se ha consagrado como filósofo con su tetralogía El concepto de ideología (2007-2010), saga de libros que viene a completar su trabajo iniciado en 1979 con su aclamado The Concept of Ideology, y que constituye uno de los estudios más exhaustivos que se hayan escrito sobre el tema en el ámbito hispano. El conocimiento enciclopédico de Larraín le permite realizar un visionado de amplio alcance en la historia de la filosofía, revisando la obra de múltiples autores, entre ellos Francis Bacon, Destutt de Tracy, Georg Wilhelm Friedrich Hegel, Arthur Schopenhauer, Friedrich Nietzsche, Ludwig Feuerbach, Karl Marx, Friedrich Engels, Wilhelm Dilthey, Vladímir Ilích Uliánov, Karl Kautsky, Gueorgui Plejánov, Ióseph Stalin, Georg Lukács, Émil Durkheim, Sigmund Freud, Max Weber, Georg Simmel, Karl Mannheim, Moritz Schlick, Rudolf Carnap, Vilfredo Pareto, Max Horkheimer, Theodor Adorno, Antonio Gramsci, Nikolái Bujarin, Lucien Goldmann, Karl Popper, Thomas Kuhn, Claude Lévi-Strauss, Maurice Godelier, Raymond Boudon, Roland Barthes, Algirdas Julius Greimas, el colectivo tras la revista Tel Quel, Louis Althusser, Nicos Poulantzas, Herbert Marcuse, Jürgen Habermas, Jacques Derrida, Michel Foucault, Paul Hirst, Barry Hindess, Gerald A. Cohen, Jean-François Lyotard, Jean Baudrillard, Ernesto Laclau, Chantal Mouffe, Slavoj Žižek, Anthony Giddens, John Thompson y Michael Freeden. También se ha ocupado de la identidad chilena, la identidad latinoamericana y el amplio espectro del pensamiento marxista y posmarxista. 
El trabajo realizado por Hernán Neira se centra en la filosofía política, la ética y la teoría de la justicia. Sus obras abordan centralmente el pensamiento latinoamericano e indígena, el lenguaje político y la crítica de la economía política, el animalismo y la ecología. Renato Cristi es uno de los mayores especialistas en el republicanismo, el pensamiento conservador el neoliberalismo, y el constitucionalismo chileno, así como en la exposición del pensamiento político hegeliano y su influencia en el desarrollo de las teorías del derecho y el Estado.
Marcos García de la Huerta ha realizado aportes al estudio de la historia e identidad latinoamericana, la filosofía de la técnica, la ética y la filosofía política. Ha desarrollado una amplia carrera académica, enfocándose en el análisis crítico de las teorías filosóficas modernas y sus implicaciones en la sociedad actual.

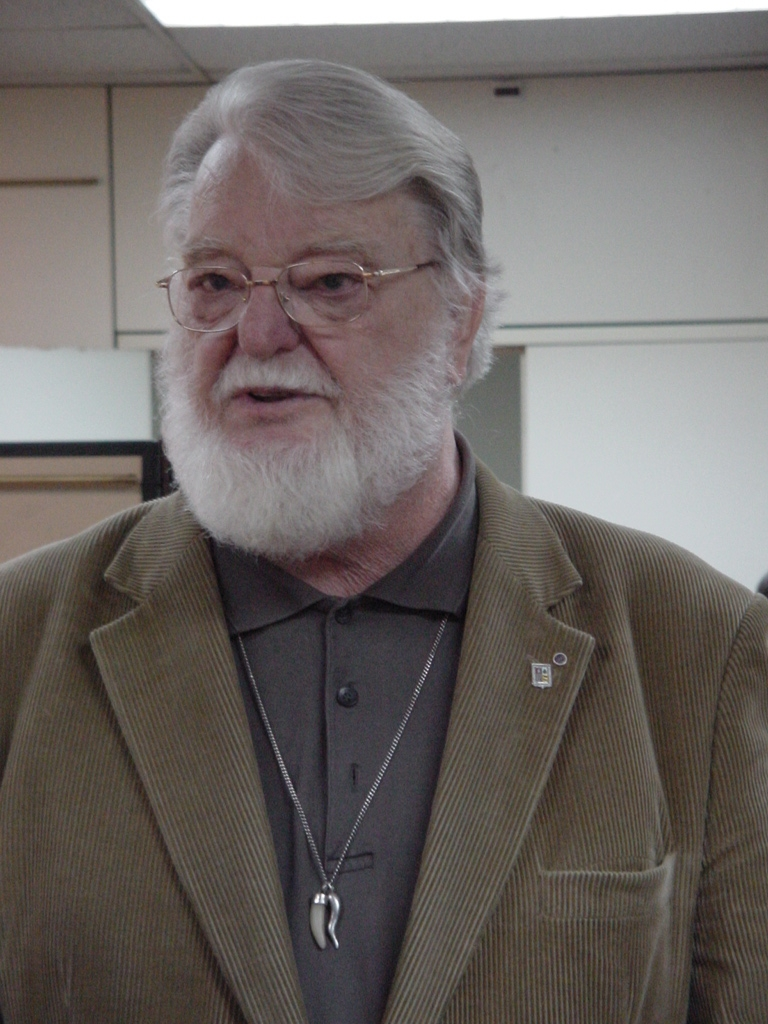
Manfred Max Neef.

Manfred Max-Neef, hasta su reciente muerte en 2019, fue reconocido por su enfoque innovador en el campo del desarrollo sostenible y la economía ecológica. Proponía una economía pensada a escala humana, que da énfasis a la satisfacción de las necesidades humanas fundamentales y a la priorización del bienestar humano por encima del crecimiento económico desenfrenado. Max-Neef trabajó como académico en varias universidades, tanto en Chile como en el extranjero, y fue rector de la Universidad Austral de Chile. Publicó numerosos libros y artículos que exploran la intersección entre la economía, el medio ambiente y la sociedad, proponiendo un modelo de desarrollo que integra la equidad social y la sostenibilidad ambiental. Su obra es apreciada por su enfoque interdisciplinario y humanista, promoviendo la idea de que el verdadero desarrollo debe centrarse en mejorar la calidad de vida de las personas de manera equitativa y sostenible. Max-Neef recibió el Premio Right Livelihood, en reconocimiento a sus contribuciones al pensamiento económico y su compromiso con un mundo más justo y sostenible.
Jorge Acevedo Guerra se ha dedicado al estudio de la filosofía contemporánea, con especial foco en la fenomenología y la filosofía de la técnica, siendo Heidegger y Ortega y Gasset sus autores de cabecera. Actualmente es miembro de la Sociedad Chilena de Filosofía Jurídica y Social, del Círculo Latinoamericano de Fenomenología y de la Sociedad Iberoamericana de Estudios Heideggerianos. Hasta su muerte en 2017, Jorge Eduardo Rivera permaneció como uno de los especialistas hispanos más importantes en Heidegger.Resultan de particular interés los tres volúmenes de su Comentario a Ser y tiempo de Martin Heidegger, coescritos con María Teresa Stuven. 

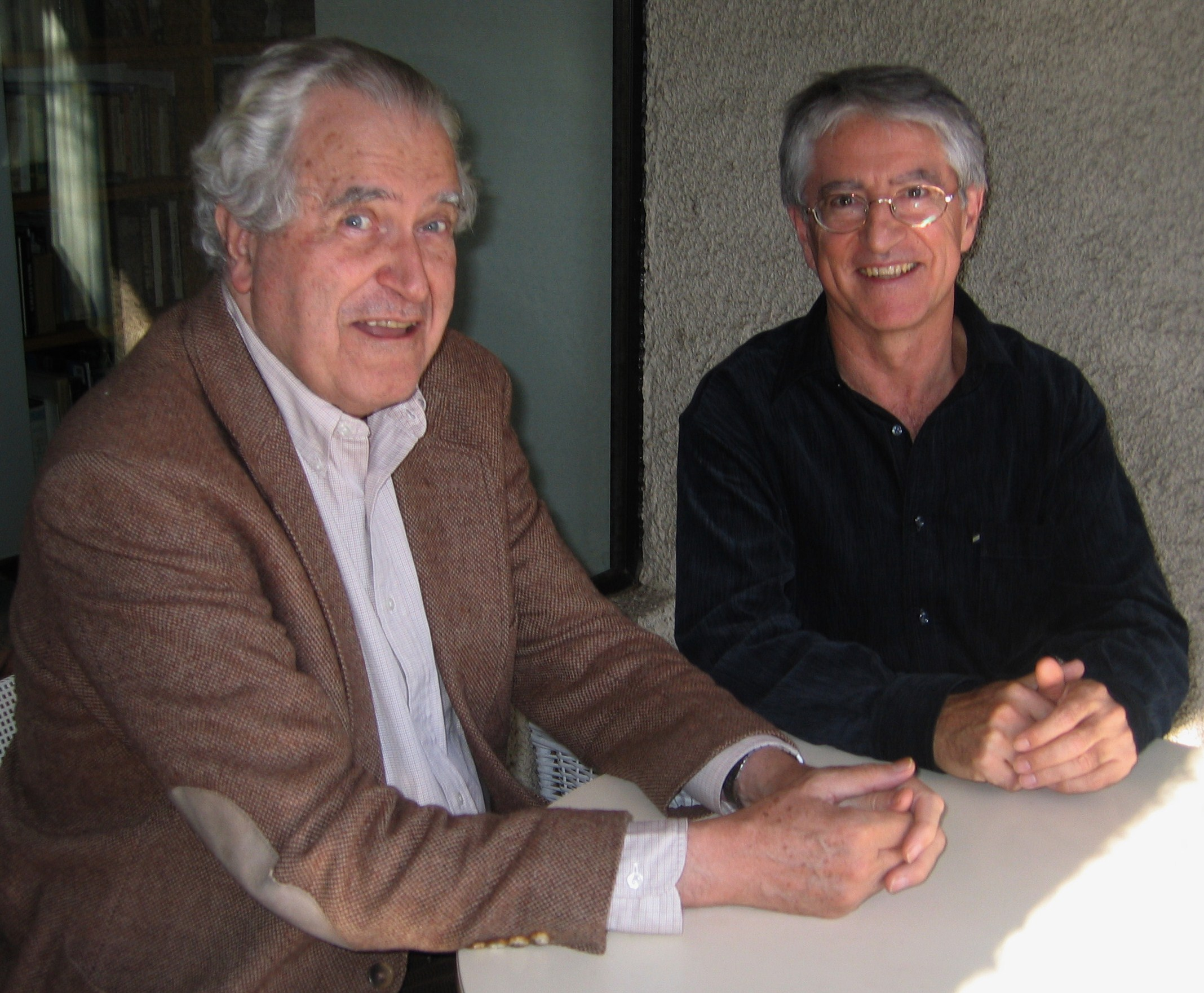
Roberto Torretti, acompañado por Jesús Mosterín.

También hasta su muerte, acaecida en 2022, Roberto Torretti fue visto como una de las figuras más representativas de la academia filosófica chilena, siendo el filósofo chileno más importante del siglo XX, ampliamente conocido en habla hispana por sus trabajos sobre Kant (interés compartido con Carla Cordua, su esposa), e igualmente famoso en el contexto internacional, por sus contribuciones a la filosofía de la geometría y la física (especialmente en lo que respecta a la comprensión e interpretación de la teoría de la relatividad). Es considerado uno de los intelectuales chilenos más importantes en su historia, junto a sus connacionales Andrés Bello, Francisco Bilbao y José Victorino Lastarria. Mantenía una faceta de traductor, labor que dio sus frutos con Desastres de la guerra de Tucídides o Escritos filosóficos de Leibniz (con la colaboración de Tomas E. Zwanck y Ezequiel de Olaso).
En el ámbito estético, vale decir que la destacada tradición poética chilena ha dado para interesantes discusiones y escritos que conectan a la poesía y la filosofía, a través de figuras (nacionales o foráneas) como Ximena Rivera, César Vallejo, Miguel Vicuña, Elvira Hernández, Jorge Teillier, Gonzalo Millán, Gabriela Mistral, Pablo Neruda, Nicanor Parra, entre otros.
Pablo Oyarzún ha hecho sustantivas contribuciones a la teoría del arte y la crítica literaria en obras como De lenguaje, historia y poder. Nueve ensayos sobre filosofía contemporánea (1999), Entre Celan y Heidegger (2013), Arte, Visualidad e Historia (2015) y Baudelaire: La Modernidad y el Destino del Poema (2016). En sus escritos, trabaja la relación entre el arte, la filosofía y la política, la experiencia estética y el papel del arte en la sociedad contemporánea. 
Sergio Rojas ha dedicado gran cantidad de páginas al estudio sobre la cultura y las artes, siendo un referente latinoamericano. Sus áreas de reflexión e investigación son la filosofía de la historia y la estética; abordando especialmente la crisis de representación artística, la filosofía kantiana de la historia, la teoría de la subjetividad, el fenómeno de la violencia y la crítica literaria. Carlos Ossa Swears se ha especializado en estética, teoría del arte, comunicación social y arte contemporáneo. Su investigación se centra en la construcción visual de la nación, la expansión del archivo como dispositivo en el arte contemporáneo, y la precarización de la creatividad en el contexto del capitalismo cognitivo en América Latina.
En este mismo campo la investigación de Andrés Claro ahonda en las dimensiones poéticas del lenguaje en obras como La Inquisición y la Cábala. Un capítulo de la diferencia entre ontología y exilio (2009),  Las vasijas quebradas (2012) y Tiempos sin fin (2018). También resulta meritoria la obra de José Solís Opazo, La derrota de lo cotidiano. Elementos para una ontología política del diseño contemporáneo (2013), una de las pocas obras sistemáticas en materia de filosofía del diseño disponibles en habla hispana, además de tener escritos estrictamente dedicados a la teoría arquitectónica, como Mal de proyecto. Precauciones para archivar el futuro. Ensayos de teoría de la arquitectura (2017). El estudio de la experiencia estética de la alimentación es un campo relativamente poco abordado en la tradición filosófica, y en ese sentido, es de agradecer la disponibilidad en nuestro idioma de obras originales como Pensar/Comer. Una aproximación filosófica a la alimentación (2023), de Valeria Campos. En calidad de actor y director teatral, también es destacable el trabajo de Pablo Striano.
En el área de la filosofía política y la teoría crítica, destaca la figura de Carlos Ruiz Schneider. Su obra muestra un interés particular por el estudio de la historia de las ideas y la filosofía política contemporánea. Su trabajo se centra en la reflexión sobre el pensamiento conservador, la democracia, la sociedad y políticas educativas, con un enfoque particular en el contexto latinoamericano y europeo.

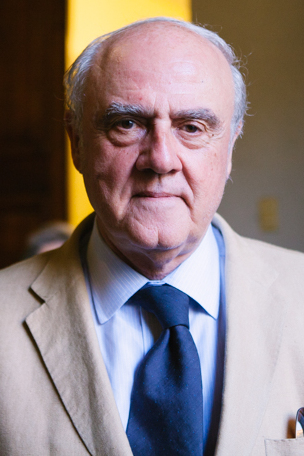
Agustín Squella.

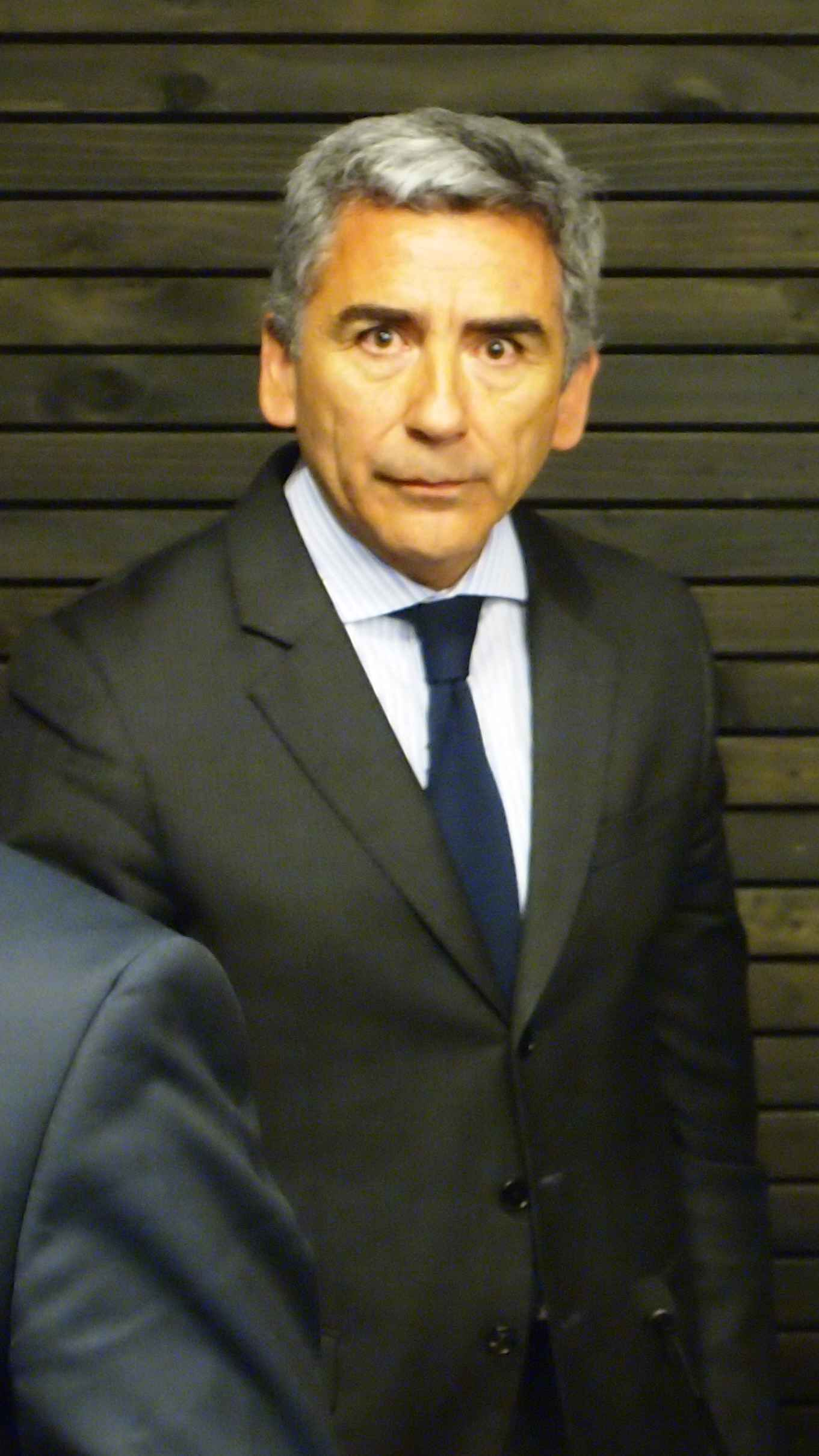
Carlos Peña.

En el área conjunta de la filosofía política y la filosofía del derecho, consta una actividad filosófica que se ha fortalecido en la actualidad. Entre los cultores de estas disciplinas destaca Agustín Squella, quien, además de haber fundado y dirigido diversos medios y publicaciones (entre ellos el Anuario de Filosofía Jurídica y Social y la Revista de Ciencias Sociales), ha producido reflexiones sobre la obra de filósofos jurídicos y políticos destacados, como Hans Kelsen y Norberto Bobbio (entre sus obras deben mencionarse las siguientes: Derecho, desobediencia y justicia (1977), Derecho y moral. ¿Tenemos obligación moral de obedecer el derecho? (1989), Presencia de Bobbio en Iberoamérica (1993), Positivismo Jurídico, democracia y derechos humanos (1995), Norberto Bobbio: Un hombre fiero y justo (2005) y ¿Qué es el derecho? Una descripción del fenómeno jurídico (2007)). 
Carlos Peña González es un académico con una fuerte presencia pública, especialmente como columnista. Entre sus trabajos especializados se cuentan publicaciones acerca de diversos filósofos, incluidas en su volumen Ideas de perfil (2015), así como por consideraciones acerca del malestar y el estallido social de 2019 en Pensar el malestar. La crisis de octubre y la cuestión constitucional (2020), y reflexiones fundamentales sobre la labor filosófica, plasmadas, por ejemplo, en el libro ¿Para qué sirve la filosofía? (2018).
Jaime Williams Benavente fue de los primeros en hacer revisiones históricas de la filosofía del derecho en Chile. Su trabajo versa principalmente sobre fundamentos del derecho, axiología jurídica y civismo.
Alejandro Guzmán Brito centra su atención en el derecho romano, el estudio de la obra jurídica de Andrés Bello e historia del derecho español, europeo e iberoamericano. Gonzalo Ibáñez se especializa en el estado de derecho, el personalismo cristiano, la democracia y el integrismo católico.
José Joaquín Ugarte Godoy se especializa en fundamentos del derecho y bioética, destacando por su postura contraria al aborto. Cristóbal Orrego Sánchez se especializa en fundamentos del derecho, derecho natural y iuspositivismo, con foco en la obra de H. L. A. Hart. La relación entre la ética y el derecho, así como la expresión política de los compromisos religiosos, ha sido cubierta por Joaquín García-Huidobro.
De la generación más joven que se dedica a cuestiones de naturaleza política, debe mencionarse a Miguel Valderrama Castillo (entre sus publicaciones destacan: Dialectos en transición (2000, en coautoría con Mauro Iván Salazar Jaque), Renovación socialista y renovación historiográfica (2001), Modernidad y ciencias sociales (2002), Posthistoria. Historiografía y comunidad (2005), Heródoto y lo insepulto (2006); Modernismos historiográficos. Artes visuales, postdictadura, vanguardias (2008), La aparición paulatina de la desaparición en el arte. Fragmentos de una historia del secreto (2009), Historiografía postmoderna. Conceptos, figuras, manifiestos (2010, en coautoría con Luis Federico Gueneau de Mussy Roa), Heterocriptas. Fragmentos de una historia del secreto 2 (2011) y ¿Qué es lo contemporáneo? Actualidad, tiempo histórico, utopías del presente (2012)), Mauro Basaure (entre sus publicaciones destacan: Foucault y el psicoanálisis (2007) y ¿Fue (in)evitable el golpe? Derechos humanos: memoria, museo y contexto (2018, en coautoría con varios autores)). 
De la nueva generación es también Hugo Eduardo Herrera, ex director del Instituto de Filosofía de la UDP (entre 2014 y 2020) y miembro del grupo de estudios de Filosofía de Fondecyt entre 2012 y 2014. De sus publicaciones destacan: Sein und Staat (2005), Carl Schmitt als politischer Philosoph (2009), Más allá del cientificismo (2010), Octubre en Chile (2019), Carl Schmitt Between Technological Rationality and Theology (2019), Pensadores peligrosos. La comprensión en Francisco Antonio Encina, Alberto Edwards y Mario Góngora (2021), El último romántico. El pensamiento de Mario Góngora. También se cuentan entre sus publicaciones una treintena de artículos en revistas especializadas en Estados Unidos, Alemania, España, Brasil, Colombia y Chile.
Max Silva Abbott ha escrito Derecho, poder y valores. Una visión crítica del pensamiento de Norberto Bobbio (2008), La evolución de la ciencia jurídica en Norberto Bobbio (2009) y Una visión crítica del sistema Interamericano de DDHH, y algunas propuestas para su mejor funcionamiento (2019)), Alejandra Castillo (entre sus publicaciones destacan: Julieta Kirkwood. Políticas del nombre propio (2007). Democracia, políticas de la presencia y paridad (2011), Nudos feministas. Política, filosofía, democracia (2011), Ars disyecta. Figuras para una corpo-política (2014), El desorden de la democracia. Partidos políticos de mujeres en Chile (2014), Imagen, cuerpo (2015), Disensos feministas (2016), Simone de Beauvoir. Filósofa, antifilósofa (2017), Crónicas feministas en tiempos neoliberales (2019), Asamblea de los cuerpos (2019), Matrix. El género de la filosofía (2019), Adicta imagen (2020) y La república masculina y la promesa igualitaria (2021)). 
Mariela Ávila ha publicado La experiencia del exilio y el exilio como experiencia (2019, compilación realizada junto con Braulio Rojas)
De Pamela Soto García, son: María Zambrano. Los tiempos de la democracia (2023)) y Nicole Darat Guerra (entre sus publicaciones destacan: Contraciudadanía y democracia feminista (2023)).

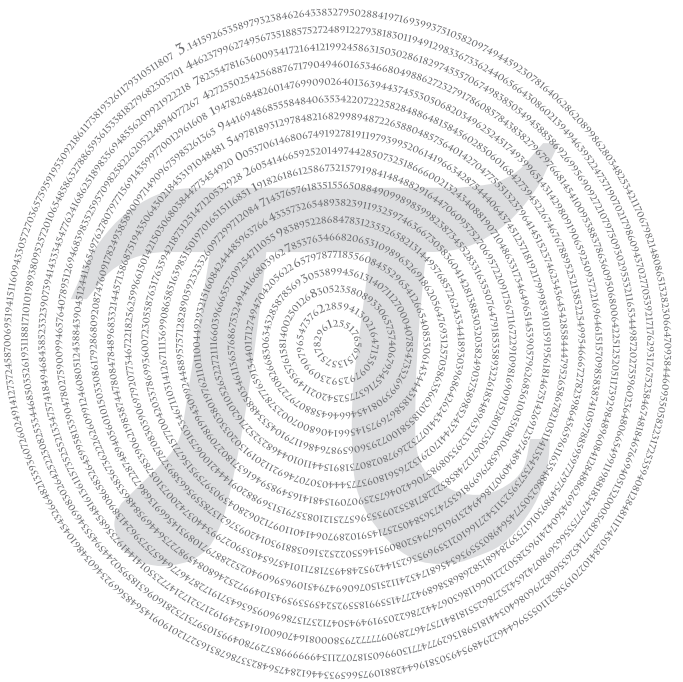
Logo de las Jornadas Rolando Chuaqui Kettlun

En lo que a la filosofía de las ciencias actual respecta, un enorme número de filósofos han realizado estudios de posgrado en el extranjero, para luego integrarse a los planteles de las principales universidades chilenas y trabajar sus distintas ramas. Algunos de estos filósofos son Eduardo Fermandois (filosofía del lenguaje, metafilosofía), Wilfredo Quezada (lógica, filosofía de las matemáticas, filosofía de la física), Andrés Bobenrieth (lógica, filosofía del derecho), Luis Pavez Flores (filosofía de la física), Gabriel Vallejos-Baccelliere (filosofía de la química y filosofía de la biología), Pablo Acuña (filosofía de la física, filosofía del lenguaje y epistemología), Rodrigo González (filosofía de la mente, ontología social), José Tomás Alvarado (metafísica analítica), Cristián Soto (metafísica de las ciencias), Claudia Muñoz Tobar (filosofía de la mente, filosofía del lenguaje), Gabriela Arriagada-Bruneau (filosofía de la inteligencia artificial), Alejandro Ramírez Figueroa (filosofía de la lógica, epistemología), Francisco Pereira Gandarillas (filosofía de las ciencias cognitivas, filosofía de la mente), Guido Vallejos (filosofía de la mente, filosofía de las ciencias cognitivas, semántica lingüística, psicología popular), Carlo Rossi Fernández (metafísica analítica), Juan Redmond (lógica), Pablo López-Silva (filosofía de la mente, filosofía de la psiquiatría), Leónidas Montes (filosofía de la economía), Lucas Miranda Baños (filosofía de la economía), Diana Aurenque (filosofía de la medicina), Rodrigo Medel (ecología evolutiva, historia de las ciencias), Ricardo Rozzi (filosofía medioambiental) y Marcelo Díaz Soto (filosofía de la mente, filosofía de las ciencias cognitivas y epistemología). También cabe destacar autores de campos emergentes, entre tecnología y ciencias de la vida, como Andrés Maximiliano Tello (filosofía de la técnica y tecnopolítica)o Zeto Bórquez (filosofía de la etología y estudios multiespecies).

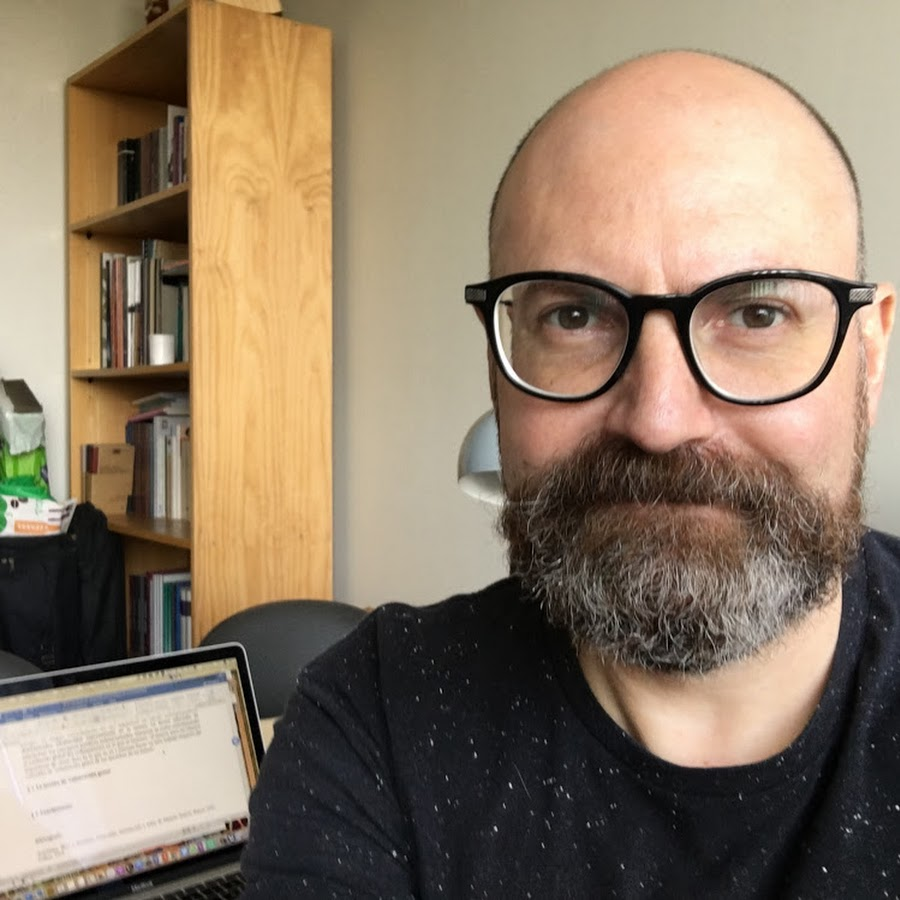
José Tomás Alvarado Marambio.

Es relevante señalar que el creciente interés en la filosofía de las ciencias, la filosofía del lenguaje y la gnoseología entre intelectuales chilenos contemporáneos se refleja en la organización de encuentros filosóficos multitudinarios como lo son las Jornadas Rolando Chuaqui Kettlun y el Coloquio Lenguaje y Cognición.

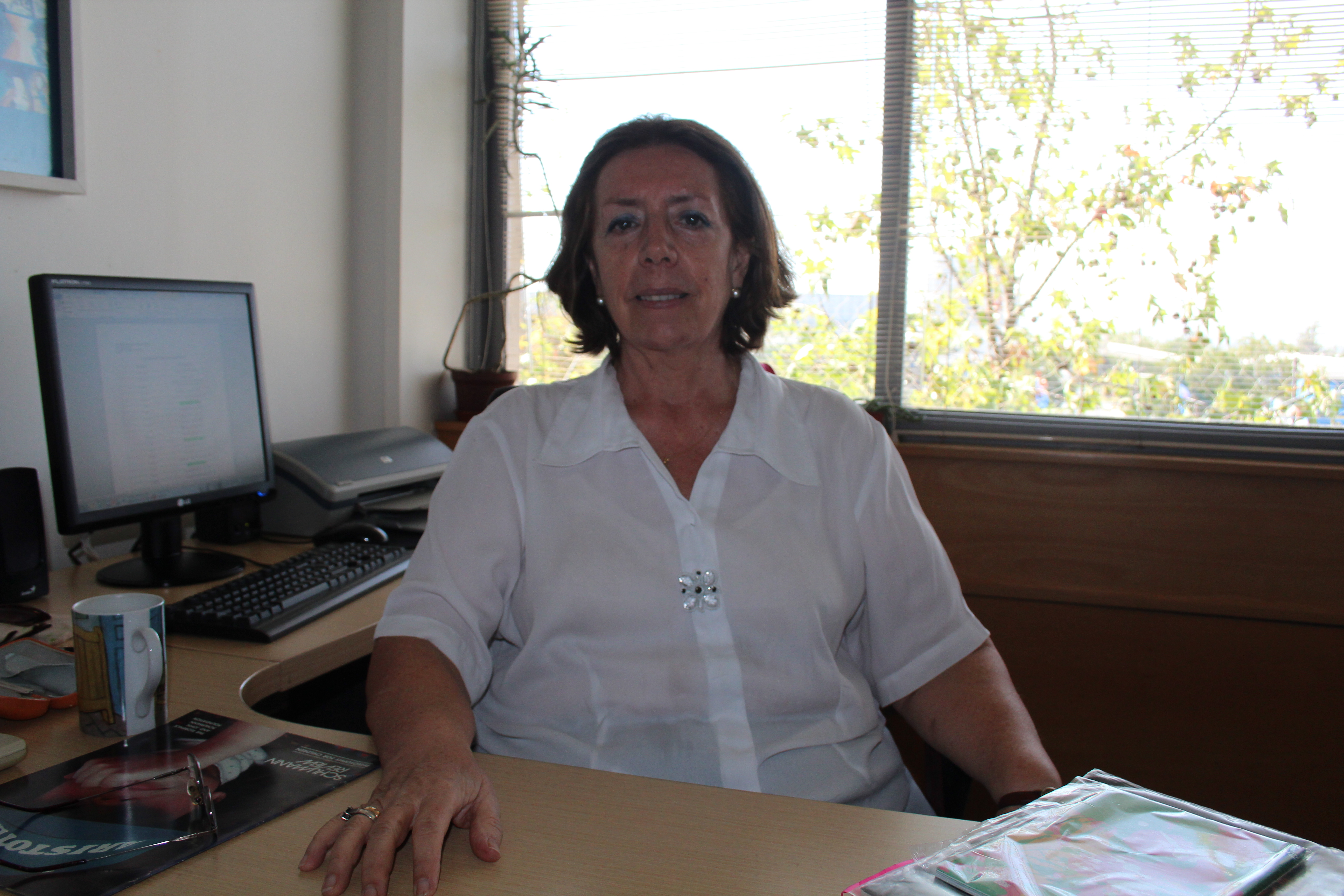
Ana María Vicuña.

Por último, también las preocupaciones teológicas y de hermenéutica religiosa han sabido mantener su presencia en el presente siglo. Ejemplos de intelectuales contemporáneos que se han ocupado de estas cuestiones son Christian Casanova del Solar, Sergio Silva Gatica, Rodrigo Polanco Fermandois, Juan Eduardo Carreño Pavez, y José Tomás Alvarado. Y otro tanto cabe señalar de la filosofía de la educación, que cuenta con figuras como Felipe Nicolás Mujica Johnson (desarrollo psicoemocional y deporte), Olga Grau (filosofía con niños en la escuela), y Ana María Vicuña (filosofía con niños en la escuela).

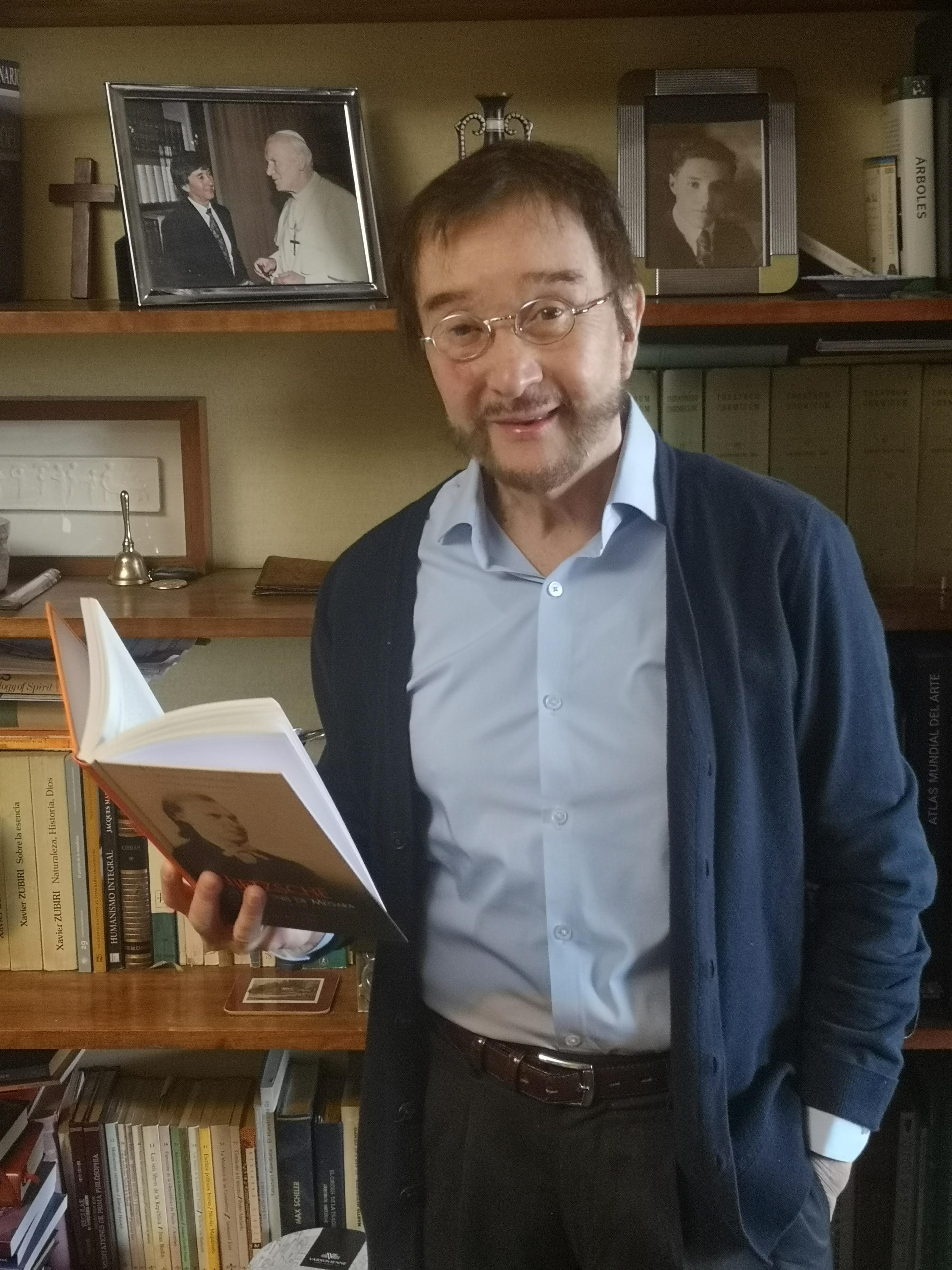
Óscar Velásquez Gallardo.

Entre los traductores de textos filosóficos, Óscar Velásquez Gallardo es uno de los más destacados, siendo su especialidad la filosofía grecorromana, aunque también ha incursionado en obras de autores modernos. Ha publicado libros de Platón, con traducciones (República, Banquete, Timeo, Alcibíades) y estudios (Politeia, Anima Mundi), Aristófanes (Nubes), Jenofonte (La República de los Atenienses), Horacio (Ars poetica), Marco Tulio Cicerón (La ancianidad) Tomás de Aquino (De Veritate, con Humberto Giannini) y Friedrich Nietzsche (De Theognide Megarensi, con Renato Cristi). En lo que respecta a obras originales, destaca Breve tratado sobre la naturaleza trascendental del Cosmos. En esta obra, Velázquez muestra cómo la razón humana se relaciona con el universo, especialmente en términos de tiempo y espacio. Examina cómo la razón intenta entender conceptos como la eternidad y lo infinito, y cómo estos conceptos están ligados al tiempo y al espacio en el mundo. También se analiza la idea de trascendencia, es decir, cómo la razón busca ir más allá de lo que conocemos, y se reflexiona sobre la divinidad cristiana desde un punto de vista filosófico y lingüístico. Además, el texto conecta estas ideas con elementos culturales como la tragedia griega y la poesía antigua.

## Revistas chilenas de filosofía
La filosofía chilena, por su proximidad a las instituciones académicas, se ha articulado importantemente a través de revistas. Existen publicaciones dedicadas en exclusiva a la filosofía, mientras que otras son revistas generalistas de temas humanísticos o científicos. Las revistas, casi siempre, están auspiciadas por instituciones de educación superior.
| Título de la publicación                | Temáticas | Inicio de la publicación | Institución patrocinante |
| --------------------------------------- | --- | ------------------------ | --- |
| Acta Bioethica                          | - Bioética - Tecnociencia | 2000 (en línea)          | Centro Interdisciplinario de Estudios en Bioética, Universidad de Chile.                                                      |
| Aisthesis                               | - Estética | 1966                     | Instituto de Estética, Pontificia Universidad Católica de Chile.                                                              |
| Alpha                                   | - Estética - Literatura - Filosofía (General) | 1985                     | Departamento de Humanidades y Arte, Universidad de Los Lagos.                                                                 |
| Anuario de Filosofía Jurídica y Social  | - Filosofía del Derecho - Filosofía Social | 2013 (en línea)          | Sociedad Chilena de Filosofía Jurídica y Social.                                                                              |
| Atenea                                  | - Humanidades | 1924                     | Universidad de Concepción. |
| Boletín de Filología                    | - Filología | 1934                     | Departamento de Lingüística, Facultad de Filosofía y Humanidades, Universidad de Chile.                                       |
| Byzantion Nea Hellás                    | - Estudios Clásicos Con especialidad en Estudios Griegos, Bizantinos y Neohelénicos. | 1970                     | Centro de Estudios Griegos, Bizantinos y Neohelénicos; Facultad de Filosofía y Humanidades, Universidad de Chile.             |
| Cinta de Moebio                         | - Epistemología Con especialidad en Ciencias Sociales. | 1997                     | Facultad de Ciencias Sociales, Universidad de Chile.                                                                          |
| Cogency                                 | - Razonamiento - Teoría de la Argumentación | 2009                     | Facultad de Psicología, Universidad Diego Portales.                                                                           |
| Cuadernos de Filosofía                  | - Filosofía (General) | 1970                     | Departamento de Filosofía, Universidad de Concepción.                                                                         |
| CUHSO                                   | - Ciencias Sociales - Humanidades | 1984                     | Facultad de Ciencias Sociales y Humanidades, Universidad Católica de Temuco.                                                  |
| Estudios Filológicos                    | - Filología - Lingüística - Literatura | 1965                     | Instituto de Lingüística y Literatura, Facultad de Filosofía y Humanidades, Universidad Austral de Chile.                     |
| Estudios Pedagógicos                    | - Teoría de la Educación | 1976                     | Instituto de Ciencias de la Educación, Universidad Austral de Chile.                                                          |
| Hybris. Revista de Filosofía            | - Filosofía (General) | 2009                     | CENALTES Ediciones. |
| Inmanere                                | - Filosofía (General) - Teología | 2022                     | Facultad de Estudios Teológicos y Filosofía, Universidad Católica de la Santísima Concepción.                                 |
| Ius et Praxis                           | - Derecho | 2015                     | Facultad de Ciencias Jurídicas y Sociales, Universidad de Talca.                                                              |
| Límite                                  | - Filosofía (General) - Psicología | 1994                     | Escuela de Psicología y Filosofía, Universidad de Tarapacá.                                                                   |
| Littera Scripta                         | - Filosofía (General) | 2020                     | Departamento de Humanidades, Universidad Andrés Bello.                                                                        |
| Logos                                   | - Lingüística - Filosofía (General) - Psicología | 1989                     | Facultad de Humanidades, Universidad de la Serena.                                                                            |
| Ludus Vitalis (Segunda época)           | - Filosofía de las Ciencias de la Vida Con especialidad en problemas metacientíficos (ontológicos, epistemológicos, metodológicos, éticos, históricos, sociológicos) de disciplinas como la Biología, la Medicina, la Antropología, la Lingüística, la Neurociencia, las Ciencias de la Conducta y las Ciencias Cognitivas.                | 2021                     | Instituto de Filosofía, Universidad de Valparaíso; y la Asociación Iberoamericana de Filosofía de la Biología.                |
| Mutatis Mutandis                        | - Filosofía (General) | 2013                     | Corporación Filosofía y Sociedad.                                                                                             |
| Nueva Revista del Pacífico              | - Lingüística - Literatura | 1976                     | Facultad de Humanidades, Universidad de Playa Ancha.                                                                          |
| Otrosiglo                               | - Filosofía (General) | 2017                     | Centro de Escritura y Pensamiento Otrosiglo.                                                                                  |
| Palabra y Razón                         | - Teología - Filosofía (General) - Ciencias de la Religión | 2012                     | Facultad de Ciencias Religiosas y Filosóficas, Universidad Católica del Maule.                                                |
| Pléyade                                 | - Humanidades - Ciencias Sociales | 2008                     | International Institute for Philosophy and Social Studies.                                                                    |
| Pro Jure                                | - Derecho - Filosofía del Derecho | 1977                     | Pontificia Universidad Católica de Valparaíso.                                                                                |
| Resonancias                             | - Filosofía (General) | 2015                     | Facultad de Filosofía y Humanidades, Universidad de Chile.                                                                    |
| Revista Chilena de Derecho y Tecnología | - Derecho - Estudios de Ciencia, Tecnología y Sociedad | 2012                     | Centro de Estudios en Derecho, Tecnología y Sociedad, Facultad de Derecho, Universidad de Chile.                              |
| Revista Chilena de Estudios Medievales  | - Filosofía Medieval Con especialidad en Escolástica, Cristiandad Occidental, Rescate de la Lengua Latina, Arte Sacro, Tradición Cristiana, Literatura Medieval, Mundo Islámico y Mundo Judío. | 2012                     | Universidad Gabriela Mistral.                                                                                                 |
| Revista Chilena de Literatura           | - Literatura | 1970                     | Departamento de Literatura, Facultad de Filosofía y Humanidades, Universidad de Chile.                                        |
| Revista Culturas Científicas            | - Estudios de Ciencia, Tecnología y Sociedad - Filosofía de las Ciencias | 2018                     | Departamento de Filosofía, Universidad de Santiago de Chile.                                                                  |
| Revista Cultura y Religión              | - Antropología Social - Antropología Cultural - Sociología de la Religión - Antropología de la Religión - Filosofía de la Religión | 2007                     | Universidad Arturo Prat. |
| Revista de Ciencias Sociales            | - Ciencias Sociales | 1992                     | Universidad Arturo Prat. |
| Revista de Derecho                      | - Derecho | 1990                     | Facultad de Ciencias Jurídicas y Sociales, Universidad Austral de Chile.                                                      |
| Revista de Derecho                      | - Derecho | 1994                     | Facultad de Ciencias Jurídicas, Universidad Católica del Norte.                                                               |
| Revista de Derecho                      | - Derecho | 1933                     | Facultad de Ciencias Jurídicas y Sociales, Universidad de Concepción.                                                         |
| Revista de Estudios Histórico-Jurídicos | - Historia del Derecho Con especialidad en historia del Derecho Romano, Derecho Público, Derecho Privado, Derecho Canónico, Derecho Europeo, Derecho Indiano, Derechos Patrios Iberoamericanos, Historia del Derecho Chileno, Dogmática Jurídica, Teoría del Derecho, Historia de las Doctrinas Políticas e Historia de las Instituciones. | 1976                     | Escuela de Derecho, Pontificia Universidad Católica de Valparaíso.                                                            |
| Revista de Filosofía                    | - Filosofía (General) | 1949                     | Departamento de Filosofía, Facultad de Filosofía y Humanidades, Universidad de Chile.                                         |
| Revista de Filosofía UCSC               | - Filosofía (General) Con especialidad en Filosofía Cristiana, Historia de la Filosofía Occidental, Metafísica, Filosofía Contemporánea, Ética, Epistemología, Filosofía de la Ciencia, Filosofía de la Mente, Filosofía de la Cognición, Filosofía Social y Filosofía Política.                                                           | 2002                     | Departamento de Filosofía de la Facultad de Estudios Teológicos y Filosofía, Universidad Católica de la Santísima Concepción. |
| Revista de Humanidades de Valparaíso    | - Filosofía (General) Con especialidad en Filosofía de la Ciencia, Lógica, Epistemología, Filosofía del Lenguaje, Filosofía de la Tecnología, Metafísica, Ética y Filosofía Política. | 2013                     | Instituto de Filosofía, Universidad de Valparaíso.                                                                            |
| Revista Ethika+                         | - Ética | 2020                     | Centro de Estudios de Ética Aplicada, Facultad de Filosofía y Humanidades, Universidad de Chile.                              |
| Revista Izquierdas                      | - Historia del Socialismo Latinoamericano | 2008                     | Centro de Estudios Iberoamericanos, Universidad Estatal de San Petersburgo.                                                   |
| Revista Teología y Vida                 | - Teología | 1960                     | Facultad de Teología, Pontificia Universidad Católica de Chile.                                                               |
| Síntesis                                | - Filosofía (General) | 2018                     | Filosofía de la Facultad de artes Liberales, Universidad Adolfo Ibáñez.                                                       |
| Universum                               | - Humanidades - Ciencias Sociales | 1986                     | Instituto de Estudios Humanísticos “Juan Ignacio Molina”, Universidad de Talca.                                               |
| Veritas                                 | - Ética aplicada - Filosofía práctica | 1994                     | Instituto de Éticas Aplicadas, Pontificia Universidad Católica de Chile.                                                      |